# Łódź

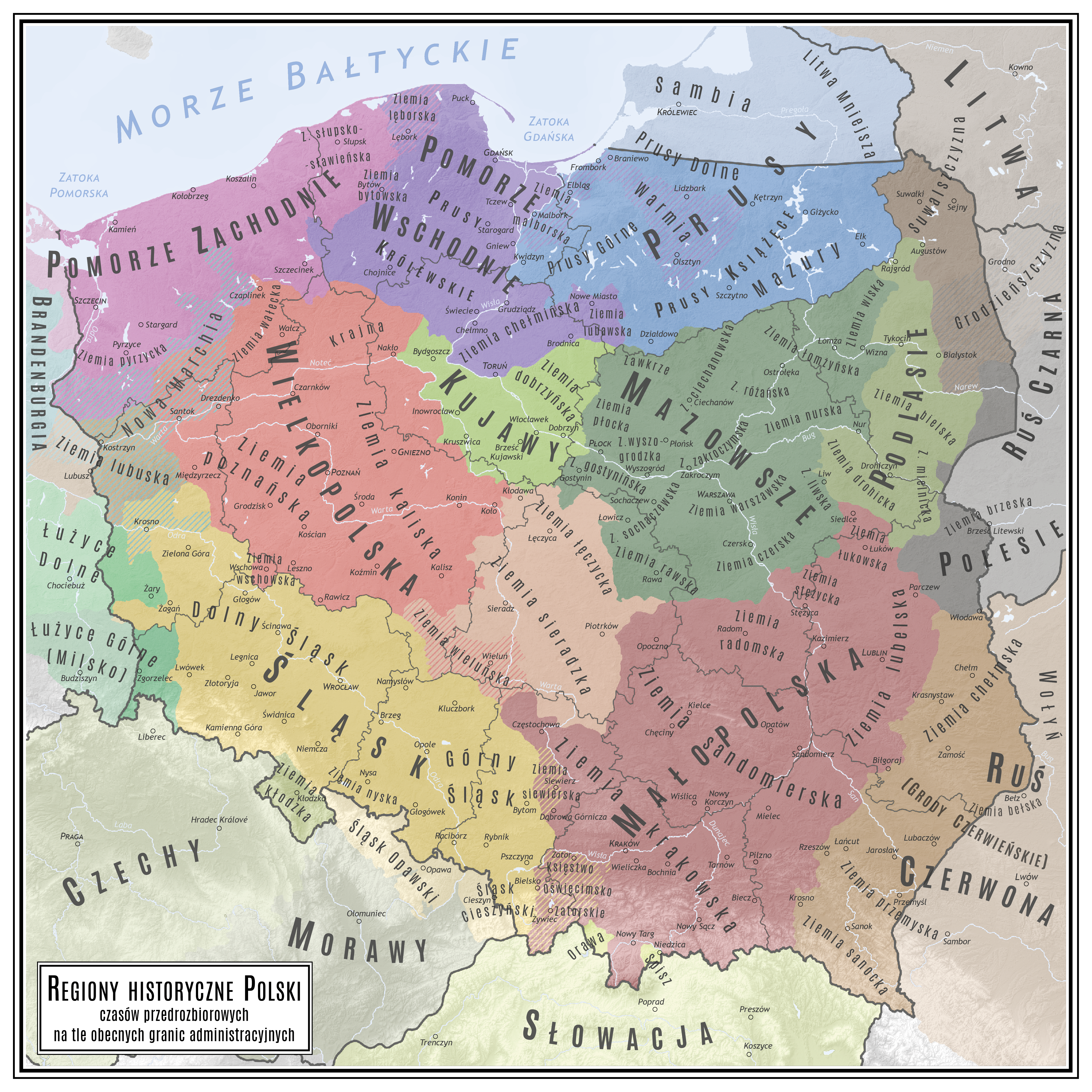
Łódź jest największym miastem historycznej ziemi łęczycko-sieradzkiej (złożonej z ziemi łęczyckiej, ziemi sieradzkiej i ziemi wieluńskiej) i stolicą województwa łódzkiego

Łódź – miasto na prawach powiatu w środkowej Polsce. Większość dzisiejszej Łodzi znajduje się w historycznej ziemi łęczyckiej, a niewielka część miasta (na lewym brzegu Neru) w ziemi sieradzkiej. Siedziba władz województwa łódzkiego, powiatu łódzkiego wschodniego oraz gminy Nowosolna, przejściowa siedziba władz państwowych w 1945 roku.
Ośrodek akademicki (19 uczelni), kulturalny i przemysłowy. Przed przemianami polityczno-gospodarczymi w 1989 r. centrum przemysłu włókienniczego i filmowego.
Od 1910 siedziba diecezji śląsko-łódzkiej Kościoła Starokatolickiego Mariawitów. Siedziba rzymskokatolickiej diecezji łódzkiej od 1920 roku, metropolii łódzkiej od 2004 roku. Od 1948 roku siedziba prawosławnej diecezji łódzko-poznańskiej. Ważny ośrodek życia religijnego, ekumenicznego i dialogu międzyreligijnego.
Łódź jest czwartym miastem w Polsce pod względem liczby ludności (645 693 mieszkańców; po Warszawie, Krakowie i Wrocławiu) i szóstym pod względem powierzchni (293,25 km²; po Gdańsku, Warszawie, Gdyni, Krakowie i Szczecinie).
Miasto należy do Unii Metropolii Polskich i Związku Miast Polskich, Związku Powiatów Polskich, a także do stowarzyszenia Eurocities oraz Stowarzyszenia Zdrowych Miast Polskich.

## Położenie
| Najdalej wysunięte granice miasta | Najdalej wysunięte granice miasta |
| --------------------------------- | --------------------------------- |
| na północ                         | 51°51′40″N                        |
| na południe                       | 51°41′11″N                        |
| na zachód                         | 19°20′41″E                        |
| na wschód                         | 19°38′30″E                        |

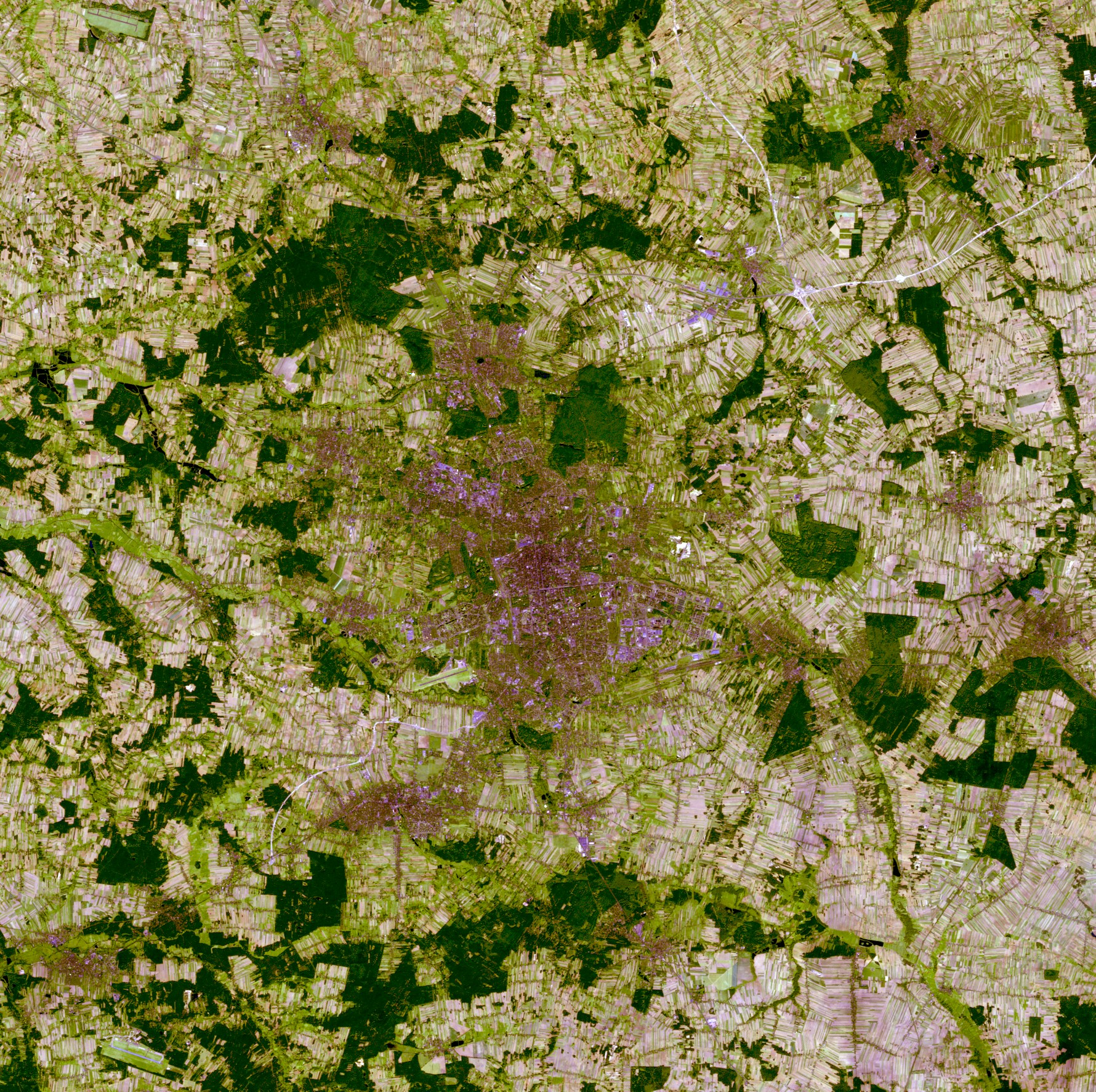
Aglomeracja łódzka (2011); zdjęcie satelitarne (sztuczne kolory), Landsat-5

Ukształtowanie powierzchni miasta wraz z warstwicami na podstawie DEM (cyfrowego modelu wysokościowego)

Łódź znajduje się w środkowej części województwa łódzkiego. Miasto jest położone na Wzniesieniach Łódzkich oraz Wysoczyźnie Łaskiej.
Według danych z 1 stycznia 2024 powierzchnia miasta wynosi 293,25 km².
Rozciągłość granic miasta południkowa (na południku 19°) wynosi 19,5 km (10′29″), a równoleżnikowa (na równoleżniku 51°) wynosi 17′49″. Łódź graniczy z miastami: Aleksandrów Łódzki, Konstantynów Łódzki, Zgierz, Pabianice, oraz z gminami: Aleksandrów Łódzki, Andrespol, Brójce, Ksawerów, Nowosolna, Pabianice, Rzgów, Stryków, Zgierz. Aglomeracja łódzka liczy około 1,1 mln mieszkańców.
Krzyżują się tu linie kolejowe z Warszawy i Koluszek, Torunia i Kutna, Poznania i Ostrowa Wielkopolskiego, oraz drogi krajowe z Gdańska i Torunia, z Konina, Wrocławia, Piotrkowa Trybunalskiego i Częstochowy oraz z Warszawy. W odległości ok. 10 km od miasta znajduje się skrzyżowanie transeuropejskich autostrad A1 i A2.
Łódź jest największym miastem historycznej ziemi łęczycko-sieradzkiej (złożonej z ziemi łęczyckiej, ziemi sieradzkiej i ziemi wieluńskiej). Większość dzisiejszej Łodzi (włącznie z centrum i najstarszą częścią miasta) znajduje się w historycznej ziemi łęczyckiej, a niewielki południowo-zachodni obszar Łodzi na lewym brzegu Neru (zawierający części miasta: Ruda Pabianicka, Chocianowice i Łaskowice) w historycznej ziemi sieradzkiej. W okresie I Rzeczypospolitej teren ten znajdował się w większości w powiatach brzezińskim i łęczyckim województwa łęczyckiego i w niewielkiej części w powiecie szadkowskim województwa sieradzkiego.
W sierpniu 2003 roku z inicjatywy czytelników „Gazety Wyborczej” w Łodzi, zlokalizowano geograficzny środek miasta. Przeprowadzone pomiary wykazały, że geograficzny środek Łodzi znajduje się 100 metrów na południe od skrzyżowania ulic: J. Tuwima i Przędzalnianej.

Mapa hipsometryczna Łodzi

| Rodzaj                            | %      |
| --------------------------------- | ------ |
| Grunty zabudowane i zurbanizowane | 51,53% |
| Użytki rolne                      | 39,21% |
| Grunty leśne                      | 8,41%  |
| Grunty pod wodami                 | 0,45%  |
| Tereny różne                      | 0,39%  |
| Σ                                 | 100%   |

## Środowisko naturalne

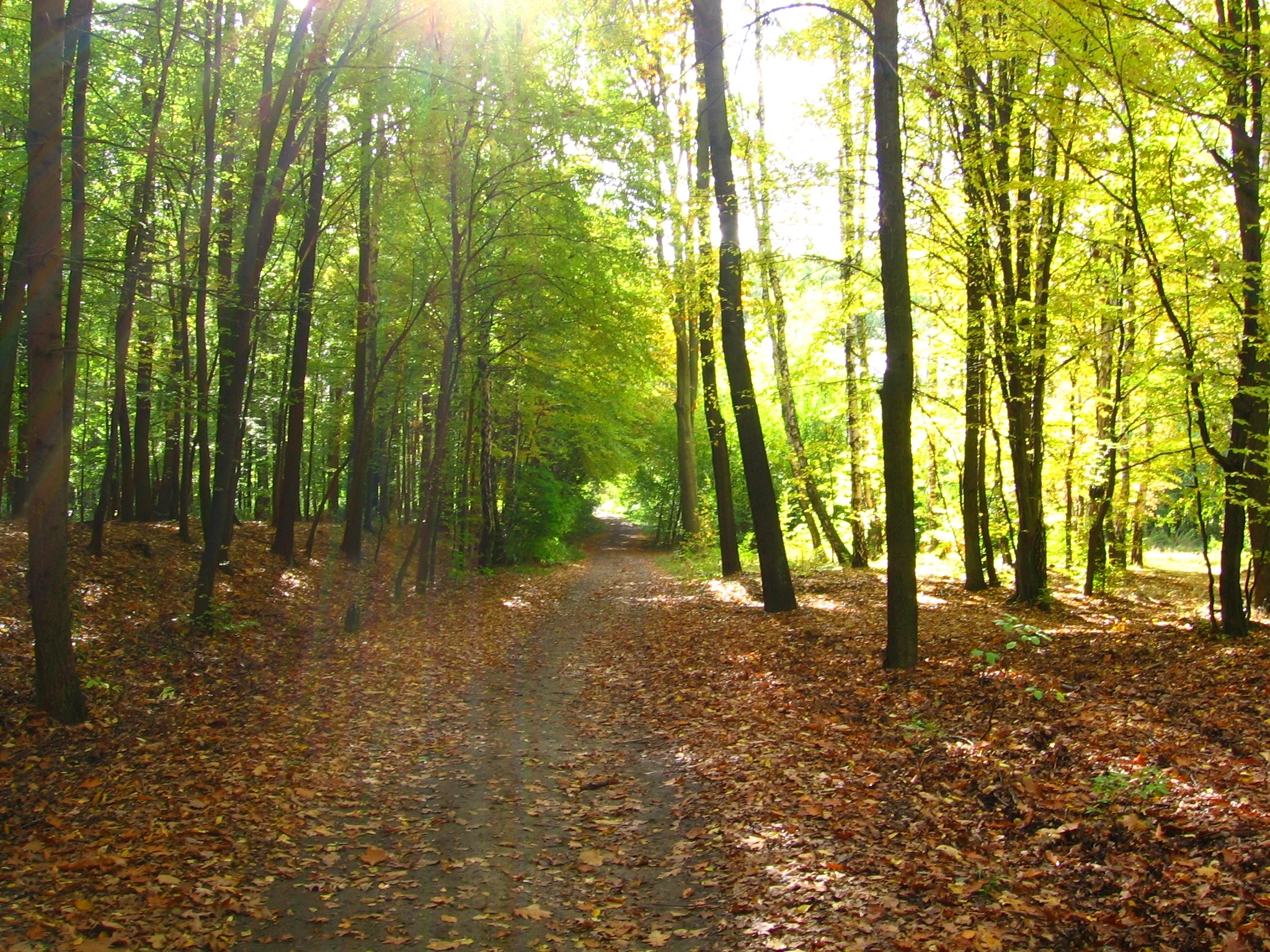
Las Łagiewnicki – jeden z największych lasów miejskich w Europie

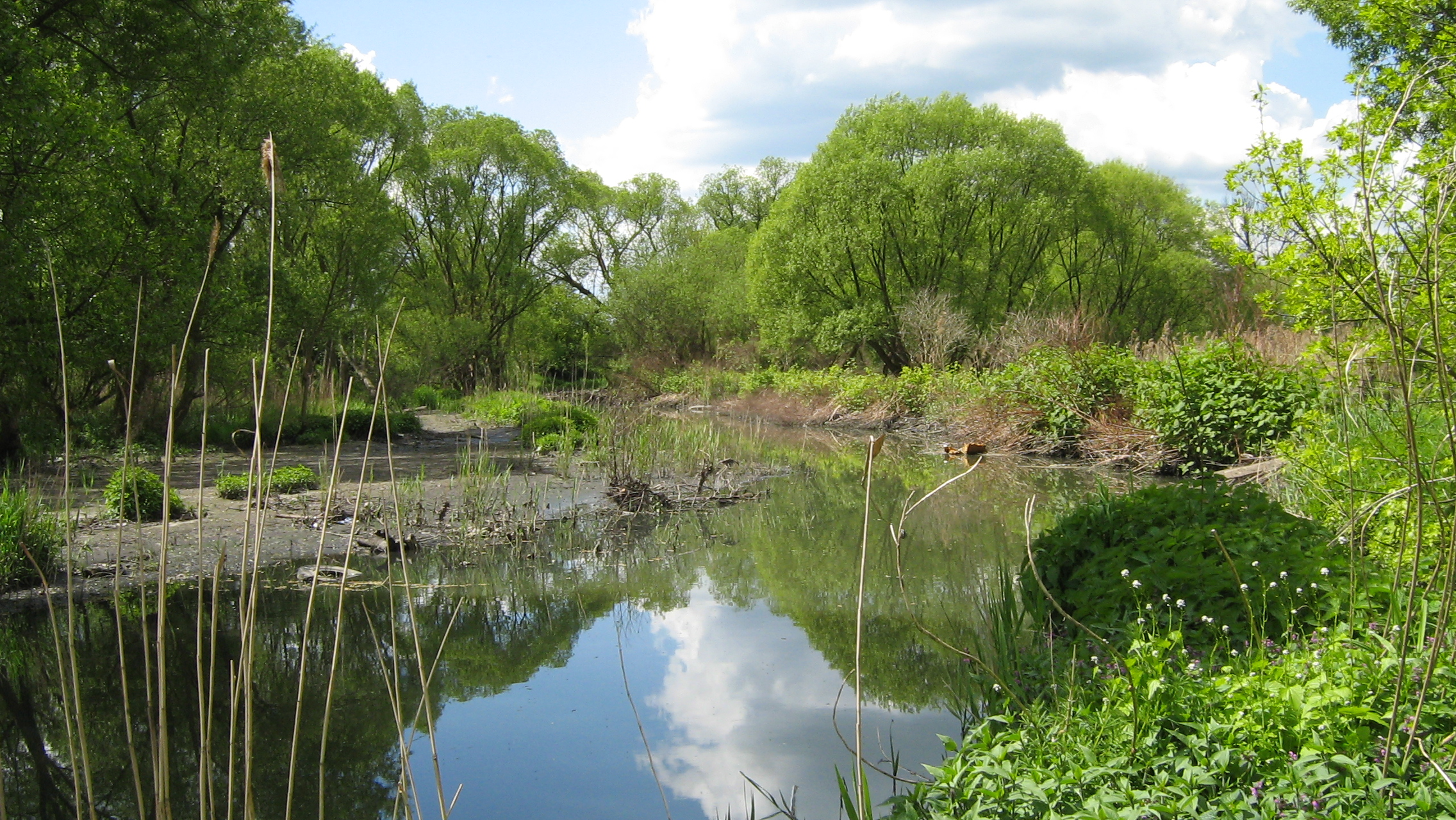
Ner na Lublinku

Łódź leży na wysokości od 163,6 m n.p.m. (na terenie Grupowej Oczyszczalni Ścieków) do 284 m n.p.m. w rejonie ulicy Kasprowicza (Nowosolna). Teren zamknięty granicami administracyjnymi miasta opada w kierunku z północnego wschodu na południowy zachód, zgodnie z nachyleniem zachodniego stoku Garbu Łódzkiego, na dziale wodnym I rzędu Wisły i Odry.
Przez Łódź przepływa 19 większych lub mniejszych rzek i strumieni: Ner, Łódka (dawniej nazywała się Ostroga) i jej dopływ Bałutka, Dobrzynka, Gadka, Jasień i jego dopływy: Karolewka, Olechówka (oraz jej dopływ Augustówka) i Lamus, Jasieniec – dopływy Neru, źródłowy odcinek Bzury i jej pierwszy prawobrzeżny dopływ Łagiewniczanka, Sokołówka (również dopływ Bzury) i jej dopływy: Brzoza, Aniołówka, Wrząca i Zimna Woda, a także – po włączeniu Nowosolnej – Miazga (dopływ Wolbórki). Są to niewielkie cieki i w centrum miasta w większości płyną ukryte w podziemnych kanałach.

## Klimat
| Miesiąc                          | Sty  | Lut  | Mar  | Kwi  | Maj  | Cze  | Lip  | Sie  | Wrz  | Paź  | Lis  | Gru  | Roczna |
| -------------------------------- | ---- | ---- | ---- | ---- | ---- | ---- | ---- | ---- | ---- | ---- | ---- | ---- | ------ |
| Średnie temperatury w dzień [°C] | 0,5  | 2,1  | 6,9  | 13,5 | 18,9 | 21,7 | 24,1 | 23,8 | 18,4 | 12,7 | 6,0  | 1,9  | 12,5   |
| Średnie dobowe temperatury [°C]  | -1,6 | -0,6 | 3,2  | 8,7  | 13,8 | 16,7 | 18,9 | 18,5 | 13,8 | 9,0  | 3,6  | 0,0  | 8,7    |
| Średnie temperatury w nocy [°C]  | -3,6 | -3,2 | -0,4 | 4,0  | 8,7  | 11,7 | 13,8 | 13,3 | 9,3  | 5,3  | 1,3  | -1,8 | 4,9    |
| Opady [mm]                       | 40,7 | 36,3 | 39,7 | 33,5 | 63,5 | 65,2 | 90,0 | 56,5 | 42,1 | 37,6 | 40,8 | 35,9 | 582    |
| Średnie usłonecznienie [h]       | 42   | 54   | 113  | 171  | 237  | 224  | 229  | 227  | 156  | 105  | 49   | 36   | 1644   |
| Źródło: 2020-01-01               |      |      |      |      |      |      |      |      |      |      |      |      |        |

## Nazwa miasta
Dawniej miejscowość nosiła nazwę Łodzia. Źródła historyczne zanotowały następujące formy nazwy: Lodza i Lodzia (1332), villa Lodza (1387), Lodza, Stara Lodza, villa Lodzya, in oppido Lodzya, in villa Lodzya antiqua (1511–1523), Lodzya oppidum (1534), Lodzia (1552), w Lodzii (1564–1565), Lodzya antiqua (1576), Lodz (1783), Łódź (1827), Łódź (1884). Językoznawcy wywodzą nazwę od słowa łódka, łódź – oznaczającego małą jednostkę pływającą. Wywód taki podaje Kazimierz Rymut w VI tomie naukowego opracowania polskiego nazewnictwa pt. „Nazwy miejscowe Polski”.
Pochodzenie nazwy „Łódź” stało się przedmiotem polemik i na ten temat istnieje również kilka hipotez, według których nazwa miasta wywodzi się od:
- szlacheckiego nazwiska rodowego „Łodzic”, a herb miasta od jego wizerunku, na którym przedstawiona jest łódź;
- staropolskiego imienia męskiego „Włodzisław”;
- staropolskiego określenia wierzby szarej – „łozy”;
- rzeki Łódki – hipoteza jest całkowicie błędna, bo to rzeka wzięła nazwę od miasta[20]

„Poszczególni autorzy mocno różnili się w swoich poglądach na temat pochodzenia nazwy Łodzi. Byli natomiast zgodni co do jednego, iż nie wywodzi się ona od miejscowej rzeczki, Łódki jak to głosiła tutejsza tradycja”. Nazwa rzeki „pojawia się dopiero w XIX w., a poprzednio Łódka znana była jako Starowiejska lub Stara” czasem po prostu „rzeka” lub „Ostroga”;
- łodzi jako środka komunikacji.

Równie nieuzasadniona wydaje się ta ostatnia hipoteza choć przez Łódź przepływa około 20 większych lub mniejszych rzek oraz strumieni, które obecnie pozostają niewidoczne z zewnątrz, ponieważ są niewielkimi ciekami i w większości płyną przez miasto ukryte w podziemnych kanałach. Odegrały one w przemysłowym rozwoju miasta istotną rolę. W 1822 roku w granicach Łodzi działało 15 młynów wodnych umiejscowionych na tych rzeczkach, a łatwy dostęp do wody stał się jedną z podstawowych przyczyn budowania na ich bazie foluszy, a później lokalizowania w mieście szeregu fabryk włókienniczych.
„Szkopuł w tym, że na całym obszarze średniowiecznego miasteczka Łodzia nie można się doszukać akwenu ani nawet strumienia, mogącego posłużyć do transportu wodnego. Brak także jakichkolwiek śladów w starych dokumentach i rejestrach, aby ktokolwiek z mieszkańców trudnił się szkutnictwem, czy choćby nawet ciesielstwem związanym z dłubaniem w pniach drzew najprostszych czółen”.
„Nazwa ta nie może być kojarzona z łodzią, obiektem pływającym po wodzie, gdyż żaden z funkcjonujących tam cieków nie nadawał się do spławu”. „Łódź nie leżała nad spławną rzeką”.
Napływająca w XIX w. ludność niemiecka używała nazwy miasta w formie „Lodz” bądź „Lodsch”. W okresie II wojny światowej, po włączeniu miasta w granice III Rzeszy, okupant zmienił – 11 kwietnia 1940 – nazwę na Litzmannstadt, na cześć Karla Litzmanna, niemieckiego generała znanego ze zwycięskich działań w tzw. bitwie pod Łodzią w listopadzie 1914 r.
Łódź bywa nazywana „polskim Manchesterem” z racji dominującego tu niegdyś przemysłu tekstylnego.

## Historia

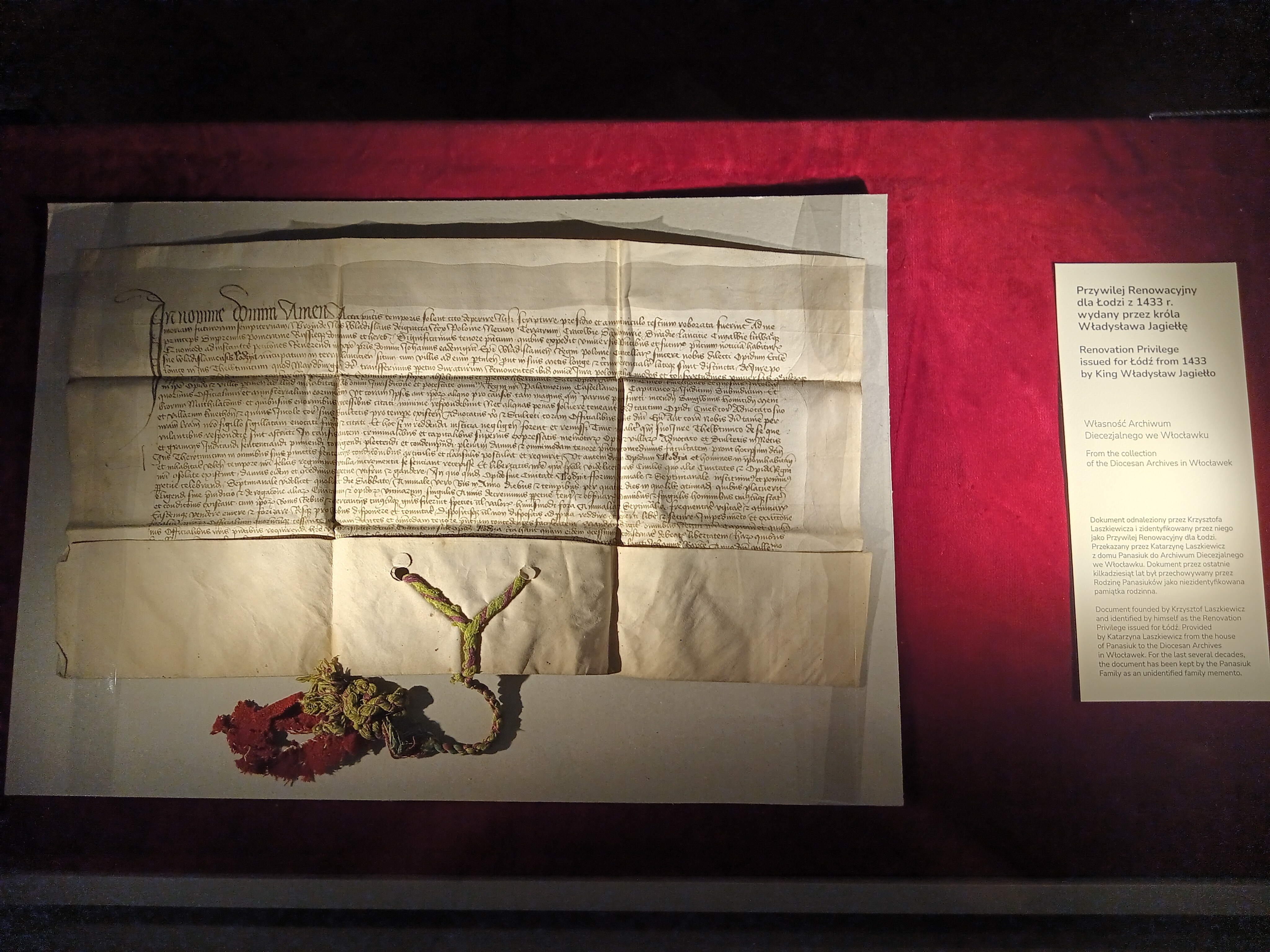
Przywilej Renowacyjny dla Łodzi (1433 rok), wydany przez Króla Władysława Jagiełłę. Najstarszy zachowany dokument dotyczący miasta

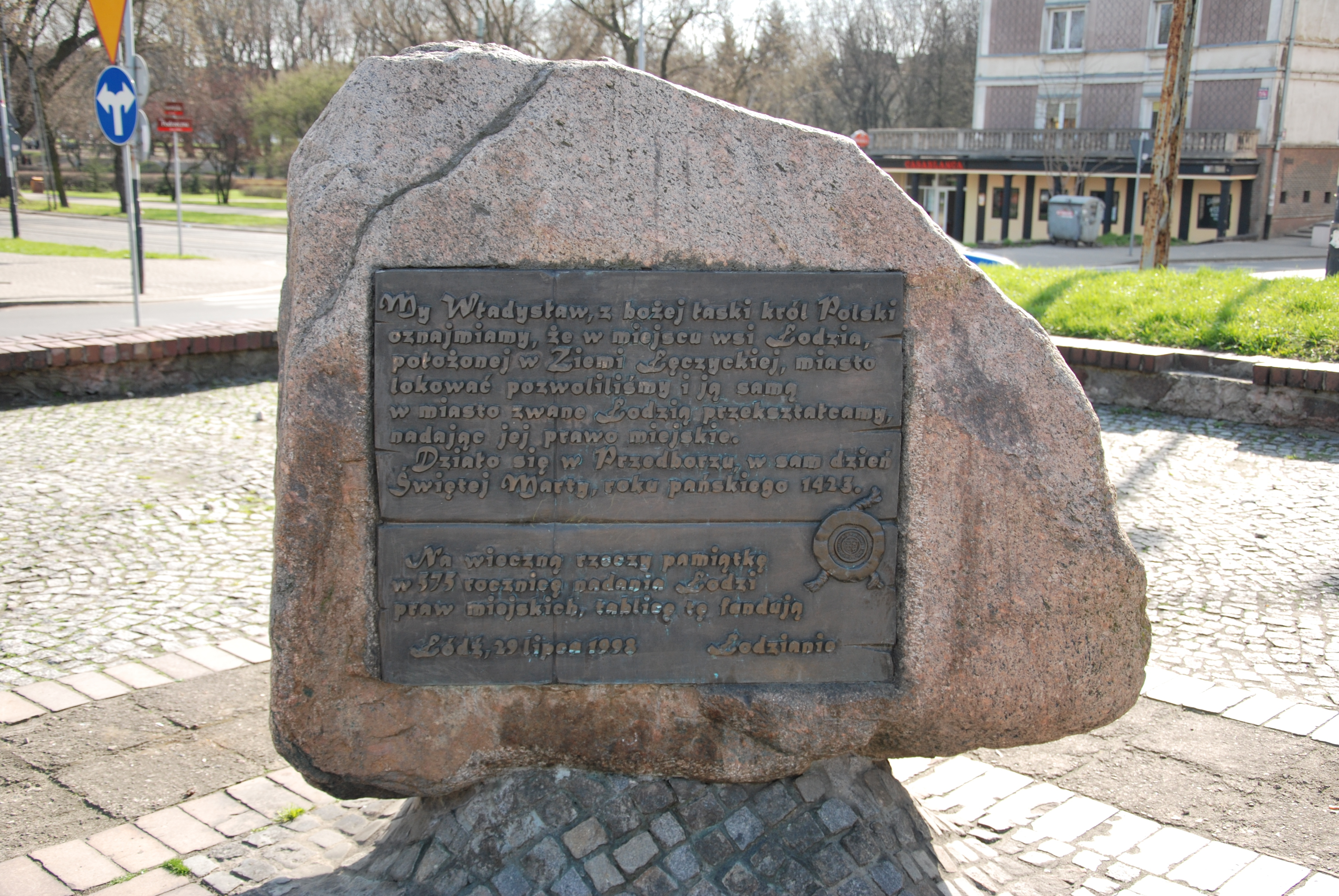
Kamień pamiątkowy odsłonięty 29 lipca 1998 z okazji 575. rocznicy nadania praw miejskich Łodzi – Stary Rynek

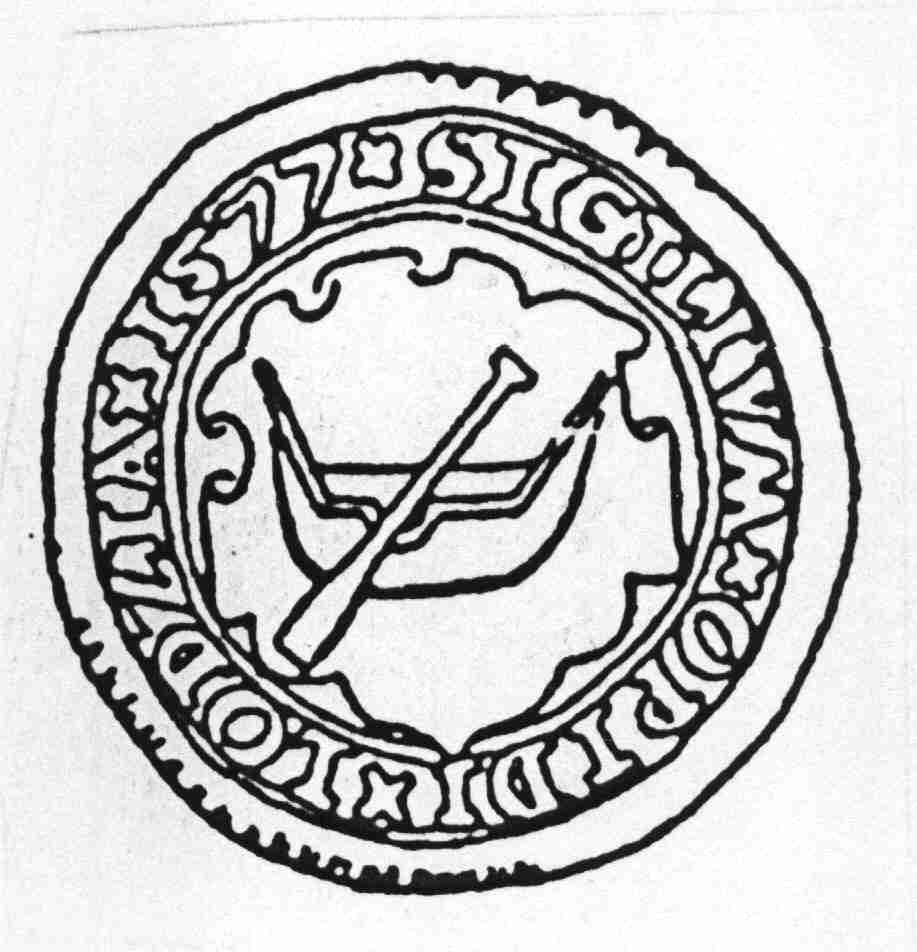
Pieczęć miejska Łodzi z 1577

### Łódź rolnicza
Miejscowość ma metrykę średniowieczną. Łódź początkowo była małą wsią leżącą w granicach księstwa łęczyckiego i historycznej ziemi łęczycko-sieradzkiej. Pierwsza wzmianka znajduje się w dokumencie sygnowanym przez księcia łęczyckiego i dobrzyńskiego Władysława Garbatego z 1332 r., który związany był z nadaniem kilku wsi, w tym również wsi o nazwie Lodza („Łodzia”), w wieczyste posiadanie biskupom kujawskim. Prawa miejskie nadane zostały miejscowości w Przedborzu nad Pilicą 29 lipca 1423 r., a wraz z nimi pozwolenie na organizowanie targów.
Do końca XVII w. Łódź rozwijała się jako małe miasteczko rolnicze, będące własnością biskupstwa włocławskiego (Łódź była prywatnym miastem duchownym (vel kościelnym) – jako Łodzia jest wymieniana wśród miast biskupstwa włocławskiego w powiecie brzezińskim województwa łęczyckiego w końcu XVI wieku). Stała się ona wtedy lokalnym ośrodkiem handlowym oraz rzemieślniczym. Mieściło się tu osiem młynów oraz warsztaty kołodziejów, bednarzy, szewców, cieśli i rzeźników. W 1424 r. biskup włocławski Jan Pella określił obowiązki i przywileje mieszkańców Łodzi, a od 1471 r. rozpoczęto prowadzenie ksiąg miejskich. W 1496 r. król Jan I Olbracht potwierdził przywileje królewskie na odbywanie dwóch jarmarków rocznie i cotygodniowego targu w mieście Lodzya. W szczytowym okresie rozwoju „Łodzi rolniczej”, na początku XVI wieku, miasto liczyło 70 rodzin mieszczańskich i około 30 domostw (1534 r. – pierwszy spis ludności).
Okres potopu szwedzkiego w połowie XVII w. doprowadził do upadku i częściowego wyludnienia. W 1739 r. w Łodzi mieszkało 97 rodzin. W 1777 r. Łódź liczyła 265 mieszkańców, a w mieście stało 66 domów. Do II rozbioru Polski Łódź znajdowała się w województwie łęczyckim w Rzeczypospolitej Obojga Narodów.
Po II rozbiorze Polski w 1793 r. Łódź trafia do zaboru pruskiego. W tym czasie liczyła jedynie 250 mieszkańców, a obszar zabudowany obejmował obecne Stare Miasto. Ze względu na niewielkie rozmiary pruskie władze w 1794 roku rozważały odebranie miejscowości praw miejskich i przekształcenie jej ponownie w wieś. W 1798 roku, wskutek sekularyzacji dóbr kościelnych, stała się miastem rządowym. Od 1807 roku należała do Księstwa Warszawskiego, a od 1815 roku do Królestwa Polskiego, które było powiązane unią personalną z Imperium Rosyjskim, choć wojska rosyjskie na terenie Łodzi przebywały już od 1813 roku.

### Łódź przemysłowa

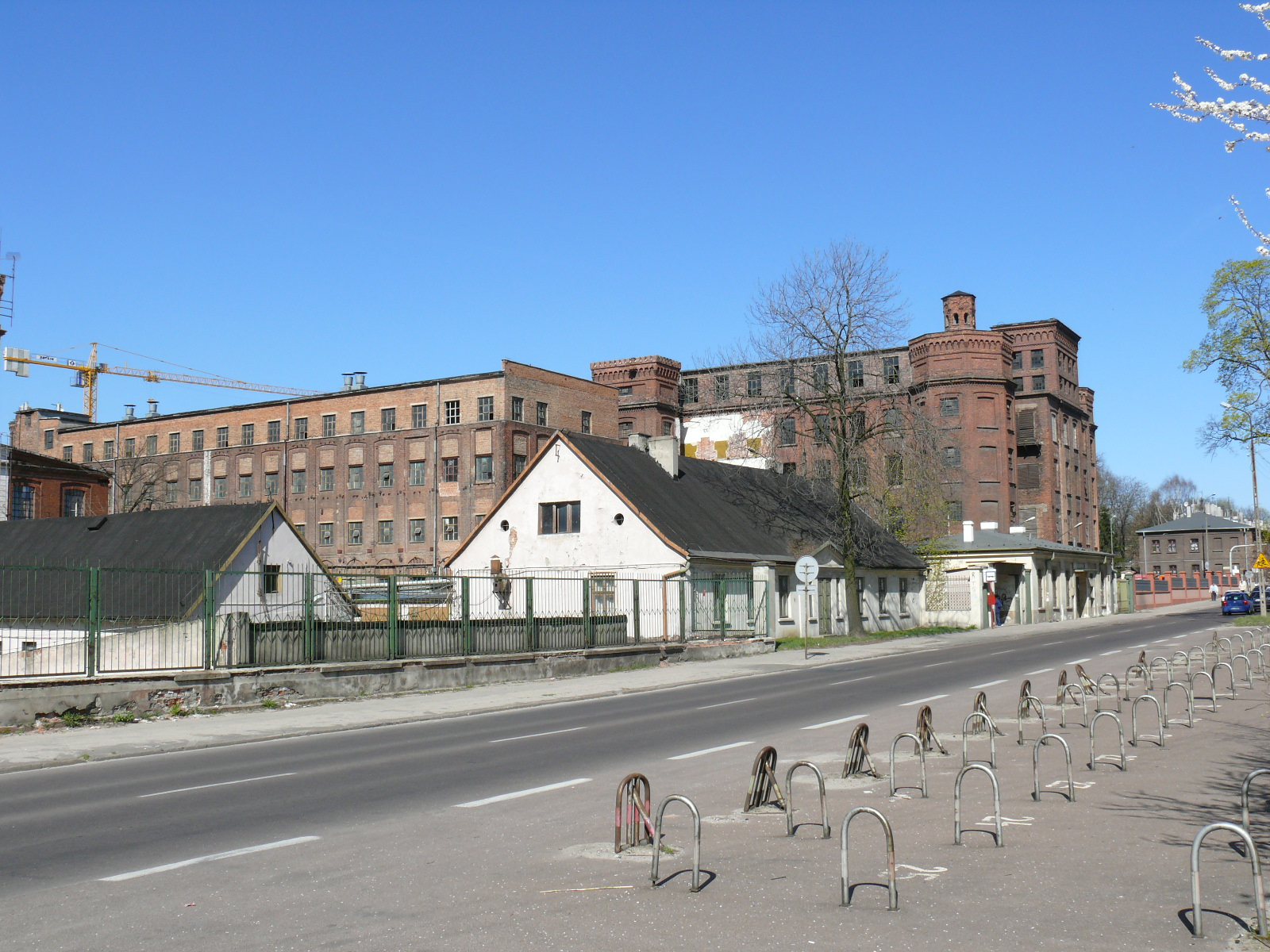
Dom Krystiana Wendischa,
ul. Przędzalniana 71

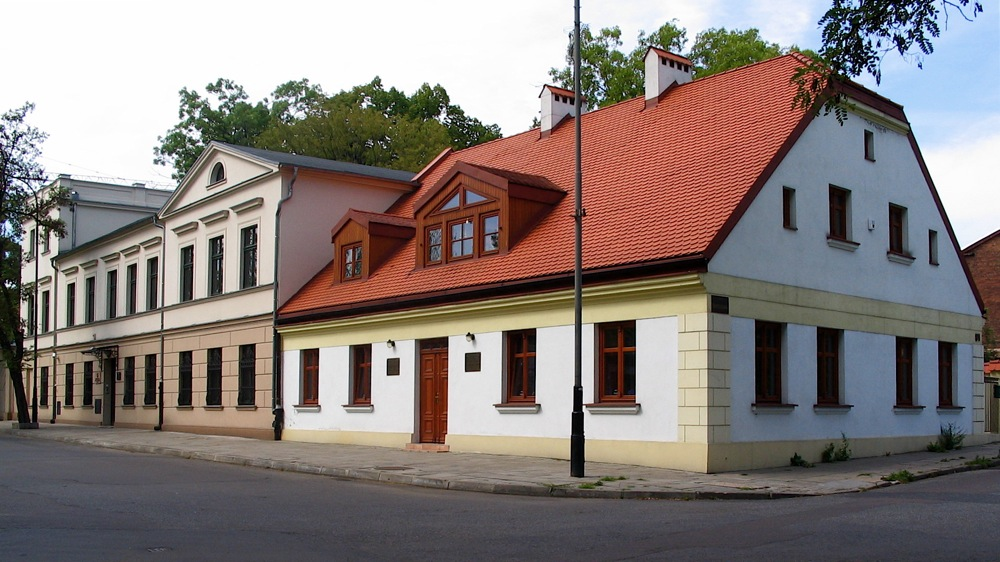
Dom Traugotta Grohmana,
ul. Targowa 81

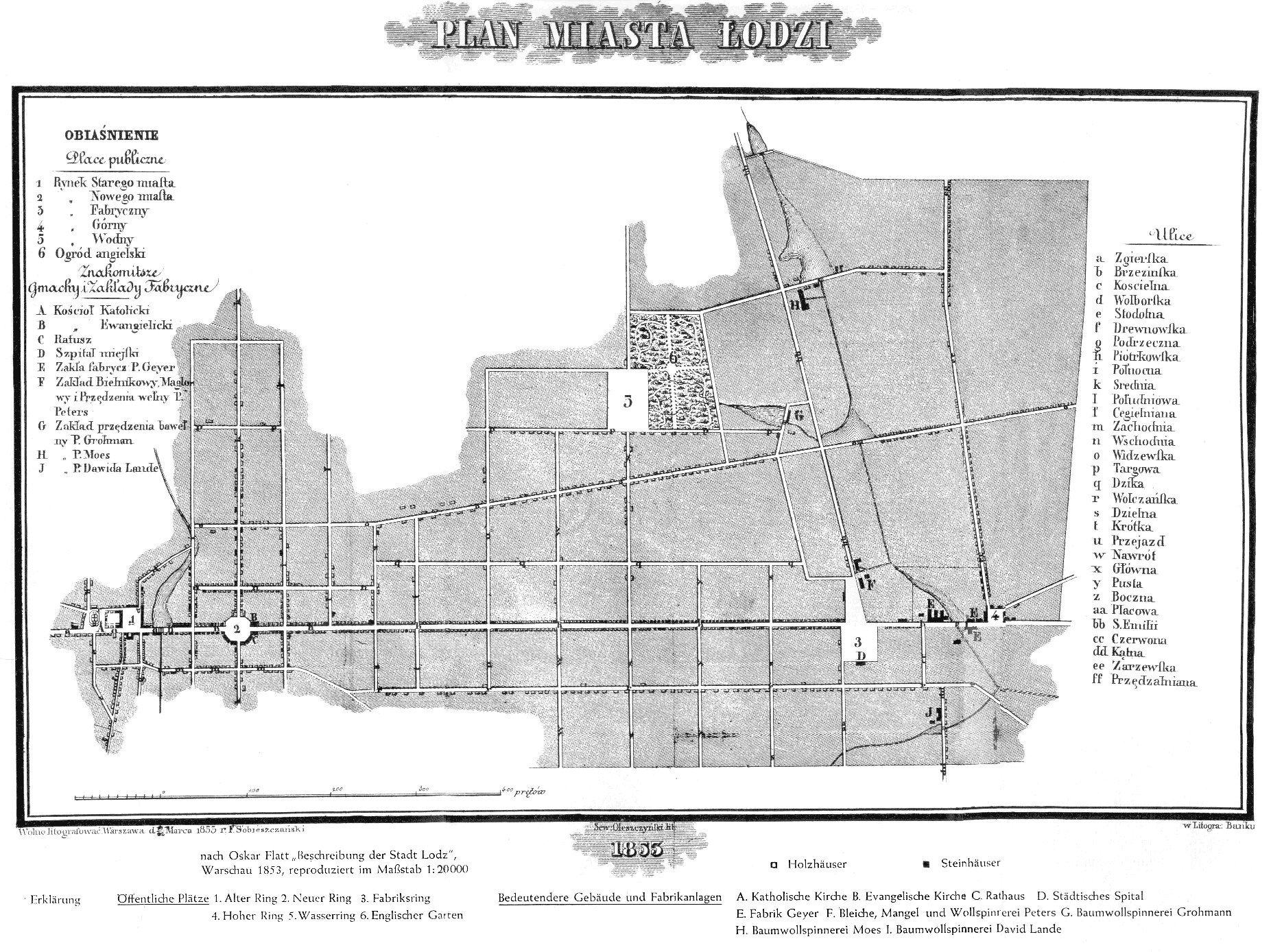
Pierwsza monografia Łodzi z 1853 r. Oskara Flatta

W 1820 na podstawie dokumentu z dnia 18 września, sygnowanego przez księcia namiestnika Józefa Zajączka, rząd Królestwa Polskiego włączył Łódź do grona osad przemysłowych w kalisko-mazowieckim okręgu przemysłowym i przeznaczył jej rolę ośrodka tkackiego i sukienniczego. Stało się to na wniosek ówczesnego prezesa Komisji Województwa Mazowieckiego – Rajmunda Rembielińskiego. Za powstaniem osady fabrycznej przemawiały warunki naturalne i prawne:
- państwowa własność ziemi – możliwość wydzielania działek osadnikom,
- duże zalesienie – drewno jako materiał budowlany i opałowy[43],
- liczne drobne rzeczki[43] o dużym spadku (m.in. Ostroga/Łódka, Jasień, Olechówka) – energia do napędu maszyn.

Miasto liczyło wówczas ok. 800 mieszkańców, a decyzja ta była początkiem okresu rozwoju „Łodzi przemysłowej”. Industrializacja oparta była przede wszystkim na napływających do miasta rzemieślnikach różnych specjalności włókienniczych, którzy zachęcani byli licznymi przywilejami. Aby sprostać potrzebom osadników, władze miejskie – w latach 1821–1823 – rozplanowały i wytyczyły osadę sukienniczą „Nowe Miasto”. Ulokowano ją na południe od istniejącego „Starego Miasta”, a najważniejszym jej elementem był centralnie położony, ośmioboczny rynek, z czterema wylotowymi ulicami na jego osiach (Nowy Rynek – dzisiejszy plac Wolności).
Od 1823 do połowy XIX w. do Łodzi przybywali głównie niemieckojęzyczni tkacze z Wielkopolski, Śląska, Saksonii, Czech, Brandenburgii i Moraw. Rejony te posiadały długą tradycję rzemiosła tkackiego, która jednak powoli chyliła się ku upadkowi wskutek procesów industrializacji, jak i utraty rynków zbytu związanej z nowym podziałem politycznym Europy po 1815.
W latach 1824–1827 wytyczono osadę „Łódka”, położoną na południe od „Nowego Miasta”, wzdłuż osi, którą stanowiła ulica Piotrkowska. Po regulacji fabryczna Łódź składała się z sześciu części rozlokowanych na pięciowiorstowej długości. W jej skład wchodziły: Stare Miasto, osada sukiennicza zwana „Nowym Miastem”, osada tkacka, osada prządnicza, Osada Szlązaki oraz Nowa Dzielnica.
Tabella Miast, Wsi, Osad, Królestwa Polskiego wydana w 1827 informuje o 97 domach w Łodzi i 939 mieszkańcach miasta. Gwałtowny rozwój Łodzi przeobraził ją w ciągu kilkudziesięciu lat z małej mieściny (liczącej w 1830 r. 4 tys., a w 1865 r. 40 tys. ludności) w przemysłową metropolię z 300 tys. mieszkańców w 1900 r. i 500 tys. w 1914 r. Około 50% ludności Łodzi stanowili Polacy, 40% Żydzi, prawie 10% Niemcy i 1–2% pozostali. Było to zatem miasto wielonarodowe z występującymi problemami wewnętrznymi pomiędzy przedstawicielami różnych narodowości, które władza rosyjska specjalnie dodatkowo skłócała.

### Łódź wielkoprzemysłowa
Początki Łodzi wielkoprzemysłowej związane są z powstaniem kalisko-mazowieckiego okręgu przemysłowego, kiedy w mieście powstały wielkie manufaktury, m.in. kompleks fabryczny Ludwika Geyera, rozwijający się od 1828 r. – z pierwszą na terenach Królestwa Polskiego i jedną z pierwszych na terenach Imperium Rosyjskiego maszyną parową (1839 r. – znany dziś jako „Biała Fabryka”). W latach 30. XIX w. było to największe przedsiębiorstwo przemysłowe w Królestwie Polskim. Łódź eksportowała swoje wyroby głównie do Rosji i Chin.

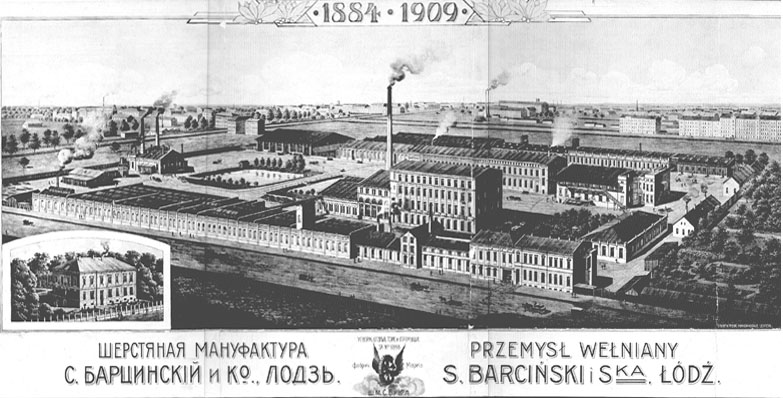
Reklama zakładów Salomona Barcińskiego położonych przy ul. Tylnej

Okres po upadku powstania listopadowego (1831 r.) przyniósł bariery celne i pewną stagnację. W 1850 miasto było już dość znaczne i funkcjonowali w nim liczni rzemieślnicy: „13 bednarzy, 2 brukarzy, 4 blacharzy, 7 felczerów, 6 cieśli, 6 czapników, 4 dekarzy, 1 folusznik, 3 garbarzy, 5 gwoździarzy, 2 introligatorów, 1 kominiarz, 1 konował, 1 kotlarz, 10 kowali, 48 krawców, 8 kołodziejów, 2 koszykarzy, 2 kapeluszników, 2 mechaników, 21 muzykantów, 4 modniarki, 22 młynarzy, 2 mosiężników, 4 mydlarzy, 9 murarzy, 32 piekarzy, 3 piernikarzy, 2 piwowarów, 10 powroźników, 4 praczki, 2 postrzygaczy, 2 pompiarzy, 8 rymarzy, 33 rzeźników, 1 rękawicznik, 10 ślusarzy, 5 szklarzy, 5 szwaczek, 39 szewców, 31 stolarzy, 7 sztycharzy, 3 szmuklerzy, szczotkarz, 10 tokarzy, 2 waciarzy, 3 zegarmistrzów, złotnik, 15 zdunów”. W sumie w mieście miało swoją siedzibę 18 cechów rzemieślniczych, a także dwie apteki (pierwsza apteka powstała w 1829 przy Rynku Nowego miasta – dzisiaj Plac Wolności 7, która w 1840 została przeniesiona przez nowego właściciela magistra farmacji Bogumiła Zimmermanna pod adres aktualnie Plac Wolności 2), cukiernia, kawiarnia, trzech lekarzy oraz siedem ówczesnych hoteli – tzw. domów zajezdnych.
Kolejny okres koniunktury napędził w drugiej połowie XIX w. rozwój rynku wewnętrznego, otwarcie w 1865 r. linii kolejowej Fabryczno-Łódzkiej do Koluszek na trasie kolei Warszawsko-Wiedeńskiej, napływ taniej siły roboczej (po uwłaszczeniu chłopstwa) i ponowne otwarcie eksportu po zniesieniu przez Rosję granicy celnej w 1851 r. (pomiędzy tzw. ziemiami zabranymi wcielonymi bezpośrednio w skład Rosji i rosyjską Kongresówką), oraz wprowadzenie w 1877 r. tzw. złotych ceł w Cesarstwie Rosyjskim, do którego przynależała Łódź.

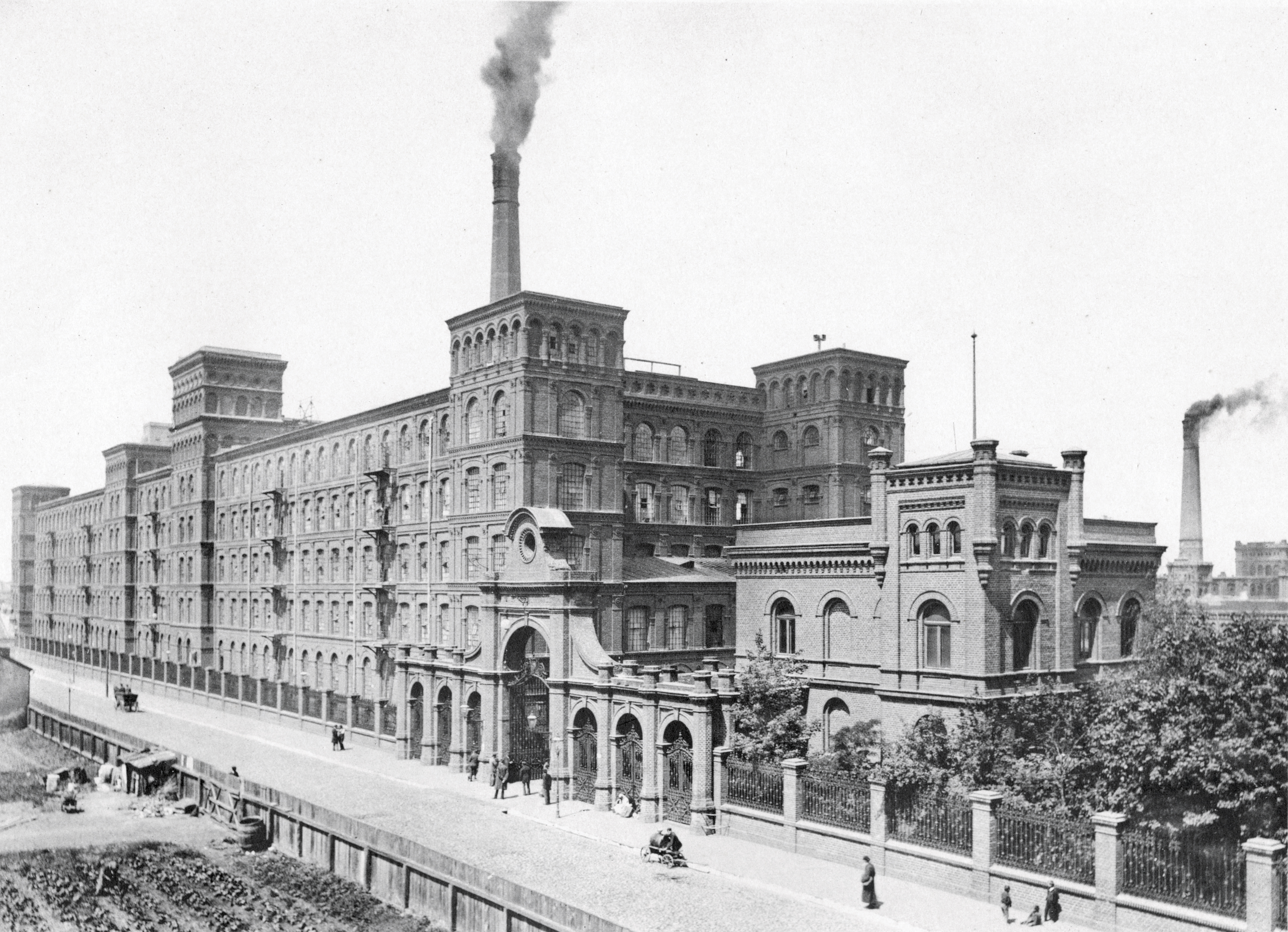
Fabryka Izraela Poznańskiego, ul. Ogrodowa 17

W tym czasie rosły fortuny przemysłowe Scheiblerów, Grohmanów, Poznańskich. Powstały pierwsze miejscowe banki (w 1872 r. z inicjatywy Karola Scheiblera – Bank Handlowy w Łodzi oraz Towarzystwo Kredytowe Miejskie w Łodzi), udzielające głównie kredytów handlowych. Rósł też udział lokalnego kapitału w bankach warszawskich. Łódź stała się miejscem wielkich szans, głównie dla Żydów, Niemców, Polaków i Rosjan – przysłowiową Ziemią Obiecaną (jest to publicystyczne określenie Łodzi, będące tytułem powieści W. Reymonta). Ich ślady są ciągle czytelne w dzisiejszym mieście w postaci zespołów pofabrycznych, zabytków architektonicznych, świątyń czy cmentarzy. W roku 1902 uruchomiono prywatną Kolej Warszawsko-Kaliską, łączącą Łódź z Warszawą przez Łowicz na wschodzie oraz przez Sieradz z Kaliszem na zachodzie. Przedłużenie w 1906 linii z Kalisza do Ostrowa Wielkopolskiego dało Łodzi bezpośrednie połączenie z niemiecką siecią kolejową.
Jednocześnie miasto było w tym okresie areną powtarzających się strajków i rozruchów robotniczych, przeradzających się nieraz w krwawe zajścia. Jednym z pierwszych był strajk w 1872 r. w fabryce Karola Scheiblera. W 1892 r. nastąpił tzw. bunt łódzki przeciwko niesprawiedliwości wobec pracowników wdrożonej przez zaborcę rosyjskiego zakończony interwencją wojska. Do największych starć doszło w czasie Rewolucji 1905 roku na ziemiach polskich należących do Rosji, w czasie której m.in. dokonano zamachu na fabrykanta Juliusza Kunitzera.
Mimo swoich rozmiarów i pojedynczych inwestycji Łódź pozostawała w ogromnej mierze ignorowana przez centralne władze rosyjskie i rażąco niedoinwestowana pod względem infrastruktury transportowej, technicznej i społecznej. Kilkusettysięczne miasto posiadało jedynie godność siedziby powiatu, podlegając gubernatorowi rezydującemu w kilkunastokrotnie mniejszym Piotrkowie. Nie istniały połączenia kolejowe w kierunku północno-zachodnim (Konin, Poznań), północnym (Kutno, Toruń) oraz południowym (Piotrków, Częstochowa, Zagłębie Dąbrowskie). Brak było sieci kanalizacyjnej i wodociągowej, szkolnictwo stało na niskim poziomie. W 1845 otwarto natomiast szpital, sfinansowany przez miasto Łódź, rząd, darczyńców prywatnych oraz z tzw. ceduł muzycznych („podatek od zabaw”) opłaconych w Łodzi, Zgierzu, Konstantynowie i Aleksandrowie (placówka w założeniu miała służyć mieszkańcom tych właśnie miast, którzy mieli też swoich przedstawicieli w radzie nadzorczej).

### Łódź podczas I wojny światowej

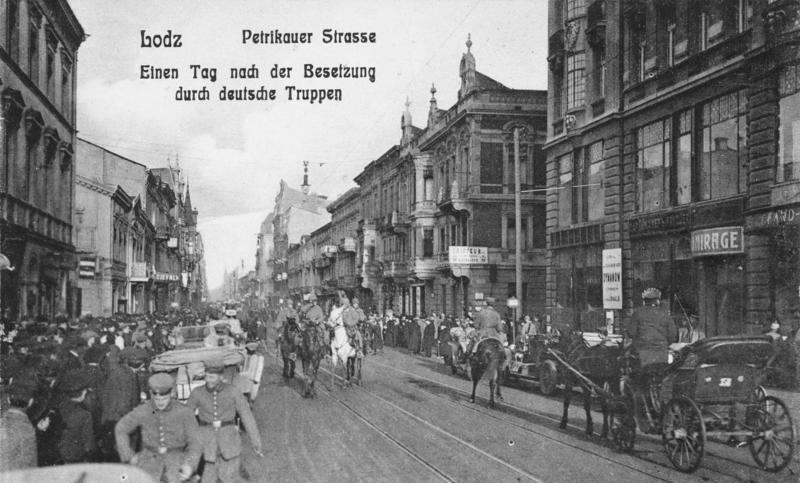
Ulica Piotrkowska w grudniu 1914

5 grudnia 1914, po klęsce poniesionej przez wojska rosyjskie w bitwie pod Łodzią, administracja rosyjska rozpoczęła ewakuację z miasta. 6 grudnia do Łodzi wkroczyły wojska niemieckie, rozpoczynając niespełna czteroletni okres okupacji miasta.
W dniu 15 lutego 1916 wizytował Łódź król saski Fryderyk August. Spotkał się tu z generałem gubernatorem Felixem von Barthem. Po dłuższej rozmowie z nim przespacerował się po tworzonym parku im. księcia J. Poniatowskiego, a następnie spotkał się na kolacji z przedstawicielami łódzkiego establishmentu w hotelu „Grand”.
W wyniku grabieżczej polityki okupanta niemieckiego (m.in. rekwizycje metali kolorowych) doszło do ogromnej dewastacji łódzkich fabryk. W połączeniu z utratą wschodnich rynków zbytu przyczyniło się to do znaczącego upadku przemysłu włókienniczego; zaczął się on podnosić z tych zniszczeń dopiero około połowy lat 30.

### Łódź – okres międzywojenny

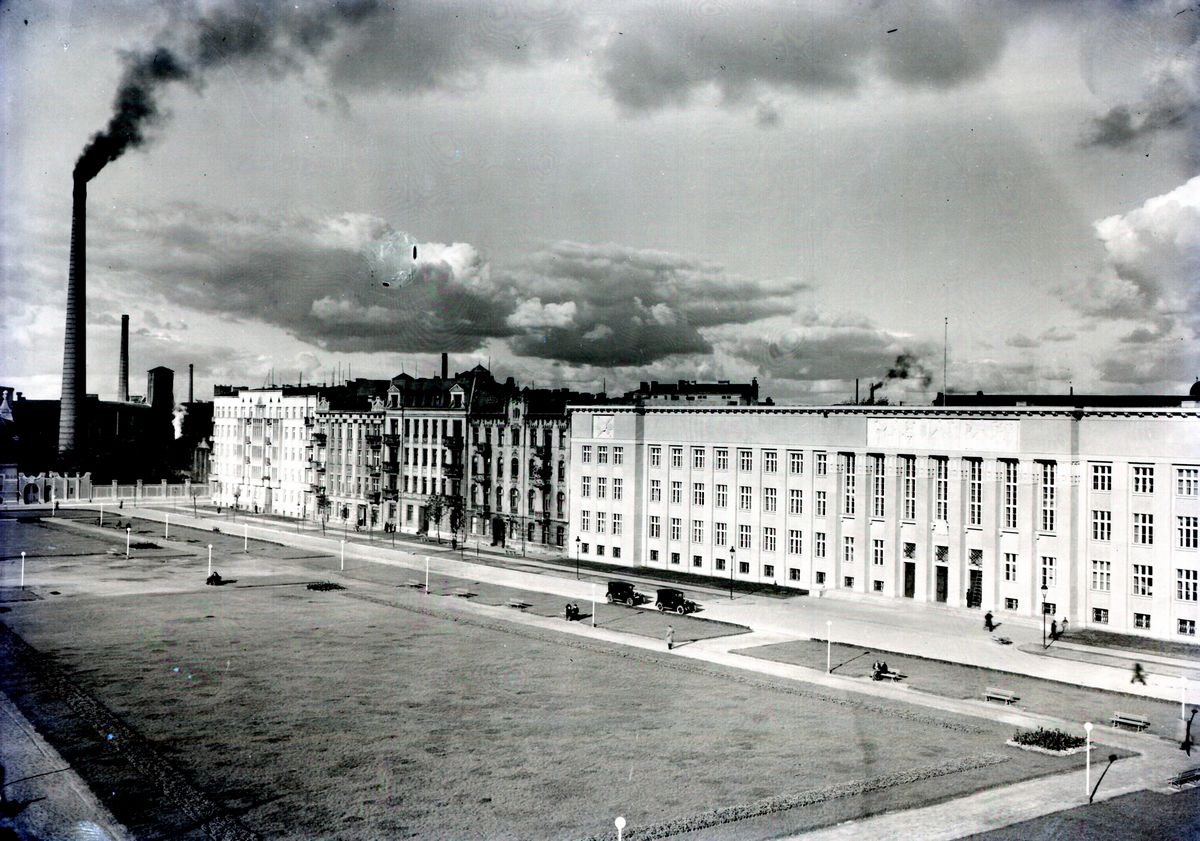
Plac Jana Henryka Dąbrowskiego w 1930

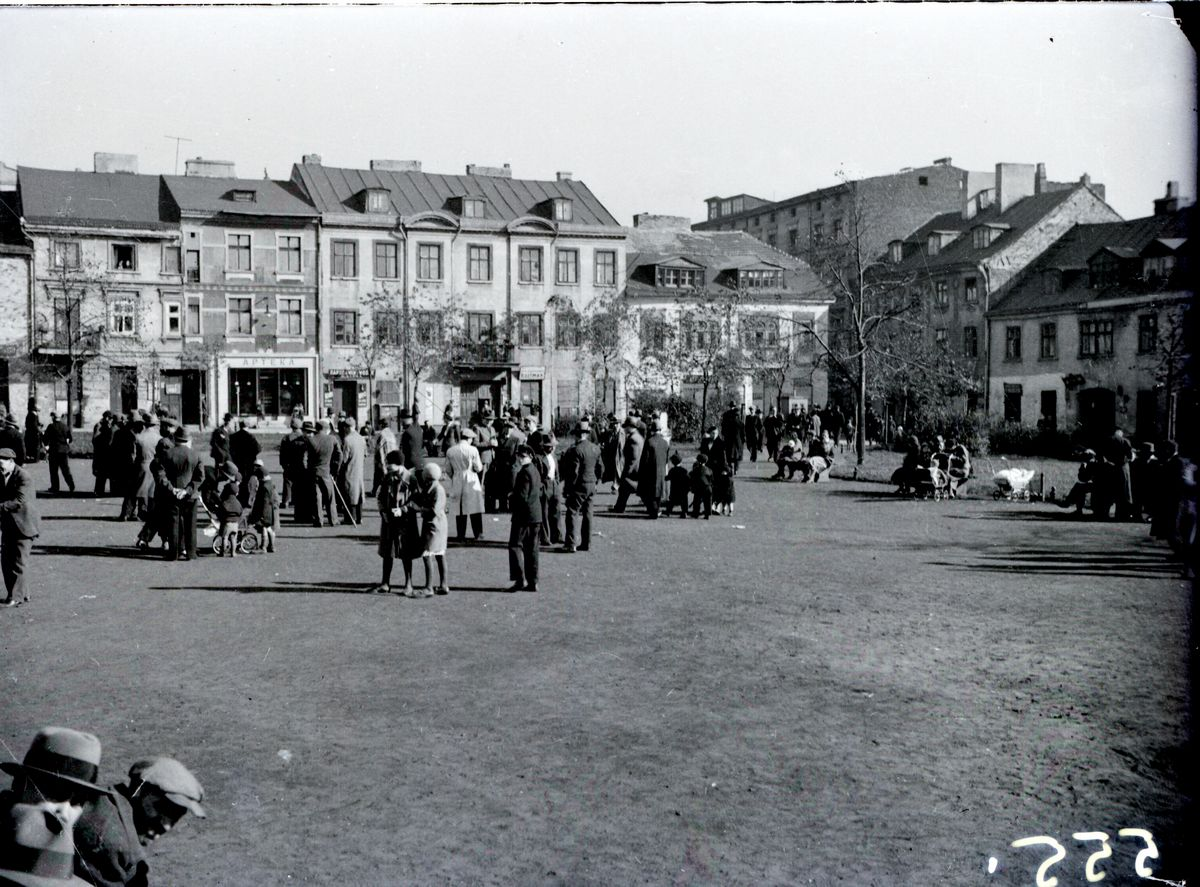
Stary Rynek w 1936

W listopadzie 1918 r. Łódź weszła w skład tworzącego się państwa polskiego. Stanowiąc drugi co do wielkości ośrodek miejski w Polsce, Łódź po raz pierwszy w historii uzyskała rangę ośrodka administracji regionalnej, stając się siedzibą władz wojewódzkich.
17 września 1919 roku doszło do pogromu w Łodzi. Po manifestacji robotniczej stłumionej przez policję lumpenproletariat i żołnierze armii Józefa Hallera dokonali pogromu na żydowskich mieszkańcach Łodzi.
Ze względu na silną pozycję mniejszości narodowych w mieście (w 1931 r. wśród 357 tys. mieszkańców Łodzi było 59% Polaków, 31,7% Żydów oraz 8,9% Niemców) i jego przemysłowy charakter Łódź pozbawiona była poważniejszego wsparcia inwestycyjnego ze strony państwa polskiego, co zrzuciło cały ciężar rozwoju infrastruktury na barki lokalnego samorządu. Magistrat jako pierwszy wprowadził w 1919 r. powszechny obowiązek szkolny, sfinansował budowę sieci szpitali i nowoczesnych szkół podstawowych, a w r. 1930 wydatnie wsparł utworzenie w Łodzi jednego z pierwszych w Europie muzeów sztuki współczesnej. Do 1939 r. nie ulokowano jednak w Łodzi uniwersytetu ani żadnej innej państwowej instytucji kulturalnej o większym znaczeniu.
W 1924 roku wybudowano brakujące połączenie kolejowe w kierunku północnym, łącząc Łódź z Toruniem i Gdańskiem przez Zgierz, Łęczycę i Kutno. Jedną z głównych inwestycji transportowych kraju – magistralę węglową – wytyczono w latach 1928–1933 35 km na zachód od Łodzi, zaprzepaszczając szanse na dogodne połączenie miasta z południem kraju.
W okresie międzywojennym Łódź była jednym z miast, w których duże wpływy mieli komuniści. W 1934 roku na unieważnioną listę komunistyczną w wyborach do Rady Miejskiej oddanych zostało ok. 40 tys. głosów. Od początku 1936 roku dość dobrze układała się współpraca łódzkich organizacji PPS oraz nielegalnej KPP. W kolejnych wyborach do Rady Miejskiej we wrześniu 1936 roku na wspólną listę socjalistyczno-komunistyczną padło prawie 95 tys. głosów co dało 34 mandaty w 72-osobowej Radzie.
W pierwszej połowie 1936 roku w mieście doszło do ekscesów o podłożu antysemickim.

### Łódź podczas II wojny światowej

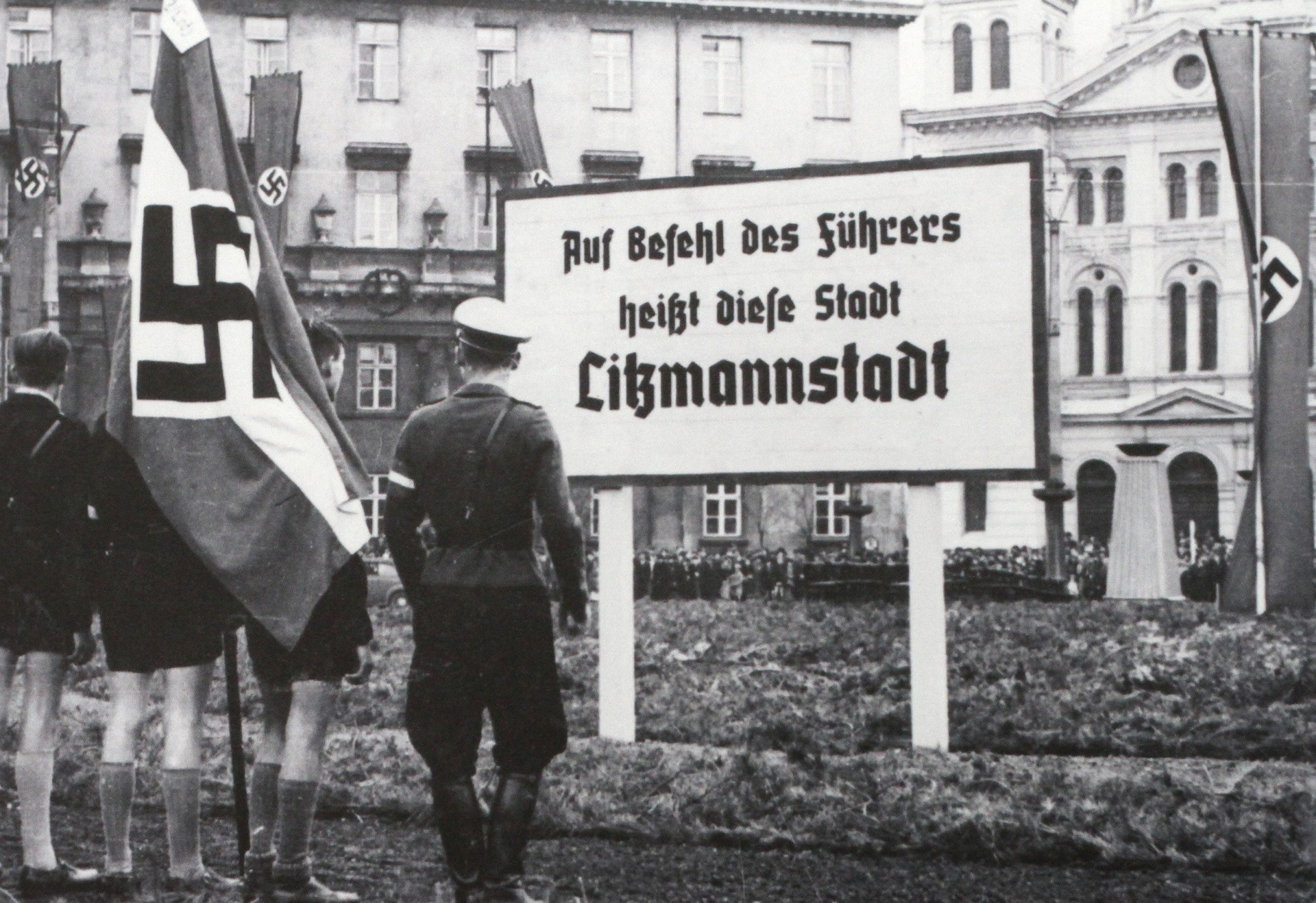
„Z rozkazu Führera to miasto nazywa się Litzmannstadt” – tablica ustawiona w 1940 r. na Deutschlandplatz (pl. Wolności)

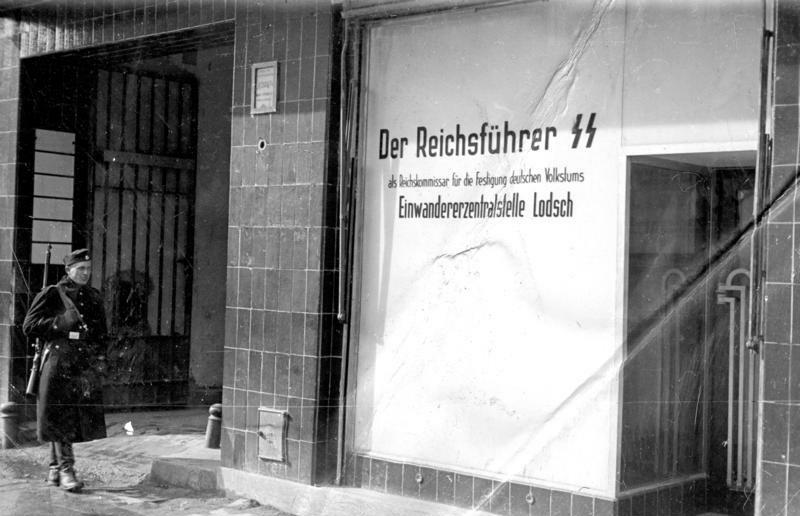
Siedziba Komisariatu Rzeszy do spraw Umacniania Niemczyzny w okupowanej Łodzi, przy obecnej ul. Piotrkowskiej 133

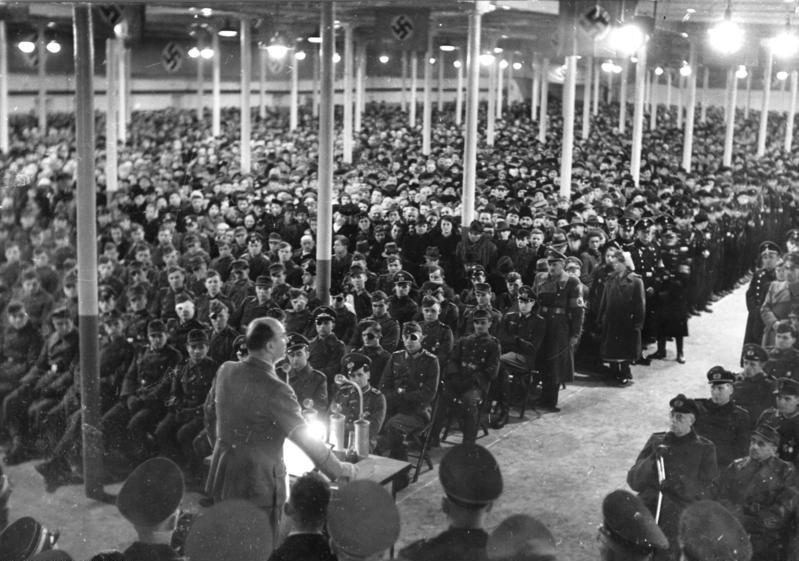
Łódź, marzec 1944 – Arthur Greiser przemawia podczas uroczystości na cześć milionowego Niemca przesiedlonego do Kraju Warty ze wschodniej Europy

Łódź została zajęta przez wojska niemieckie 8 września 1939 r.
Dekret kanclerza Rzeszy Adolfa Hitlera – z 8 października 1939 r. – o nowym podziale i administracji ziem zagarniętych Rzeczypospolitej Polskiej nie rozstrzygał losów Łodzi. Początkowo planowano stworzyć w Łodzi stolicę Generalnego Gubernatorstwa, lecz determinacja miejscowych Niemców, wsparta działaniami miejscowych niemieckich czynników partyjnych i gospodarczych, legła u podstaw decyzji Hitlera o wcieleniu miasta do Rzeszy. Uroczyste ogłoszenie tego aktu nastąpiło 9 listopada 1939 roku. Początkowo Łódź znalazła się w rejencji kaliskiej, ale już z początkiem 1940 r. otrzymała niemieckie prawa miejskiego samorządu oraz uprawnienia miasta wydzielonego. Również z Kalisza do Łodzi przeniesiono siedzibę rejencji, tworząc rejencję łódzką.
Z dniem 11 kwietnia 1940 r. zmieniona została nazwa miasta na Litzmannstadt, na cześć niemieckiego generała Carla von Litzmanna, dzięki którego manewrowi w listopadzie 1914 r. wojska niemieckie odniosły zwycięstwo nad wojskami rosyjskimi w bitwie pod Łodzią; była to jedna z trzech największych bitew I wojny światowej na froncie wschodnim (dwie pozostałe: pod Tannenbergiem (Grunwaldem) oraz pod Gorlicami).
Po włączeniu Łodzi do Rzeszy (9 listopada 1939) ulice miasta otrzymały nowe, niemieckie nazewnictwo (korygowane później trzykrotnie: w 1940, 1941 i 1942). Między innymi po ucieczce Rudolfa Hessa do Anglii jego ulicę (ob. al. marsz. J. Piłsudskiego) zmieniono na Ostlandstraße.
W dniach 9 i 10 listopada 1939 r. okupanci przeprowadzili tzw. Intelligenzaktion Litzmannstadt będącą regionalną częścią akcji przeprowadzonej przez Niemców w całej okupowanej Polsce w ramach tzw. Intelligenzaktion – „Akcji Inteligencja”. Była ona wymierzona w polską elitę intelektualną mieszkającą w regionie łódzkim. W dniach 9 i 10 listopada 1939 r. w lasach lućmierskich rozstrzelano ok. 500 osób, a do grudnia w sumie wymordowano w nich około 1500 intelektualistów, urzędników oraz duchownych. W sumie podczas okupacji, w lesie koło Lućmierza, Niemcy zamordowali ok. 30 tys. osób. Byli to głównie więźniowie narodowości polskiej i żydowskiej z Radogoszcza i getta łódzkiego.
Nazistowska administracja odizolowała całą żydowską ludność miasta (ok. 160 tys. osób) w getcie utworzonym formalnie w lutym 1940 r. (ostatecznie zamkniętym 30 kwietnia) na Bałutach w północnej, najbardziej zaniedbanej dzielnicy. W 1941 wysiedlono do niego Żydów z okolicznych wsi i miasteczek, z gett tam likwidowanych oraz 20 000 Żydów z Europy zachodniej. Dodatkowo krótko umieszczono tu ok. 5000 Cyganów, którzy niedługo potem zostali wywiezieni i zgładzeni w Chełmnie n. Nerem. W sumie przez łódzkie getto przeszło około 200 000 ludzi. W niezwykle trudnych warunkach bytowych, dziesiątkowani przez choroby i głód, zostali w dwóch etapach, w 1942 i w sierpniu 1944 niemal w całości wymordowani. Najpierw w obozie zagłady w Chełmnie nad Nerem (1942), a podczas likwidacji getta w sierpniu 1944 zgładzeni w komorach gazowych Auschwitz-Birkenau. Getto łódzkie było pierwszym w pełni odizolowanym od świata zewnętrznego gettem na terenie Polski (pierwsze w Piotrkowie Tryb; X 1939), największym po warszawskim (ok. 200 tys. – ok. 400 tys.) i ostatnim zlikwidowanym przez nazistów na ziemiach polskich (VIII 1944). Końca okupacji niemieckiej w Łodzi doczekało 877 osób, ale w innych miejscach około 10 000 i jest to największa liczba Żydów ocalałych z holocaustu.
Deportacje przesiedleńcze, wywózki na roboty przymusowe i prześladowania spotkały także ludność polską.

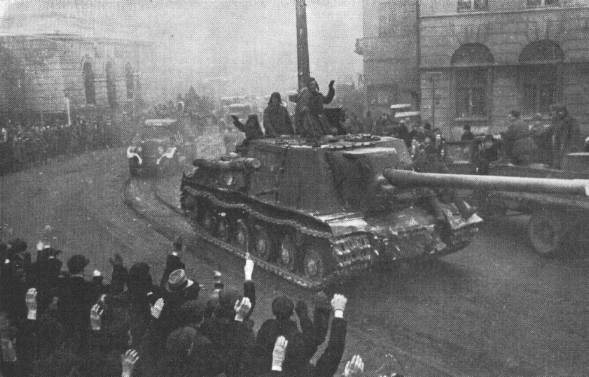
Wkroczenie Armii Czerwonej
do Łodzi (19 stycznia 1945)

W wyniku okupacji niemieckiej liczba ludności miasta zmniejszyła się do 488 284 (styczeń 1945), wobec 680 000 (według stanu na 1 września 1939). Pierwsze wysiedlenia z Łodzi miały miejsce już w październiku 1939 roku. Lokowano ich m.in. w obozie przesiedleńczym na Radogoszczu. W końcu grudnia okupant m.in. wysiedlił z osiedla im. „Montwiłła” Mireckiego część jego mieszkańców. Akcję powtórzono na przełomie 14–15 stycznia 1940 roku, kiedy to Niemcy wysiedlili ok. 5 tysięcy pozostałych mieszkańców osiedla. W miejsca po wysiedlonych Polakach Niemcy prowadzili zasiedlanie w ramach akcji zwanej „Heim ins Reich” Niemcami przywiezionymi ze ZSRR, Rumunii, Litwy, Łotwy i Estonii.
W okresie okupacyjnym w mieście znajdowały się: system niemieckich obozów przesiedleńczych, getto dla Żydów, kilka więzień, w tym więzienie na Radogoszczu, obóz dla dzieci i młodzieży polskiej (tzw. obóz przy ul. Przemysłowej). Miejsca zbrodni nazistowskich dokonanych na Żydach i Polakach upamiętnia w regionie łódzkim Szlak pamięci ofiar hitlerowskiego ludobójstwa.

### Łódź powojenna

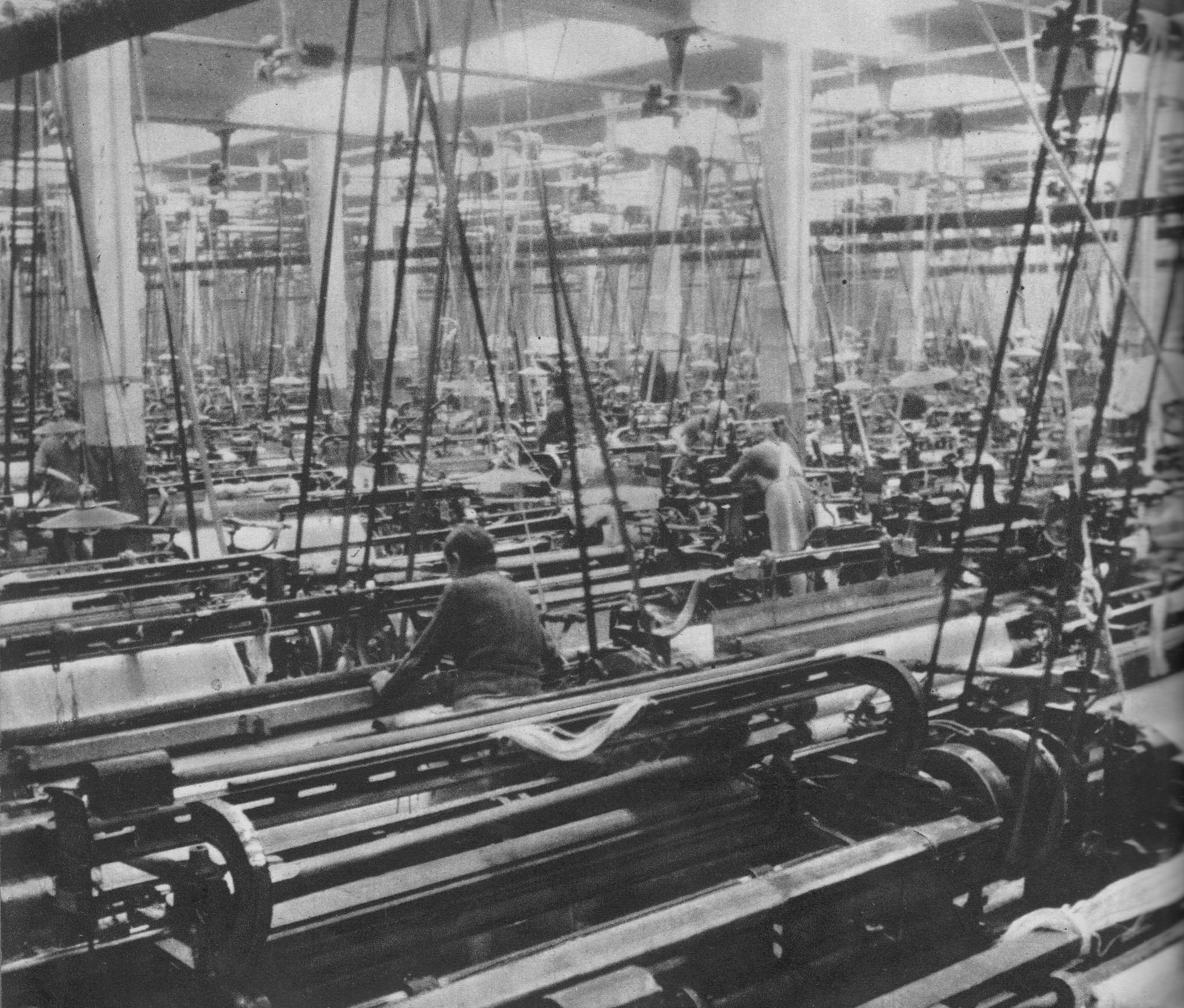
Tkalnia w jednej z łódzkich fabryk włókienniczych; początek lat 50.

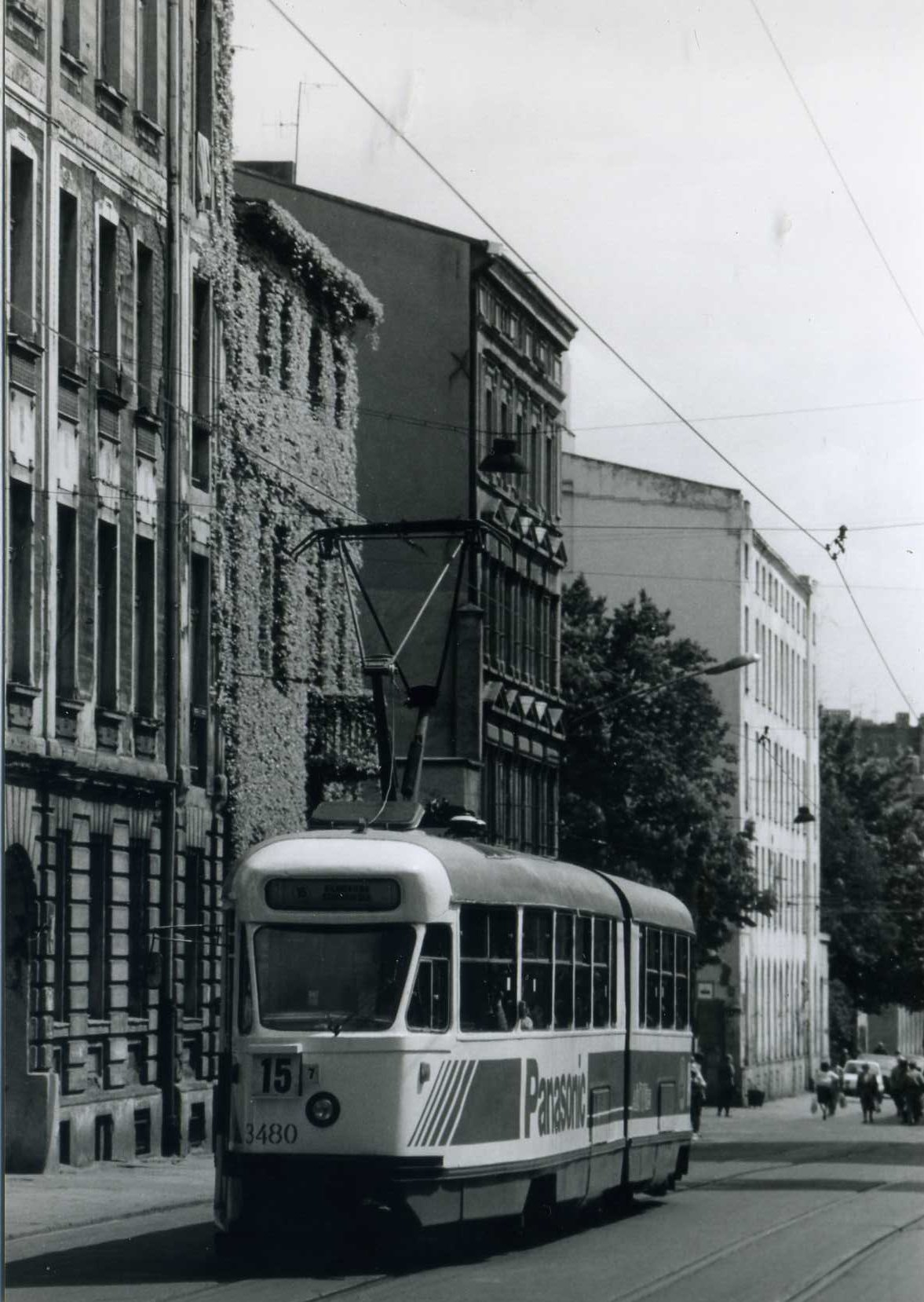
Ulica Gdańska w 1991

Zdobycie Łodzi przez wojska Armii Czerwonej nastąpiło 19 stycznia 1945 roku w ramach operacji wiślańsko-odrzańskiej. Miasto zostaje zajęte przez oddziały 8 Gwardyjskiej Armii wchodzącej w skład I Frontu Białoruskiego (dla ich uczczenia na cmentarzu żołnierzy radzieckich w parku im. Poniatowskiego przy ul. Żeromskiego wzniesiono Pomnik Wdzięczności). Z uwagi na mniejsze zniszczenia oraz centralne położenie miasta, w nowych granicach Polski, Łódź pełniła tymczasową funkcję stolicy, co było spowodowane całkowitym zniszczeniem Warszawy.
W czasie II wojny światowej ludność Łodzi zmniejszyła się z 670 do 300 tys. mieszkańców, co było spowodowane wymordowaniem przez Niemców ludności żydowskiej i wysiedleniem dużej części Polaków oraz powojennymi wyjazdami Niemców.
Znacznym zniszczeniom uległ przemysł, zniszczonych było wiele budynków, a maszyny zniszczone lub rozkradzione. Mimo trudności reaktywowano produkcję w łódzkich zakładach w szybkim tempie. Miasto ponownie stało się siedzibą władz województwa.
W 1945 poszerzono granice miasta; do Łodzi włączone zostały m.in. Brus, Charzew, Chocianowice, Chojny, Cyganka, Grabieniec, Lublinek, Łagiewniki, Łodzianka, Mikołajew, Modrzew, Moskule, Odzierady, Olechów, Radogoszcz, Retkinia, Rokicie, Ruda Pabianicka, Sikawa, Smulsko, Stoki, Wiskitno, Złotno.
Na podstawie dekretu PKWN z 31 sierpnia 1944 zostały utworzone miejsca odosobnienia, więzienia i ośrodki pracy przymusowej dla „hitlerowskich zbrodniarzy oraz zdrajców narodu polskiego”. Obozy pracy nr 135, 163 i 168 Ministerstwo Bezpieczeństwa Publicznego utworzyło w Łodzi.
Dopiero w okresie powojennym w Łodzi utworzono pierwsze uczelnie akademickie. Dekretami władz państwowych z dnia 24 maja 1945 roku powołano do życia Uniwersytet Łódzki i Politechnikę Łódzką. W roku 1945 założono także Państwową Wyższą Szkołę Sztuk Plastycznych w Łodzi oraz Państwowe Konserwatorium Muzyczne – od 1946 działające jako Państwowa Wyższa Szkoła Muzyczna, a od 1982 Akademia Muzyczna. W 1949 r. wyłączono z uniwersytetu wydziały stomatologiczny, lekarski i farmaceutyczny, tworząc Akademię Medyczną.
W latach 1958–2002 działała w Łodzi Wojskowa Akademia Medyczna (WAM), kształcąca oficerów służby zdrowia (lekarzy, lekarzy-dentystów, farmaceutów i psychologów) dla potrzeb wojska. Akademia stała się jedną z największych na świecie tego typu placówek, wyróżniając się spośród innych uczelni medycznych specyficzną atmosferą, łączącą dyscyplinę wojskową z wysokim poziomem nauczania.
W 1958 utworzono Państwową Wyższą Szkołę Teatralną i Filmową im. Leona Schillera. Placówkę uruchomiono w wyniku połączenia dwóch łódzkich uczelni – Państwowej Wyższej Szkoły Filmowej, powstałej w 1948 r. i Państwowej Wyższej Szkoły Aktorskiej (powstałej w 1949 r. w miejsce Państwowej Wyższej Szkoły Teatralnej w Warszawie z siedzibą w Łodzi, przemianowanej w 1954 r. na Państwową Wyższą Szkołę Teatralną im. Leona Schillera).
W 1945 powstała Wytwórnia Filmów Fabularnych (WFF), która wkrótce stała się największym ośrodkiem produkcji filmowej w Polsce. W 1967 otwarto Powszechny Dom Towarowy „Uniwersal”, a w 1972 Spółdzielczy Dom Handlowy „Central”.
W latach 1945–1989 (m.in. w ramach „Programu Rozwoju i Modernizacji Łodzi” z 1973 r.) zmodernizowano ponad 140 łódzkich zakładów przemysłowych (m.in. Zakłady Przemysłu Bawełnianego im. Obrońców Pokoju (Uniontex), im. Juliana Marchlewskiego (Poltex), im. 1 maja i im. Armii Ludowej (ALBA); Zakłady Przemysłu Wełnianego im. 9 maja i im. Gwardii Ludowej). Oddano do użytku 70 dużych inwestycji – to np. zakłady: tekstylne „Vera”, Zakłady Przemysłu Pończoszniczego „Feniks”, Zakłady Przemysłu Jedwabniczego „Pierwsza”, Kombinat Tekstylno-Odzieżowy „Teofilów”, produkujący dywany „Dywilan”, przemysłu odzieżowego „Próchnik”, „Wólczanka”, włókien sztucznych „Chemitex-Anilana”, aparatury radiowej „Unitra-Fonica”, fabryka zegarków „Poltik”, fabryka osprzętu samochodowego „Polmo”, zakłady farmaceutyczne „Polfa”, zakłady przemysłu gumowego „Stomil”, fabryka transformatorów i aparatury trakcyjnej „Elta”.
W 1960 miasto odznaczono Orderem Budowniczych Polski Ludowej.
W 1988 otwarto Instytut „Centrum Zdrowia Matki Polki”.
W 2015 niektóre obszary miasta zostały uznane za „Pomnik historii” pod wspólną nazwą „Łódź – wielokulturowy krajobraz miasta przemysłowego”.
Łódź starała się o organizację EXPO w 2023, ostatecznie przegrała z Buenos Aires. Miasto zostało gospodarzem „Zielonego Expo” (International Horticultural Exhibition) w 2024.

### Status Łodzi
| Okres       | Państwo                                    | Zwierzchność                               | Jednostka administracyjna                                                               | Status miasta                    |
| ----------- | ------------------------------------------ | ------------------------------------------ | --------------------------------------------------------------------------------------- | -------------------------------- |
| XIV w.–1414 | Królestwo Polskie                          | Królestwo Polskie                          | województwo łęczyckie, kasztelania brzezińska województwo łęczyckie, powiat brzeziński1 | Wieś Łodzia                      |
| 1414–1423   | Królestwo Polskie                          | Królestwo Polskie                          | województwo łęczyckie, powiat brzeziński                                                | Wieś Łodzia/Miasto Ostroga²      |
| 1423–1569   | Królestwo Polskie                          | Królestwo Polskie                          | województwo łęczyckie, powiat brzeziński                                                | Miasto Łódź                      |
| 1569–1793   | Rzeczpospolita Obojga Narodów              | Rzeczpospolita Obojga Narodów              | województwo łęczyckie, powiat brzeziński                                                | Miasto Łódź                      |
| 1793–1795   | Królestwo Prus                             | Królestwo Prus                             | departament łęczycki/piotrkowski³, powiat zgierski                                      | Miasto Łódź                      |
| 1795–1807   | Królestwo Prus                             | Królestwo Prus                             | departament warszawski, powiat zgierski                                                 | Miasto Łódź                      |
| 1807–1815   | Księstwo Warszawskie                       | Cesarstwo Francuskie                       | departament warszawski, powiat zgierski                                                 | Miasto Łódź                      |
| 1815–1816   | Królestwo Polskie                          | Imperium Rosyjskie                         | departament warszawski, powiat zgierski                                                 | Miasto Łódź                      |
| 1816–1837   | Królestwo Polskie                          | Imperium Rosyjskie                         | województwo mazowieckie, powiat zgierski                                                | Miasto Łódź                      |
| 1837–1844   | Królestwo Polskie                          | Imperium Rosyjskie                         | gubernia mazowiecka, powiat zgierski                                                    | Miasto Łódź                      |
| 1845–1867   | Królestwo Polskie                          | Imperium Rosyjskie                         | gubernia warszawska, powiat łęczycki                                                    | Miasto Łódź                      |
| 1867–1914   | Królestwo Polskie                          | Imperium Rosyjskie                         | gubernia piotrkowska, powiat łódzki                                                     | Miasto Łódź                      |
| 1915–1918   | Królestwo Polskie                          | Rzesza Niemiecka (okupant)                 | Generalne Gubernatorstwo Warszawskie, powiat łódzki                                     | Miasto Łódź                      |
| 1918–1939   | Rzeczpospolita Polska                      | Rzeczpospolita Polska                      | województwo łódzkie                                                                     | Łódź (powiat grodzki)            |
| 1939–1940   | Rzeczpospolita Polska (okupacja niemiecka) | Rzeczpospolita Polska (okupacja niemiecka) | okręg poznański/Kraj Warty4, rejencja kaliska                                           | Łódź (miasto wydzielone)         |
| 1940–1945   | Rzeczpospolita Polska (okupacja niemiecka) | Rzeczpospolita Polska (okupacja niemiecka) | okręg Kraj Warty, rejencja łódzka                                                       | Łódź (miasto wydzielone)         |
| 1945–1952   | Rzeczpospolita Polska                      | Rzeczpospolita Polska                      | województwo łódzkie                                                                     | Łódź (miasto wydzielone)         |
| 1952–1975   | Polska Rzeczpospolita Ludowa               | Polska Rzeczpospolita Ludowa               | województwo łódzkie                                                                     | Łódź (miasto wydzielone)         |
| 1975–1989   | Polska Rzeczpospolita Ludowa               | Polska Rzeczpospolita Ludowa               | województwo łódzkie                                                                     | Łódź (gmina miejska)             |
| 1989–1998   | Rzeczpospolita Polska                      | Rzeczpospolita Polska                      | województwo łódzkie                                                                     | Łódź (gmina miejska)             |
| od 1999     | Rzeczpospolita Polska                      | Rzeczpospolita Polska                      | województwo łódzkie                                                                     | Łódź (miasto na prawach powiatu) |

| 1 Od 1352 roku księstwo łęczyckie stało się częścią Zjednoczonego Królestwa Polskiego jako województwo łęczyckie. Powiaty zostały wprowadzone w Polsce w II połowie XIV w.                        |
| 2 prawa miejskie nadane w 1414 r. przez kapitułę włocławską, miały moc jedynie w zakresie spraw gospodarczych i prawno-społecznych, pod względem prawno-ustrojowym Łodzia/Ostroga była nadal wsią |
| 3 25 maja 1793 r. departament łęczycki przemianowano na departament piotrkowski |
| 4 w styczniu 1940 r. okręg poznański przemianowano na okręg Kraj Warty |

## Demografia

### Rozwój demograficzny
Wraz z rozwojem przemysłu w mieście, wzrastała także liczba mieszkańców Łodzi. Z małej osady jeszcze na początku XIX wieku, Łódź stała się w 1850 roku drugim po Warszawie miastem, pod względem liczby mieszkańców w Królestwie Polskim. W przeciągu stulecia liczba ludności zwiększyła się w Łodzi 600-krotnie, z niecałego tysiąca w 1815 do 600 tys. w 1915 roku (po dołączeniu stutysięcznych Bałut). Tak szybki wzrost demograficzny w XIX wieku, jest nieporównywalny w skali całej Europy.
Największą populację Łódź odnotowała w 1988 r. – według danych GUS 854 003 mieszkańców. Rok później, po wyborach parlamentarnych w Polsce i wprowadzeniu gospodarki wolnorynkowej nastąpiła likwidacja wielu zakładów pracy. Ujemne saldo migracji w połączeniu z występującym od 1985 ujemnym przyrostem naturalnym skutkuje systematycznym spadkiem liczby ludności. W 2007 roku Łódź straciła na rzecz Krakowa drugie miejsce w Polsce pod względem liczby ludności, a w 2021 – trzecie miejsce na rzecz Wrocławia.
Według corocznego zestawienia GUS, m.in. wszystkich miast Polski, Łódź jest czwartym miastem w kraju pod względem liczby ludności i czwartym pod względem powierzchni.
- Wykres liczby ludności miasta Łódź na przestrzeni lat

- Piramida wieku mieszkańców Łodzi:

### Pochodzenie ludności powojennej Łodzi
W spisie ludności z 3 grudnia 1950 roku zadano pytanie o miejsce zamieszkania w sierpniu 1939 roku (przy czym dzieci urodzone w latach 1939-1950 liczono według miejsca zamieszkania ich matki w sierpniu 1939 roku). Łącznie w całej Polsce mieszkało według tego spisu 462,359 przedwojennych łodzian, prawie 87% z nich nadal mieszkało w Łodzi, a reszta po wojnie rozproszyła się po innych częściach Polski. Natomiast struktura ludnościowa Łodzi w 1950 roku pod względem pochodzenia terytorialnego przedstawiała się następująco:
| Pochodzenie              | Liczba mieszkańców | Procentowo |
| Przedwojenni łodzianie   | 400 481            | 64,57%     |
| ------------------------ | ------------------ | ---------- |
| Woj. łódzkie             | 80 659             | 13,01%     |
| Obszary w granicach ZSRR | 28 181             | 4,54%      |
| Miasto Warszawa          | 25 690             | 4,14%      |
| Woj. kieleckie           | 20 583             | 3,32%      |
| Woj. poznańskie          | 17 003             | 2,74%      |
| Woj. warszawskie         | 14 701             | 2,37%      |
| Woj. lubelskie           | 6 916              | 1,12%      |
| Woj. bydgoskie           | 5 534              | 0,89%      |
| Woj. katowickie          | 3 509              | 0,57%      |
| Woj. białostockie        | 3 167              | 0,51%      |
| Woj. krakowskie          | 2 896              | 0,47%      |
| Woj. rzeszowskie         | 2 829              | 0,46%      |
| Zagranica oprócz ZSRR    | 1 503              | 0,24%      |
| Woj. gdańskie            | 965                | 0,16%      |
| Pozostali                | 5 566              | 0,90%      |
| Ludność napływowa ogółem | 219 702            | 35,43%     |
| Ludność ogółem           | 620 183            | 100%       |

## Podział administracyjny

Dzielnice (do 1992) oraz najwyższy i najniższy punkt Łodzi:
1. Bałuty
2. Widzew
3. Śródmieście
4. Polesie
5. Górna

Łódź pod względem administracyjnym jest jednolitą gminą miejską na prawach powiatu.
W Łodzi nie ma dzielnic – dla celów administracyjnej obsługi ludności do 2012 r. istniał podział na 5 rejonów działania Delegatur Urzędu Miasta Łodzi, który w zasadzie pokrywał się z istniejącym w latach 1960–1992 podziałem na 5 dzielnic administracyjnych – ich powierzchnie przedstawia tabela (stan na 1 stycznia 2021).
Po reformie organizacyjnej Urzędu Miasta Łodzi z 21 marca 2012 r. dotychczasowe delegatury zostały włączone do struktury organizacyjnej urzędu jako Oddział ds. Obsługi Mieszkańców w ramach Wydziału Zarządzania Kontaktami z Mieszkańcami w Departamencie Obsługi i Administracji.
| Rejon d.D.UMŁ¹ | Powierzchnia | Powierzchnia | Gęstość zaludnienia | Gęstość zaludnienia |
| Rejon d.D.UMŁ¹ | km²          | %            | os./km²             |                     |
| -------------- | ------------ | ------------ | ------------------- | ------------------- |
| Bałuty         | 78,51        | 26,8         | 2411                |                     |
| Górna          | 71,8         | 24,5         | 2194                |                     |
| Polesie        | 45,37        | 15,5         | 2907                |                     |
| Śródmieście    | 7,13         | 2,4          | 8458,3              |                     |
| Widzew         | 90,44        | 30,8         | 1472,8              |                     |
| Razem          | 293,25       | 100          |                     |                     |

¹ Rejon działania Delegatur Urzędu Miasta Łodzi
Na obszarze Łodzi istnieje 36 osiedli administracyjnych:

- Górna
  - Nad Nerem
  - Ruda Pabianicka
  - Rokicie
  - Piastów-Kurak
  - Górniak
  - Chojny
  - Chojny-Dąbrowa
  - Wiskitno
- Polesie
  - Lublinek-Pienista
  - Retkinia Zachód-Smulsko
  - Karolew-Retkinia Wschód
  - Stare Polesie
  - Koziny
  - Zdrowie-Mania
  - Złotno
  - Osiedle im. Józefa Montwiłła-Mireckiego
- Śródmieście
  - Katedralna
  - Śródmieście-Wschód
- Widzew
  - Stary Widzew
  - Zarzew
  - Widzew Wschód
  - Olechów-Janów
  - Osiedle Nr 33
  - Andrzejów
  - Mileszki
  - Stoki-Sikawa-Podgórze
  - Dolina Łódki
  - Nowosolna
- Bałuty
  - Bałuty-Doły
  - Bałuty-Centrum
  - Teofilów-Wielkopolska
  - Bałuty Zachodnie
  - Radogoszcz
  - Julianów-Marysin-Rogi
  - Łagiewniki
  - Osiedle Wzniesień Łódzkich[113]

Stanowią one jednostki pomocnicze gminy, nie posiadają osobowości prawnej.

## Administracja samorządowa

Logo Łodzi

Jednostką organizacyjną miasta Łodzi jest Urząd Miasta Łodzi. Przedmiotem działalności urzędu jest świadczenie pomocy prezydentowi Miasta Łodzi w zakresie realizacji uchwał Rady Miejskiej w Łodzi i zadań miasta Łodzi określonych przepisami prawa.
Strukturę organizacyjną i zasady funkcjonowania Urzędu określa regulamin organizacyjny nadany przez prezydenta miasta w drodze zarządzenia.
Kierownikiem Urzędu jest prezydent Miasta Łodzi. W skład Urzędu wchodzą: departamenty, wydziały i równorzędne komórki organizacyjne; w skład wydziałów wchodzą oddziały, zespoły i samodzielne stanowiska pracy.

### Siedziba
Siedzibą Urzędu Miasta Łodzi jest były pałac Juliusza Heinzla, przy ul. Piotrkowskiej 104, wybudowany w 1880 według projektu Otto Gehliga. W 1952 roku budynek przy ul. Piotrkowskiej 104 został wywłaszczony przez komunistyczne władze, a nieruchomość przekazana do dyspozycji Skarbu Państwa, który w 1990 roku oddał budynek gminie Łódź.

## Administracja rządowa
W Łodzi siedzibę ma Wojewoda Łódzki oraz Łódzki Urząd Wojewódzki.
Ponadto Łódź jest siedzibą następujących jednostek, wchodzących w skład centralnej administracji rządowej:
- Centrum Egzaminów Medycznych,
- Biuro do spraw Substancji Chemicznych,
- Centralny Ośrodek Badań Jakości w Diagnostyce Laboratoryjnej,
- Krajowe Centrum Ochrony Radiologicznej w Ochronie Zdrowia.

Tym samym Łódź jest 2. miastem (po Warszawie), w którym ulokowano najwięcej jednostek wchodzących w skład centralnej administracji rządowej.

## Architektura

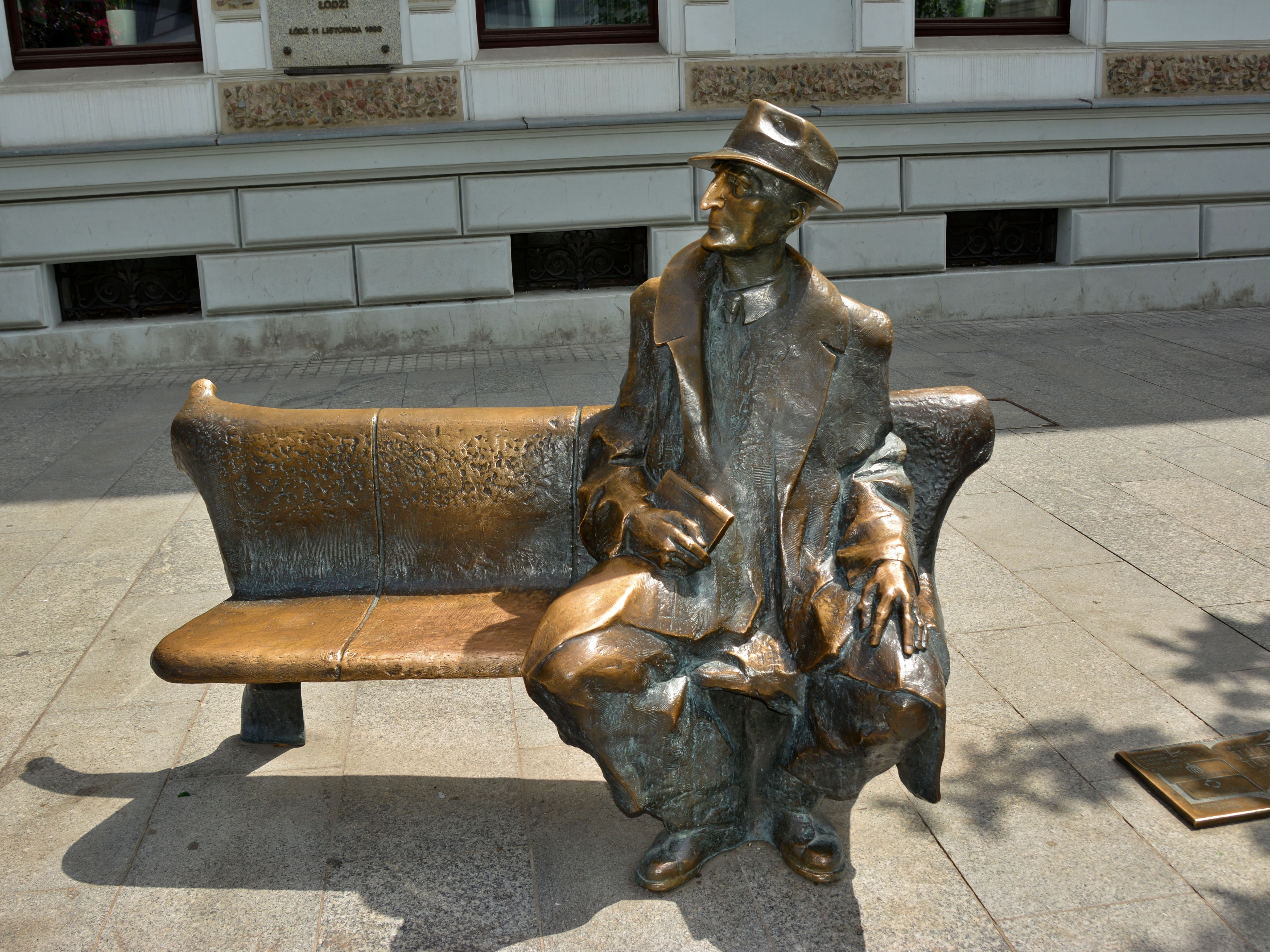
„Ławeczka Tuwima” przed Urzędem Miasta Łodzi

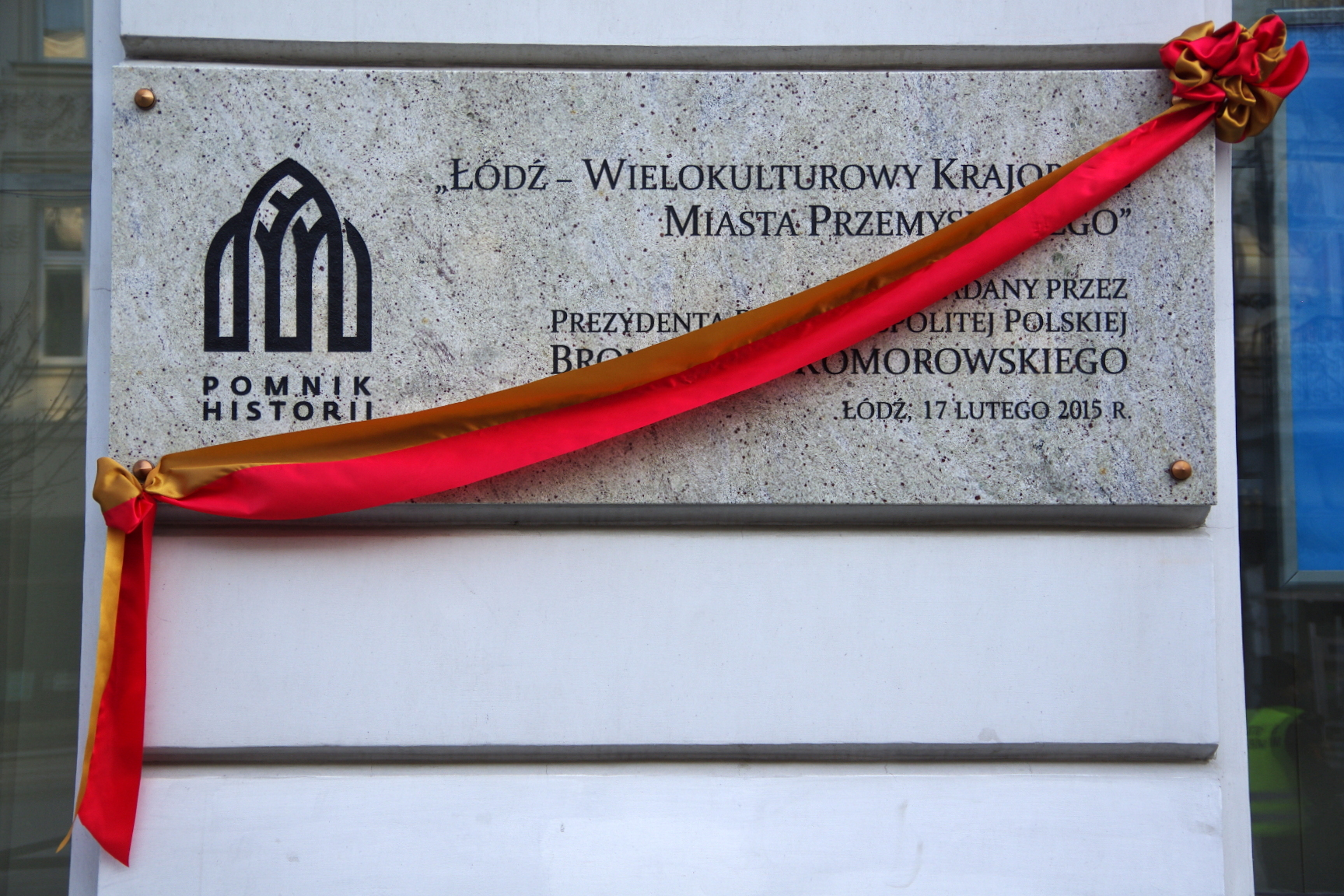
Krajobraz przemysłowej Łodzi pomnikiem historii – tablica przy ul. Piotrkowskiej 104

| Widok na Śródmieście, po prawej w oddali Śródmiejska Dzielnica Mieszkaniowa (2012) |

### Zabytki
Prawa miejskie nadano Łodzi za czasów panowania króla Władysława Jagiełły w 1423, jednak dopiero zaliczenie Łodzi do grona osad fabrycznych w 1820, spowodowało przemianę dotąd rolniczego miasta. Do Łodzi przybyli przedsiębiorcy i w krótkim czasie nastąpił wówczas intensywny rozwój urbanistyczny miasta i jego architektury.
W mieście istnieje wiele obiektów uznanych za zabytkowe, w rejestrze zabytków znajduje się ich ponad 350, a w gminnej ewidencji zabytków prawie 2 tysiące. Zdecydowana większość wywodzi się z XIX oraz XX wieku. Zlokalizowane są w wielu różnych miejscach, choćby przy ul. Piotrkowskiej, reprezentacyjnej ulicy Łodzi, która sama znajduje się w rejestrze zabytków. Wzdłuż niej znaleźć można m.in. klasycystyczną „Białą Fabrykę Geyera” (obecnie Centralne Muzeum Włókiennictwa), uznaną w 2013 przez miesięcznik National Geographic Traveler za jeden z „7 nowych cudów Polski”, neogotycką bazylikę archikatedralną (jeden z najwyższych kościołów w Polsce, ponad 100 m wysokości), wzorowaną na niemieckim gotyckim kościele w Ulm (Ulmer Münster), czy eklektyczny pałac Juliusza Heinzla, w którym znajduje się Urząd Miasta Łodzi.
Oprócz tego ważnymi zabytkami są również zespoły pofabryczne rodzin Poznańskich i Scheiblerów. W tym pierwszym usytuowane są m.in. neobarokowy pałac Izraela Poznańskiego (zwany „łódzkim Luwrem”, obecnie Muzeum Miasta Łodzi), jego była monumentalna przędzalnia (obecnie hotel) oraz reszta obiektów pofabrycznych (dziś Centrum Manufaktura). W drugim kompleksie istnieje również przędzalnia na Księżym Młynie (obecnie lofty) oraz neorenesansowy pałac Edwarda Herbsta (Muzeum Sztuki w Łodzi), w którym obejrzeć można oryginalne wnętrza i wyposażenie mieszkalne, typowe dla łódzkiej elity przemysłowej przełomu XIX i XX wieku.
W marcu 2015 decyzją Prezydenta RP Bronisława Komorowskiego krajobraz Łodzi trafił na listę „Pomników historii” jako „wielokulturowy krajobraz miasta przemysłowego” (Wikinews). Łódzki „pomnik historii” obejmuje: układy urbanistyczne pl. Wolności, ul. S. Moniuszki i ul. Piotrkowskiej wraz z zespołem fabryczno-rezydencjonalnym Ludwika Geyera, części zespołu fabryczno-rezydencjonalno-mieszkalnego Karola Wilhelma Scheiblera (Księży Młyn), część zespołu fabryczno-rezydencjonalnego Izraela Poznańskiego oraz zespół cmentarzy przy ul. Ogrodowej i cmentarz żydowski przy ul. Brackiej. „Pomniki historii” ustanawiane są w Polsce od 1994 roku. Przed Łodzią to wyróżnienie nadano 58 najcenniejszym zabytkom.

#### Założenia urbanistyczne

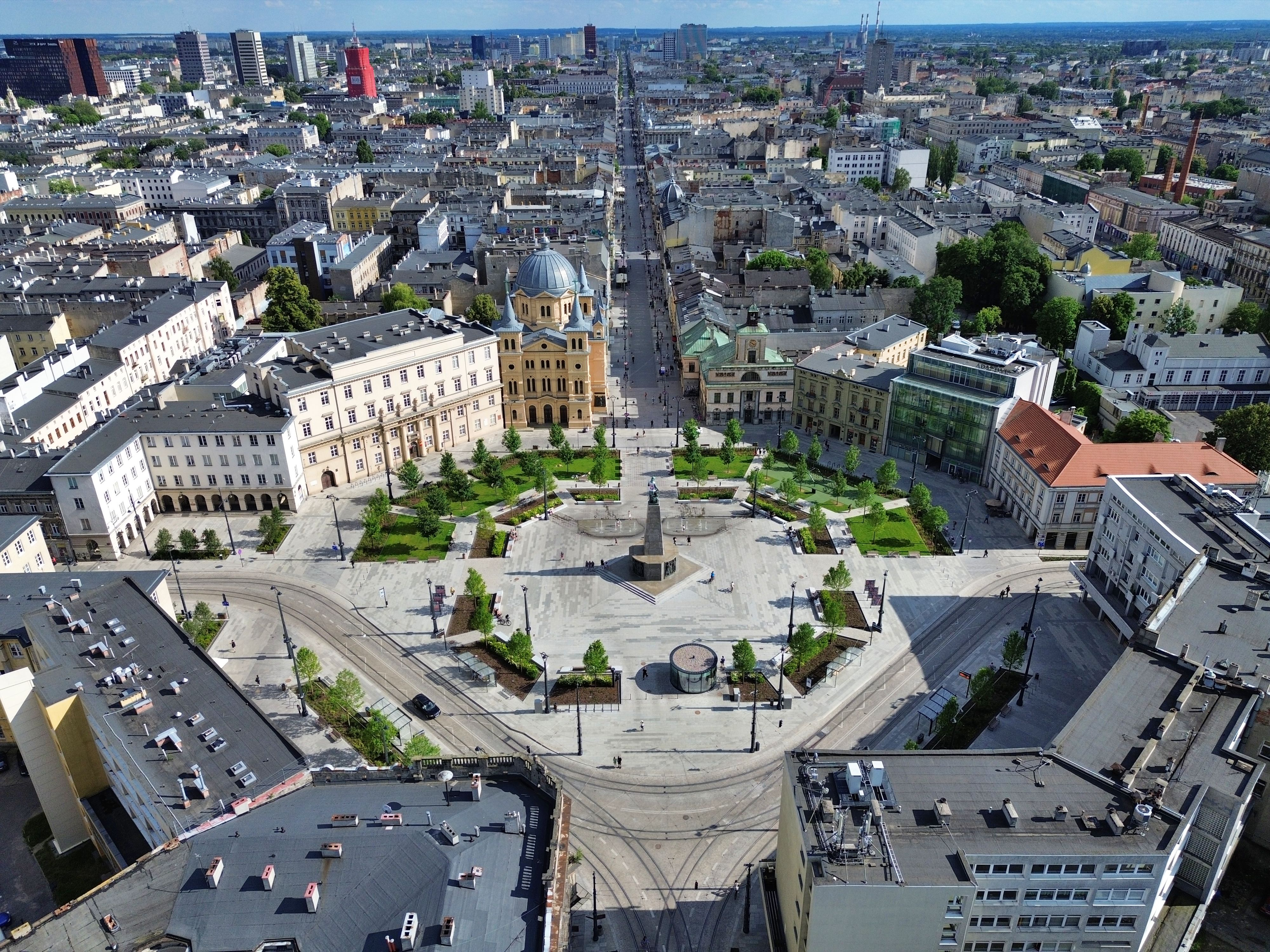
Plac Wolności – punkt odniesienia w numeracji łódzkich ulic

- Nowe Miasto z l. 20. XIX w. z centralnie położonym placem Wolności w kształcie ośmiokąta foremnego i otaczającymi go z 4 stron ulicami – Północną, Zachodnią, Południową (dziś ul. Rewolucji 1905 r. i ul. A. Próchnika) oraz Wschodnią
- Ulica Piotrkowska – jeden z najdłuższych deptaków Europy, a wzdłuż niego eklektyczne i modernistyczne kamienice z XIX i XX w.
- Pasaż Meyera – prywatna ulica z eklektycznymi rezydencjami z 1886 r. (obecnie ul. Stanisława Moniuszki)
- Osiedle im. Józefa Montwiłła-Mireckiego z l. 1928–1931 – jedno z pierwszych osiedli socjalnych w Polsce wzniesionych według zasad architektury i urbanistyki modernistycznej

#### Architektura sakralna

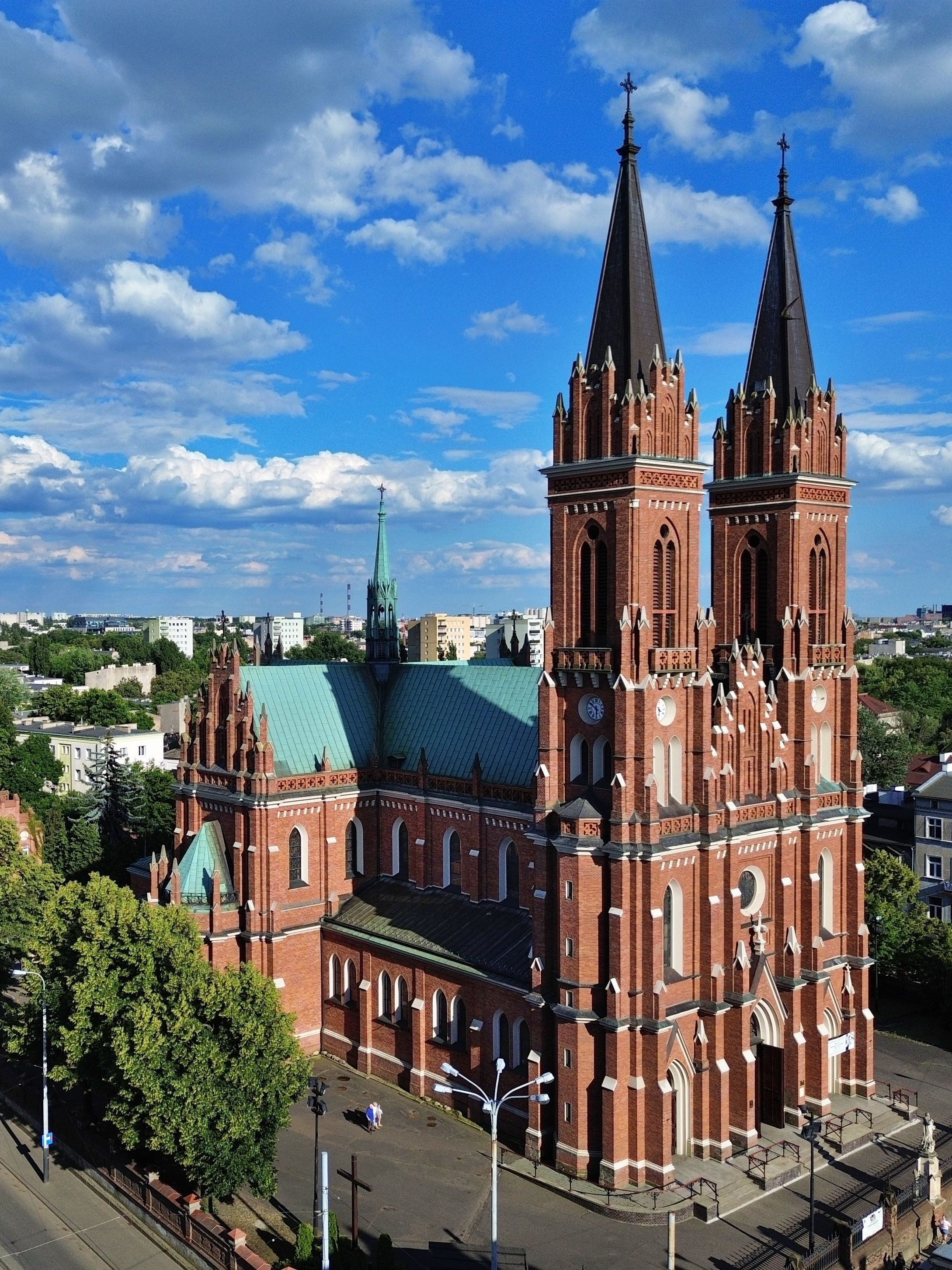
Kościół Wniebowzięcia Najświętszej Maryi Panny

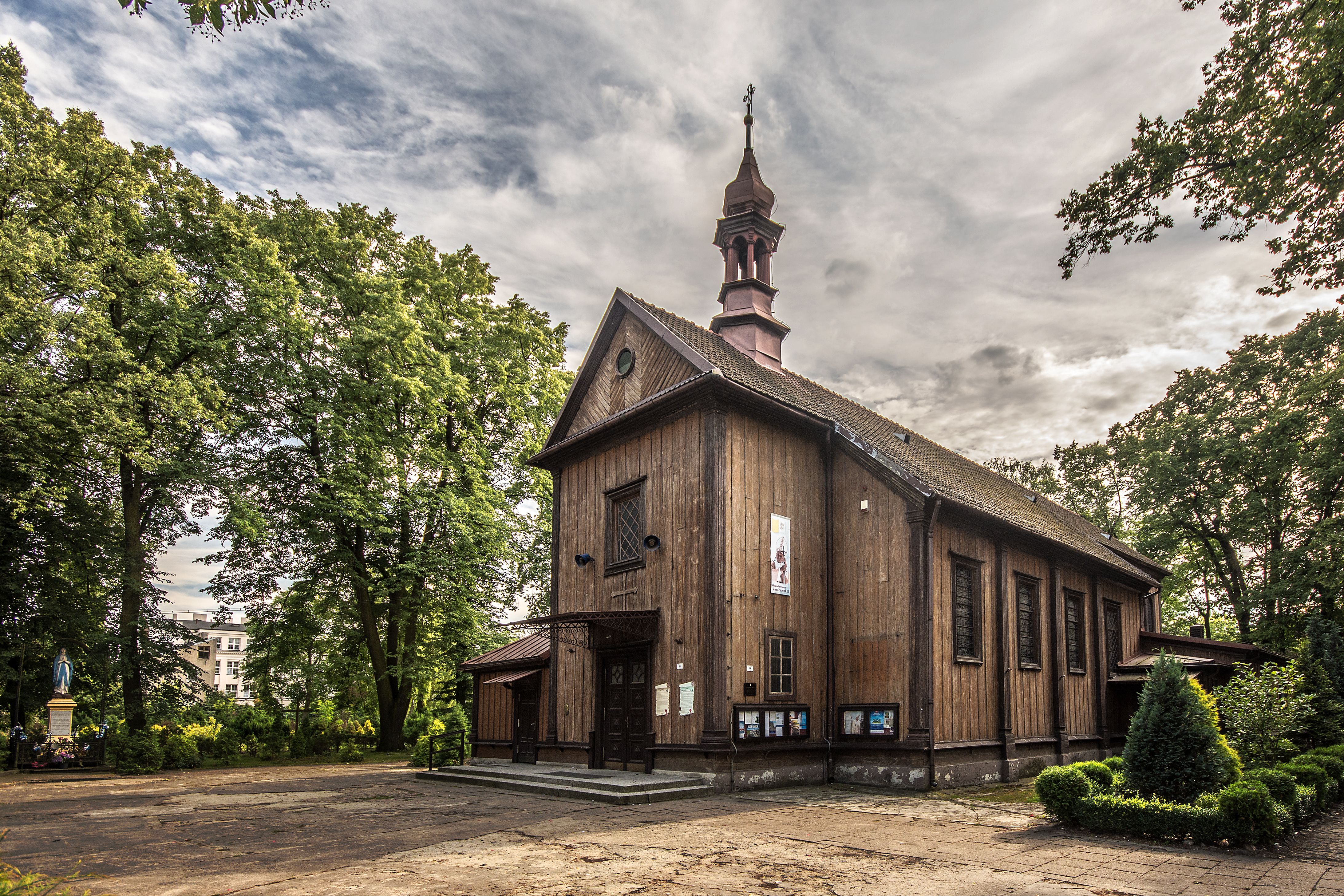
Kościół św. Józefa w Łodzi

- Bazylika archikatedralna św. Stanisława Kostki, 1901–1912 r. (wieża 1927 r.), neogotycka – ul. Piotrkowska 265

Sobór św Aleksandra Newskiego w Łodzi

- Kościół rzymskokatolicki św. Doroty w Mileszkach, wzniesiony po 1543 r., przebudowany w 1766 r., drewniany, spalony w 2015 – ul. Pomorska 445
- Zespół kaplic drewnianych – ul. Wycieczkowa 75:
  - Kaplica św. Antoniego, 1676 r.
  - Kaplica św. Rocha, początek XVIII w.
- Zespół klasztorny oo. Franciszkanów – ul. Okólna 185:
  - Kościół św. Antoniego, 1723 r., barokowy
  - Klasztor oo. Franciszkanów, 1746 r., barokowy
- Kościół rzymskokatolicki św. Józefa, 1768 r., drewniany – ul. Ogrodowa 22 (w 1888 r. przeniesiony ze Starego Miasta)
- Kościół rzymskokatolicki Podwyższenia Świętego Krzyża, 1880 r., neoromański – ul. Sienkiewicza 38

- Kościół rzymskokatolicki Najświętszego Imienia Jezus oo. jezuitów (do 1945 r. kościół luterański św. Jana), 1884 r., neoromański – ul. Sienkiewicza 60
- Kościół rzymskokatolicki Zesłania Ducha Świętego (do 1945 r. kościół luterański św. Trójcy), 1891 r., neorenesansowy – pl. Wolności
- Kościół rzymskokatolicki Wniebowzięcia NMP, 1897 r., neogotycki – pl. Kościelny
- Kościół rzymskokatolicki św. Kazimierza, 1925–1936 r. (fasady 2001–2005 r.), neoklasycystyczny – ul. Niciarniana 7
- Kościół rzymskokatolicki Matki Boskiej Zwycięskiej, 1926–1938 r. (wieża 1950 r.), modernistyczno-neoklasycystyczny – ul. Łąkowa 42
- Kościół rzymskokatolicki św. Teresy, 1950–1963 r., modernistyczno-neoklasycystyczny – ul. Kopcińskiego 1/3
- Kościół św. Wojciecha Biskupa Męczennika w Łodzi – 1902–1924 r. (wieże wzorowane na Kościele Mariackim skończone w 1938 r.), neogotycki – ul. Rzgowska 242
- Kościół Ewangelicko-Augsburski św. Mateusza, 1909–1928 r., neoromański – ul. Piotrkowska 283

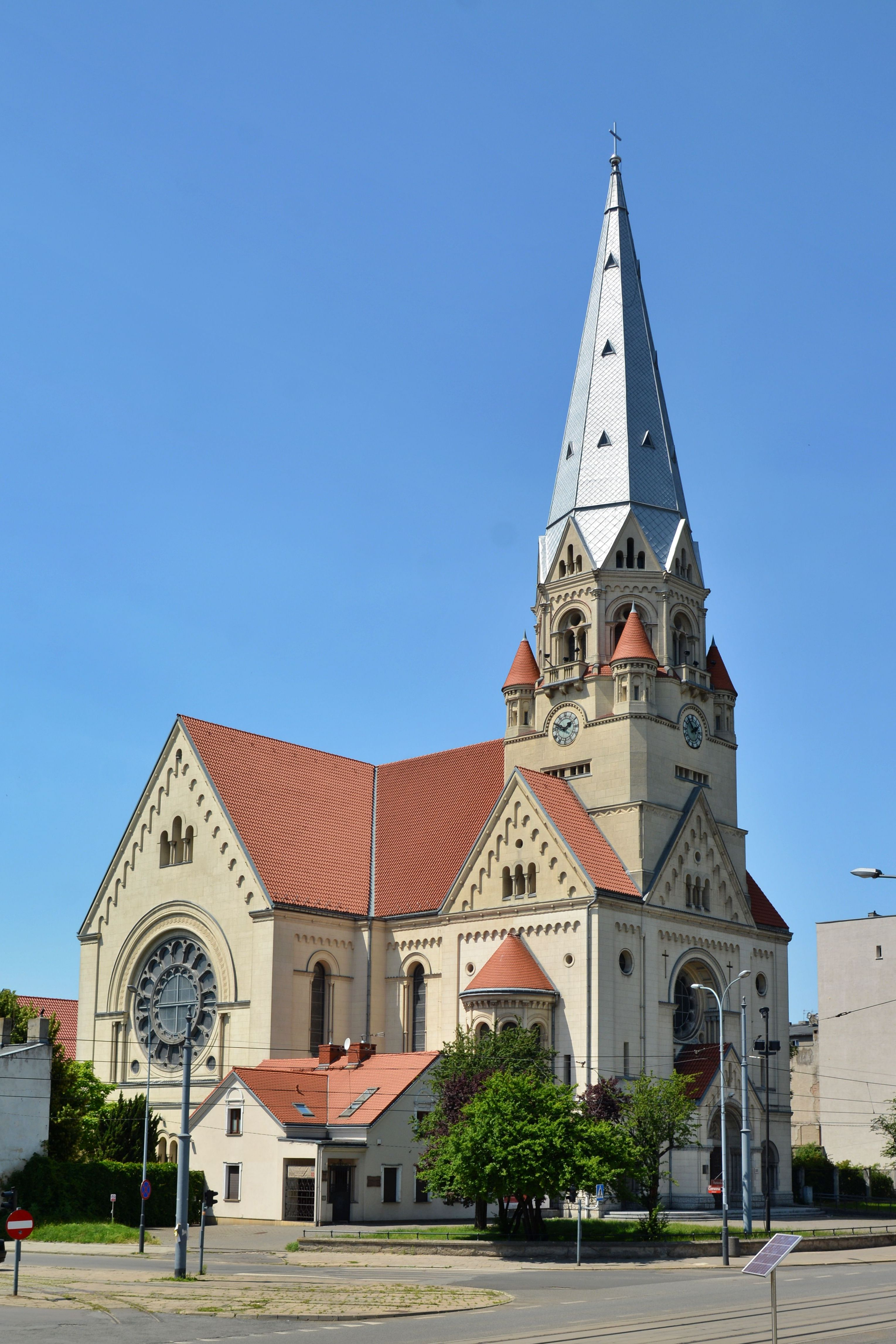
Kościół św. Mateusza w Łodzi

- Kościół Ewangelicko-Reformowany, 1932 – ul. Radwańska 37
- Sobór św. Aleksandra Newskiego, 1884 r., neobizantyjska – ul. Kilińskiego 56
- Cerkiew św. Olgi – ul. Piramowicza 12
- Cerkiew Zaśnięcia Najświętszej Maryi Panny – ul. Telefoniczna 4
- Kościół starokatolicki mariawitów pw. św. Franciszka z Asyżu, 1907 w stylu neogotyckim – ul. Franciszkańska 27
- Kościół w skansenie łódzkiej architektury drewnianej
- Synagoga Reicherów, 1902 – ul. Rewolucji 1905 r. 28

#### Architektura rezydencjonalna
- Pałace rodziny Poznańskich:

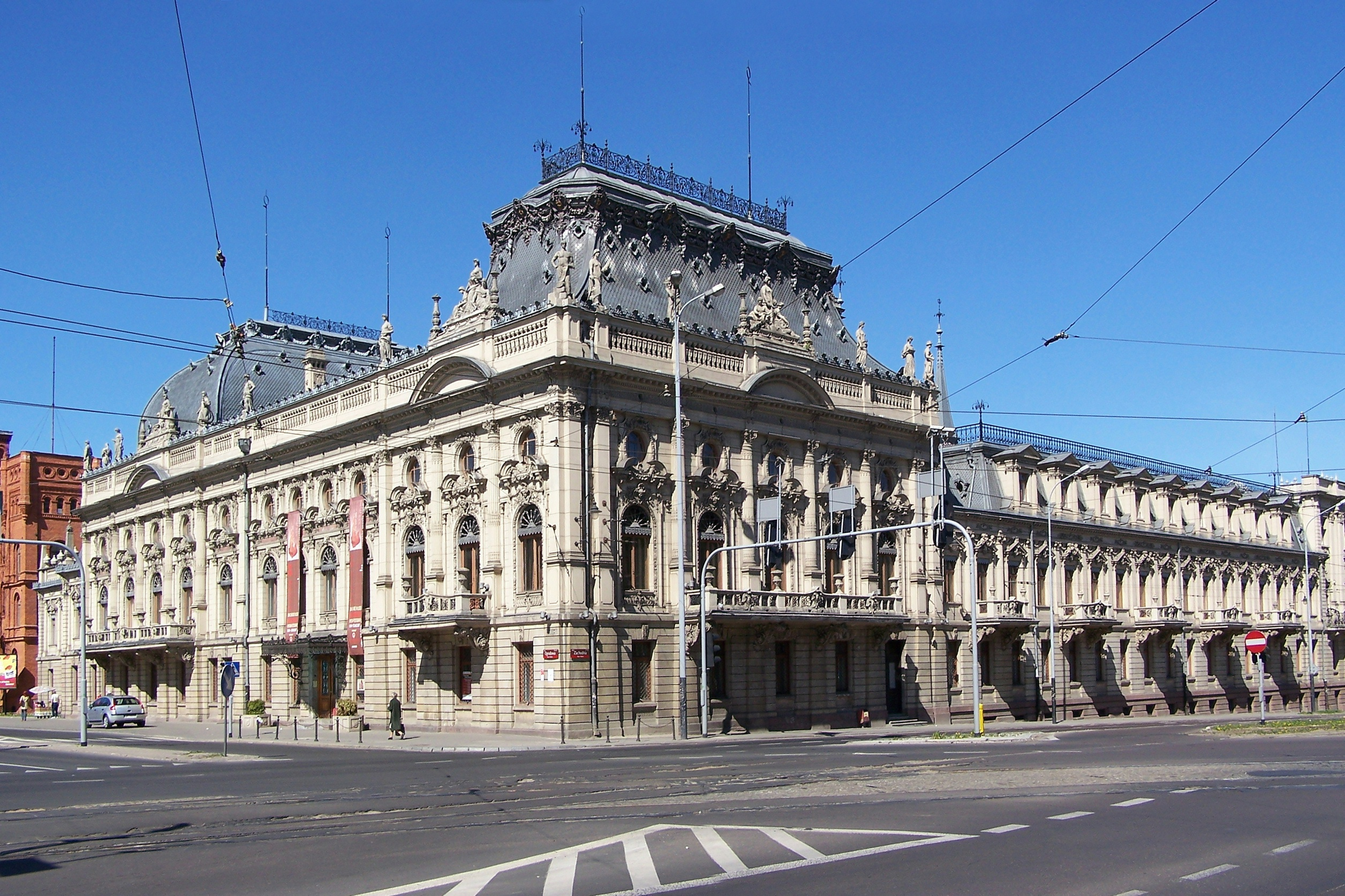
Pałac Izraela Poznańskiego

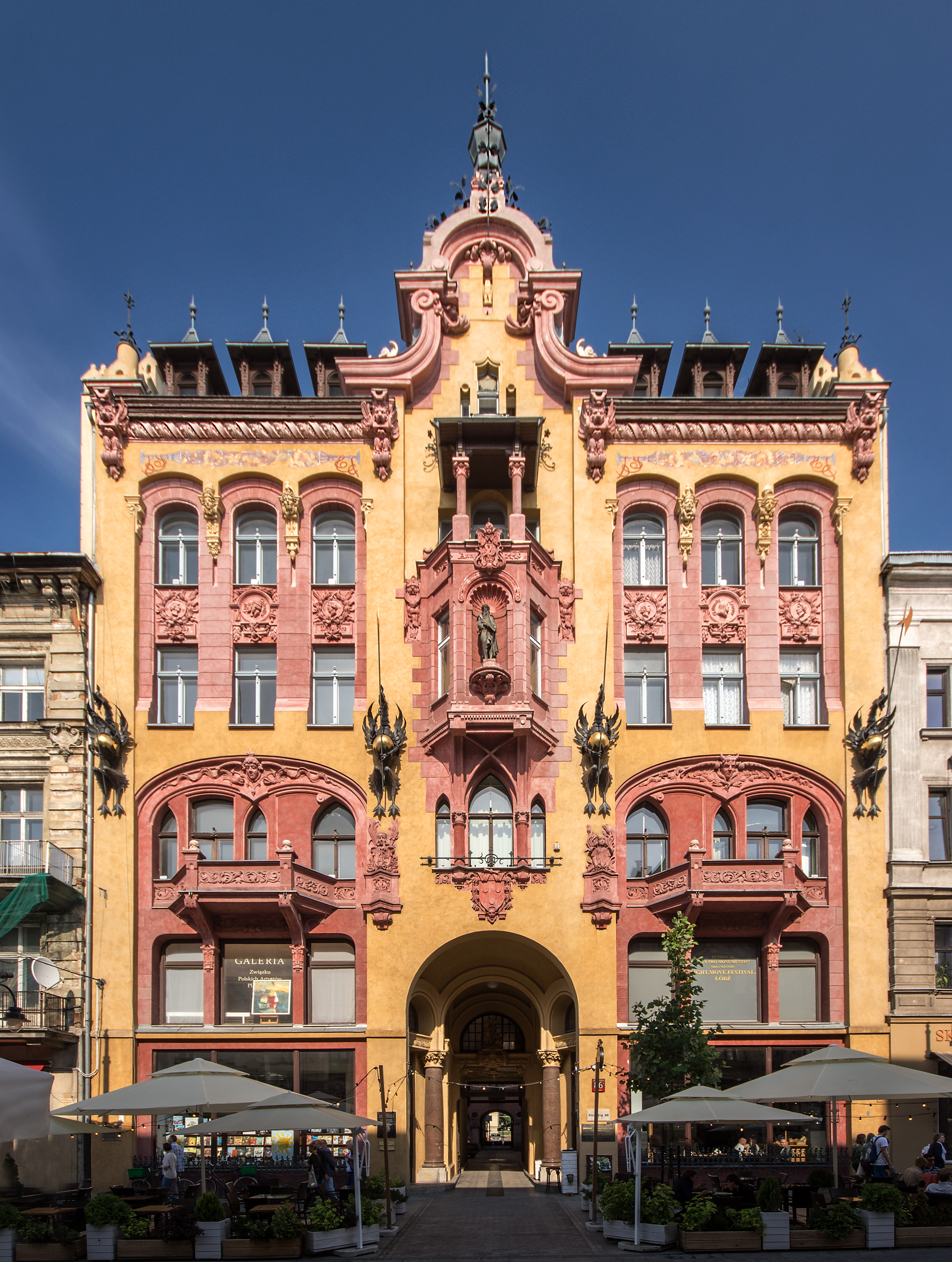
Kamienica pod Gutenbergiem, ul. Piotrkowska 86

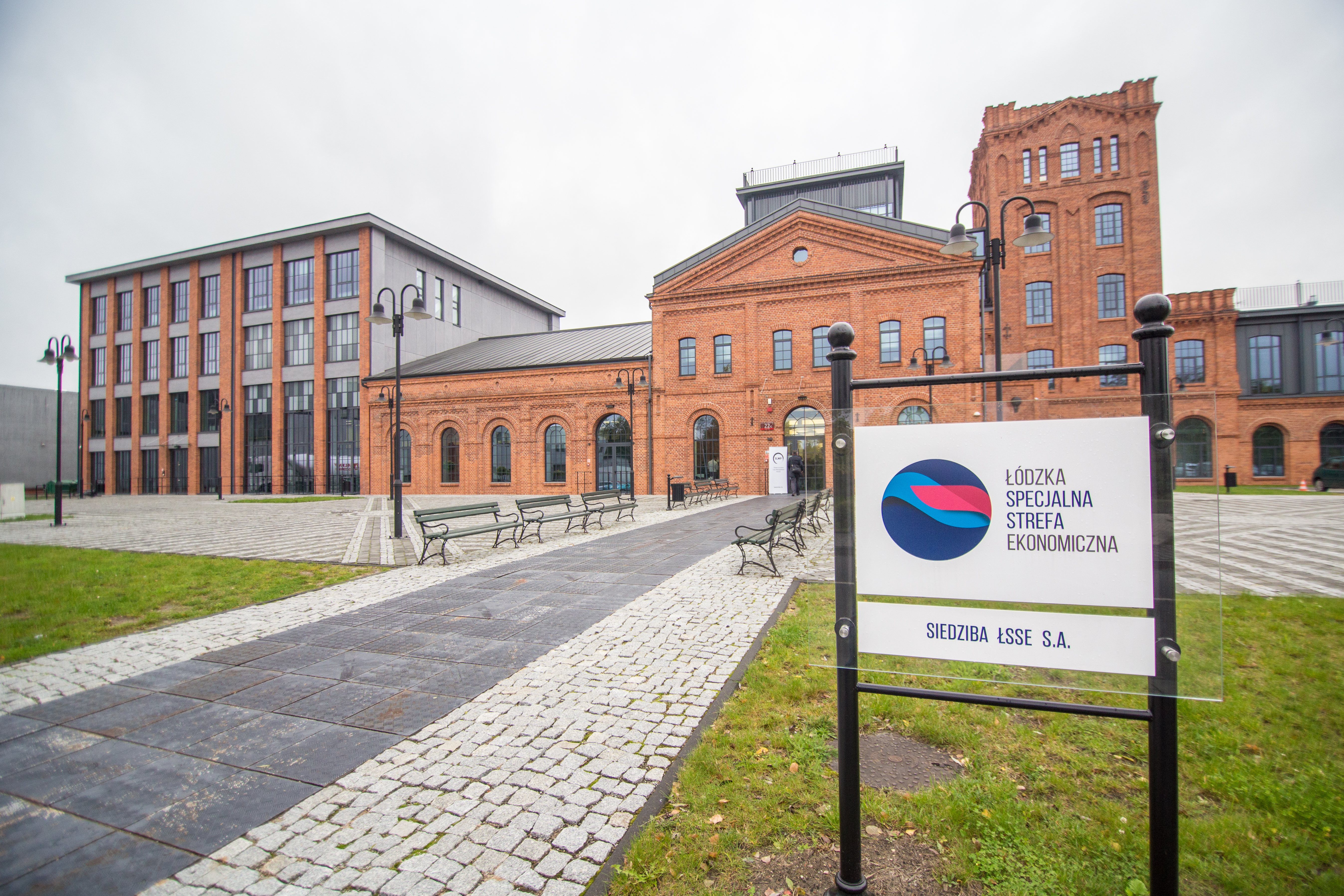
Zrewitalizowany fragment kompleksu produkcyjnego Ludwika Grohmana przy ul. Tymienieckiego, obecnie siedziba Łódzkiej Specjalnej Strefy Ekonomicznej

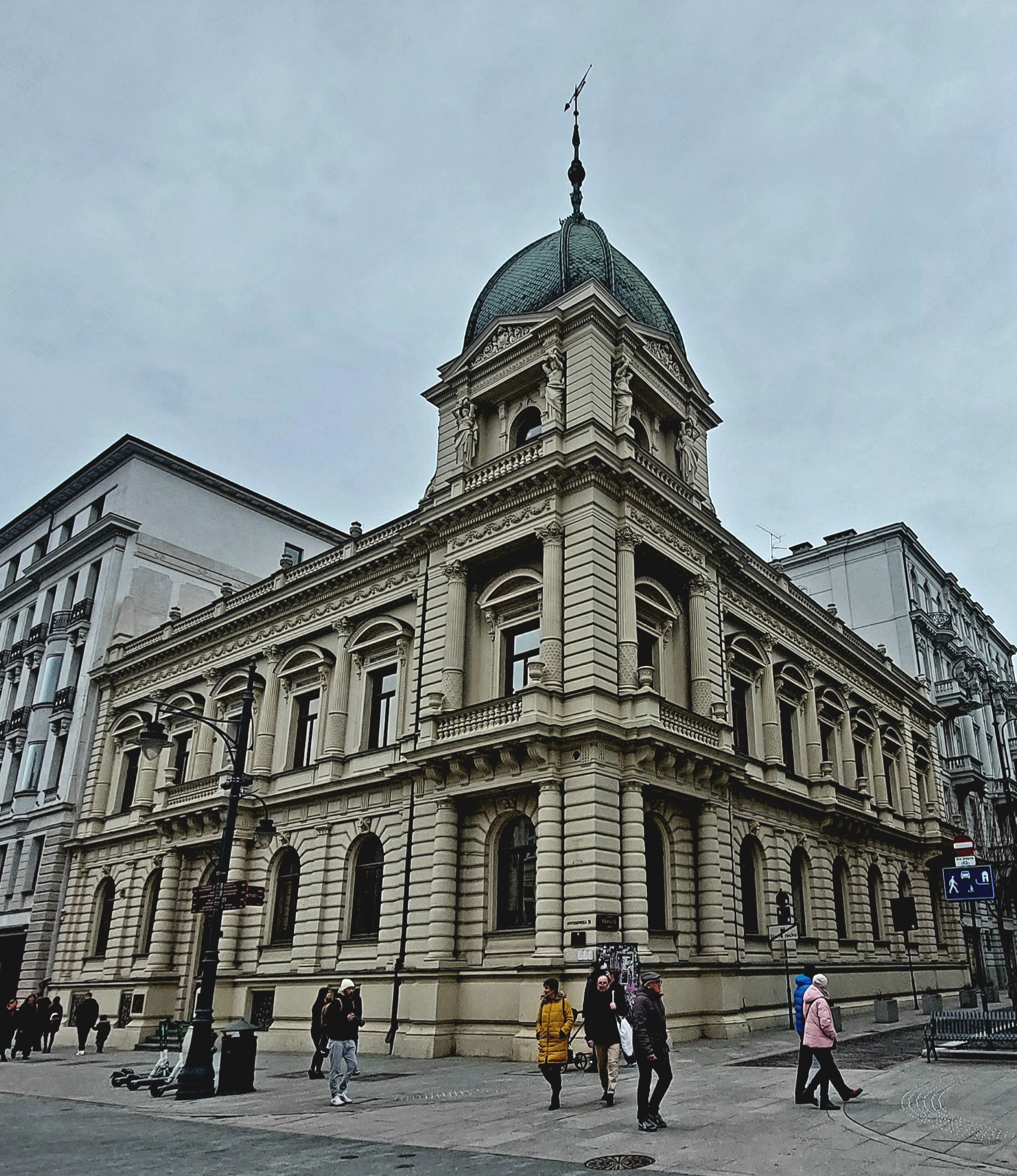
Siedziba Banku Handlowego, ul. Piotrkowska 74

  - Pałac Izraela Poznańskiego, 1898 r., neobarokowy – ul. Ogrodowa 15 (obecnie Muzeum Miasta Łodzi)
  - Pałac Maurycego Poznańskiego, 1896 r., neorenesansowy – ul. Więckowskiego 36 (obecnie Muzeum Sztuki w Łodzi)
  - Pałac Karola Poznańskiego, 1904 r., eklektyczny – ul. Gdańska 32 (obecnie Akademia Muzyczna w Łodzi)
- Pałac Maksymiliana Goldfedera, 1892 r., neorenesansowy – ul. Piotrkowska 77
- Pałac Juliusza Kindermanna, 1907 r., neorenesansowy – ul. Piotrkowska 137/139
- Pałac Gustawa Adolfa Kindermanna, 1910 r., neorenesansowy – ul. Piotrkowska 151 (Prokuratura Apelacyjna w Łodzi)
- Pałac Ewalda Kerna, 1896–1898 r., neorenesansowy – ul. Piotrkowska 179
- Pałac Juliusza Heinzla, 1882 r., neorenesansowy – ul. Piotrkowska 104 (obecnie siedziba Urzędu Miasta Łodzi)
- Pałac Juliusza Heinzla przy ul. Orzeszkowej 40, Czerwony Dworek, pałacyk myśliwskim[120]
- Pałac Ludwika Heinzla w Łodzi przy ul. Okólnej 166[121]
- Pałac Roberta Schweikerta, 1913 r., neobarokowo-modernistyczny – ul. Piotrkowska 262/264 (obecnie Instytut Europejski)
- Pałac Scheiblerów, wzniesiony w stylu klasycystycznym 1844 r., przebudowany w stylu neorenesansowym w l. 1891, 1894 i 1897 – ul. Piotrkowska 266/268 (Wydział Organizacji i Zarządzania Politechniki Łódzkiej)
- Pałac braci Steinertów, 1896 r., neorenesansowy – ul. Piotrkowska 272.
- Pałac Karola Scheiblera, 1865 r., neorenesansowy – pl. Zwycięstwa 1 (obecnie Muzeum Kinematografii w Łodzi)
- Rezydencja Edwarda Herbsta, 1876 r., neorenesansowa – ul. Przędzalniana 72 (obecnie filia Muzeum Sztuki w Łodzi)
- Pałac Roberta Biedermanna, 1878 r., neorenesansowy – ul. Kilińskiego 2 (siedziba Grupy Atlas)
- Pałac biskupi, 1924 r., neoklasycystyczny – ul. ks. Skorupki 1
- Pałac Arnolda Stillera, 1893 r., w stylu neorenesansu północnego – ul. Jaracza 45
- Pałac Jakuba Hertza, 1892 r., przebudowany po 1945 r. – al. Kościuszki 4 (obecnie rektorat Uniwersytetu Medycznego)
- Pałac Rudolfa Kellera, 1890 r., neorenesansowy – ul. Gdańska 49/51
- Dom Reinharda Bennicha z 1904 r. przy ul. Gdańskiej 89
- Secesyjny pałacyk Elektrowni Łódzkiej przy ul. Gdańskiej 107
- Willa Teodora Milscha przy ul. Kopernika 46
- Secesyjna willa Reinholda Richtera z 1904 r. przy ul. ks. Skorupki 6/8 (obecnie rektorat Politechniki Łódzkiej)

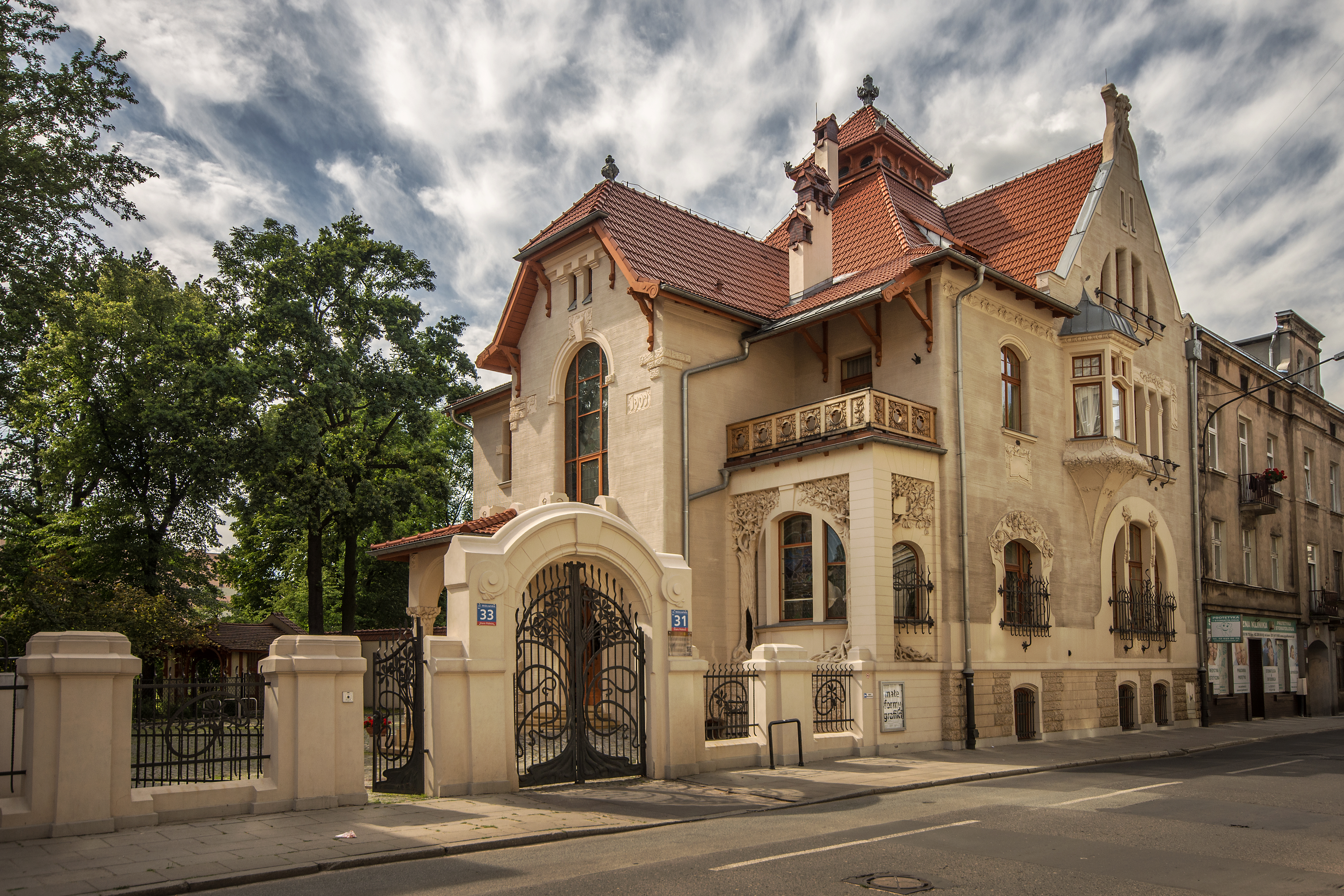
Willa Leopolda Kindermanna

- Willa Józefa Richtera, 1889 – ul. ks. Skorupki 10/12
- Willa Zygmunta Richtera, 1888 – ul. Wólczańska 199
- Secesyjna willa Leopolda Kindermanna z 1903 r. przy ul. Wólczańskiej 31/33 (obecnie siedziba Miejskiej Galerii Sztuki)
- Neorenesansowa willa Henryka Grohmana z 1892 r. przy ul. Tymienieckiego 24/26 (obecnie Muzeum Książki Artystycznej)
- Willa Jakuba Kestenberga, 1903 r., secesyjna – ul. Sterlinga 26
- Secesyjna willa Leona Kaufmana z 1911 r. przy ul. Żeromskiego 96
- Dworek Ludwika Geyera z 1833 r. przy ul. Piotrkowskiej 286
- Kamienica wielkomiejska Jakuba Lando (modernistyczna) z 1939 r. – pl. Komuny Paryskiej 3
- Kamienica Scheiblerów – Piotrkowska 11
- Kamienica Dawida Sendrowicza – Piotrkowska 12
- Dom bankowy Wilhelma Landaua – Piotrkowska 29
- Kamienica Dawida Szmulewicza – Piotrkowska 37
- Kamienica Oszera Kohna – Piotrkowska 43
- Kamienica Hermana Konstadta – Piotrkowska 53
- Kamienica pod Gutenbergiem Jana Petersilgego, 1896 r., eklektyczna – ul. Piotrkowska 86
- Kamienica Teodora Steigerta – Piotrkowska 90
- Biurowiec Siemensa – Piotrkowska 96
- Kamienica Szai Goldbluma – Piotrkowska 99
- Kamienica Schychtów – ul. Piotrkowska 128
- Dom firmy „Krusche-Ender” – ul. Piotrkowska 143
- Kamienica Schmidtów – ul. Piotrkowska 225
- Kamienica Karla Königa – ul. Piotrkowska 252/254
- Kamienica „Solidarności” – Piotrkowska 260 (Instytut Europejski w Łodzi)
- Kamienica Jana Starowicza „Pod Góralem” – ul. Piotrkowska 292

Realizowany od 2011 projekt Mia100 kamienic zakłada sukcesywną modernizację i odnowienie łódzkich kamienic.

#### Architektura przemysłowa

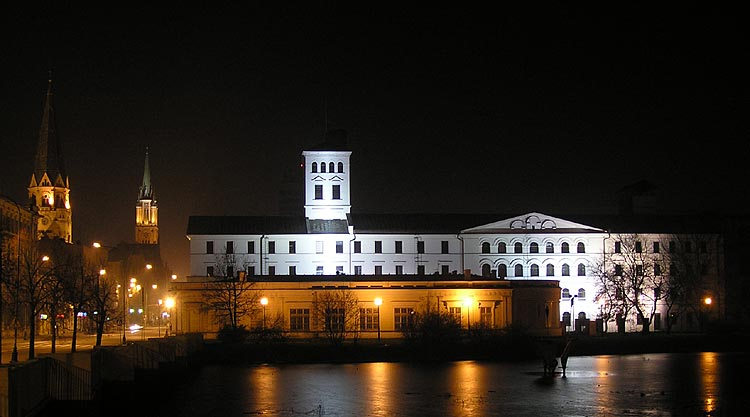
Biała Fabryka Ludwika Geyera, ul. Piotrkowska 282

- Tkalnia Ludwika Geyera z lat 1835–1837, tzw. Biała Fabryka – ul. Piotrkowska 282/284 (obecnie Centralne Muzeum Włókiennictwa)
- Zespół fabryczny Izraela Poznańskiego z lat 1872–1897 – ul. Ogrodowa (obecnie centrum handlowe „Manufaktura”)
- Eklektyczne zespoły fabryczne Karola Scheiblera z lat 1855–1914 na pl. Zwycięstwa 2, przy ul. ks. W. Tymienieckiego oraz Kilińskiego

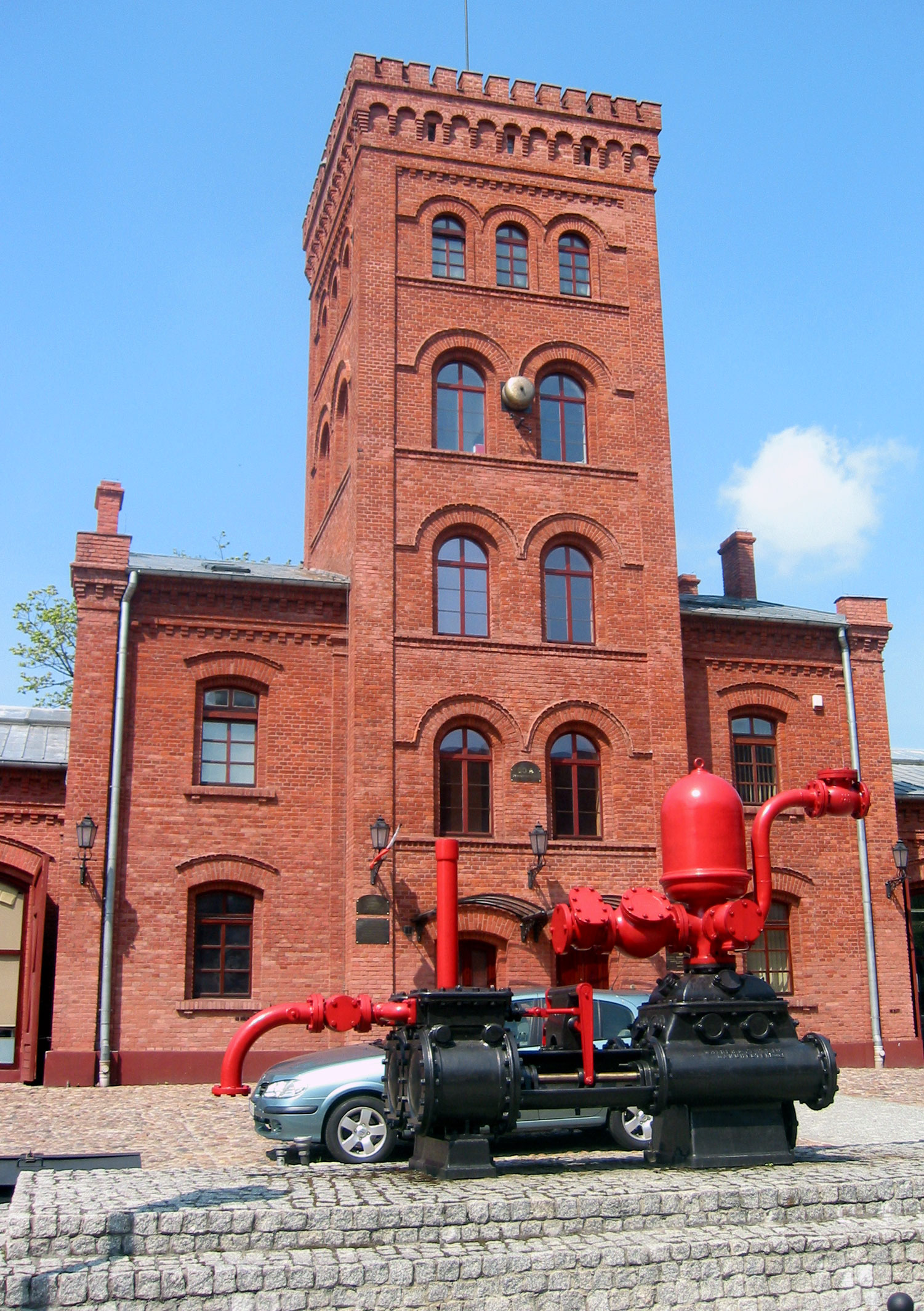
Remiza strażacka na Księżym Młynie

- Zespół osiedli robotniczych Karola Scheiblera z lat 1873–1900; tzw. Księży Młyn przy ul. Księży Młyn, Przędzalnianej, Fabrycznej, ks. W. Tymienieckiego
- Elektrownia EC1 przy ul. Targowej 1/3 – pierwsza miejska elektrownia w Łodzi uruchomiona w 1907 r.
- Fabryka Fryderyka Wilhelma Schweikerta – ul. Wólczańska 215
- „Beczki Grohmana” – ul. Targowa 46; brama prowadząca do eklektycznej tkalni Grohmana (1896 r.)
- Fabryka Adolfa Daube – ul. Wólczańska 128/130
- Browar Anstadta – ul. Pomorska 34
- Fabryka Franciszka Ramischa – ul. Piotrkowska 138/140 (Off Piotrkowska)
- Dom Tytusa Kopischa – ul. Tymienieckiego 5 (obecnie wydział Urzędu Miasta Łodzi), najstarszy zachowany obiekt fabryczny w Łodzi
- Fabryka Adama Ossera – ul. Kilińskiego 222
- Fabryka Markusa Silbersteina – ul. Piotrkowska 242/250
- Fabryka Winklera i Gaertnera – ul. Sienkiewicza 82/84
- Dom robotników Juliusza Heinzla – ul. Tuwima 23/25
- Fabryka Ernesta Wevera – ul. Kopernika 1/3

#### Budynki użyteczności publicznej

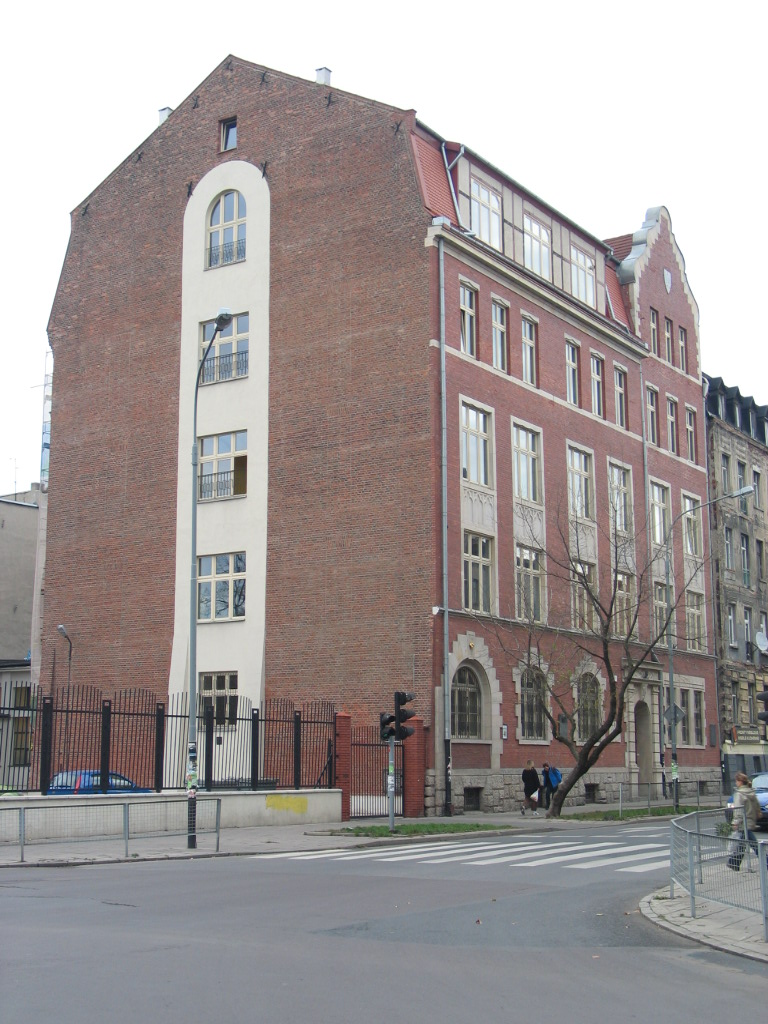
I Liceum Ogólnokształcące im. Mikołaja Kopernika

- Ratusz miejski, 1827 r., klasycystyczny – pl. Wolności 1 (obecnie Archiwum Państwowe)
- Szpital Kliniczny nr 3 im. dr. Seweryna Sterlinga, dawniej Żydowski Szpital im. Izraela i Leony Poznańskich, 1890 – ul. Sterlinga 1/3
- Uniwersytecki Szpital Kliniczny nr 2 im. WAM w Łodzi – Centralny Szpital Weteranów, dawniej IV Szpital Okręgowy im. gen. dyw. dra med. Felicjana Sławoja Składkowskiego, 1937 – ul. S. Żeromskiego 113
- Collegium Anatomicum, 1897 – ul. Narutowicza 60
- Szpital im. Józefa Babińskiego, 1902 – ul. Aleksandrowska 159
- Szpital im. Heleny Wolf, 1930 – ul. Łagiewnicka 34/36
- Budynek centrali telefonicznej PAST, 1928 – al. Kościuszki 12
- Zespół budynków straży pożarnej z 1878 r. przy ul. ks. W. Tymienieckiego 30
- Lecznica „Pod koniem” – pierwsza placówka tego typu w Polsce, założona w 1891 roku przez Hugo Warrikoffa oraz Alberta Kwaśniewskiego
- Budynek Izby Skarbowej, 1929 – al. Kościuszki 83

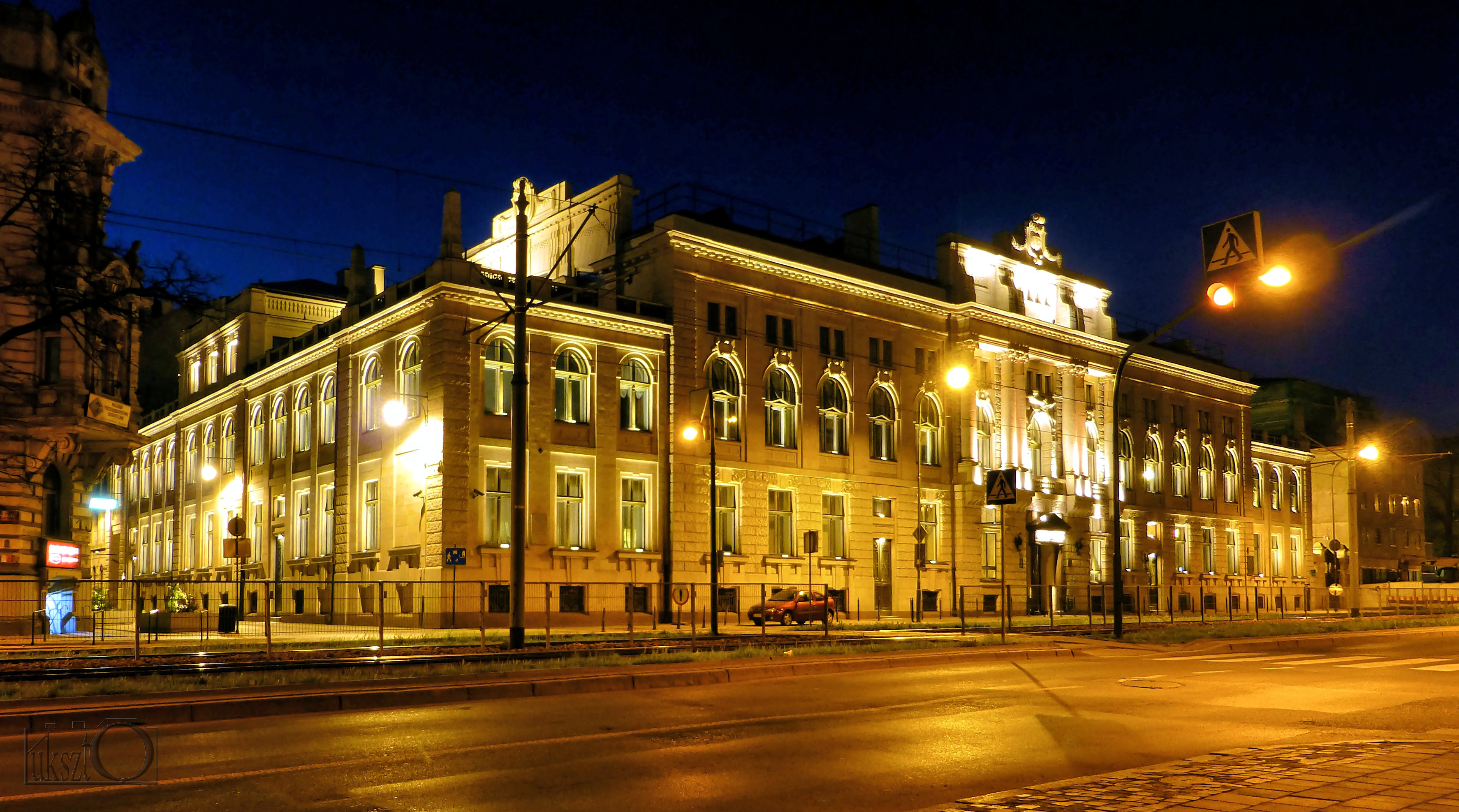
Bank Państwa w Łodzi (obecnie łódzki oddział NBP)

- Bank Państwa w Łodzi, 1906–1908 r., eklektyczny – al. Kościuszki 14 (obecnie NBP)
- Bank Handlowy, 1910–1912 r., eklektyczny – al. Kościuszki 15 (obecnie PKO)
- Budynek Banku Wzajemnego Kredytu Przemysłowców Łódzkich (neoklasyczny) z 1911 r. – ul. Franklina Delano Roosevelta 15
- Gmach Towarzystwa Kredytowego Miejskiego, 1881 – ul. Pomorska 21
- Gmach Pocztowej Kasy Oszczędności, 1925 – ul. Narutowicza 45
- Dom Towarzystwa Akcyjnego Ludwika Geyera – Piotrkowska 74
- Magazyn Konfekcyjny Emila Schmechela „Dom Buta” – Piotrkowska 98
- Esplanada, 1909 – dawny Dom Handlowy Hugo Schmechela i Juliana Rosnera – ul. Piotrkowska 100a

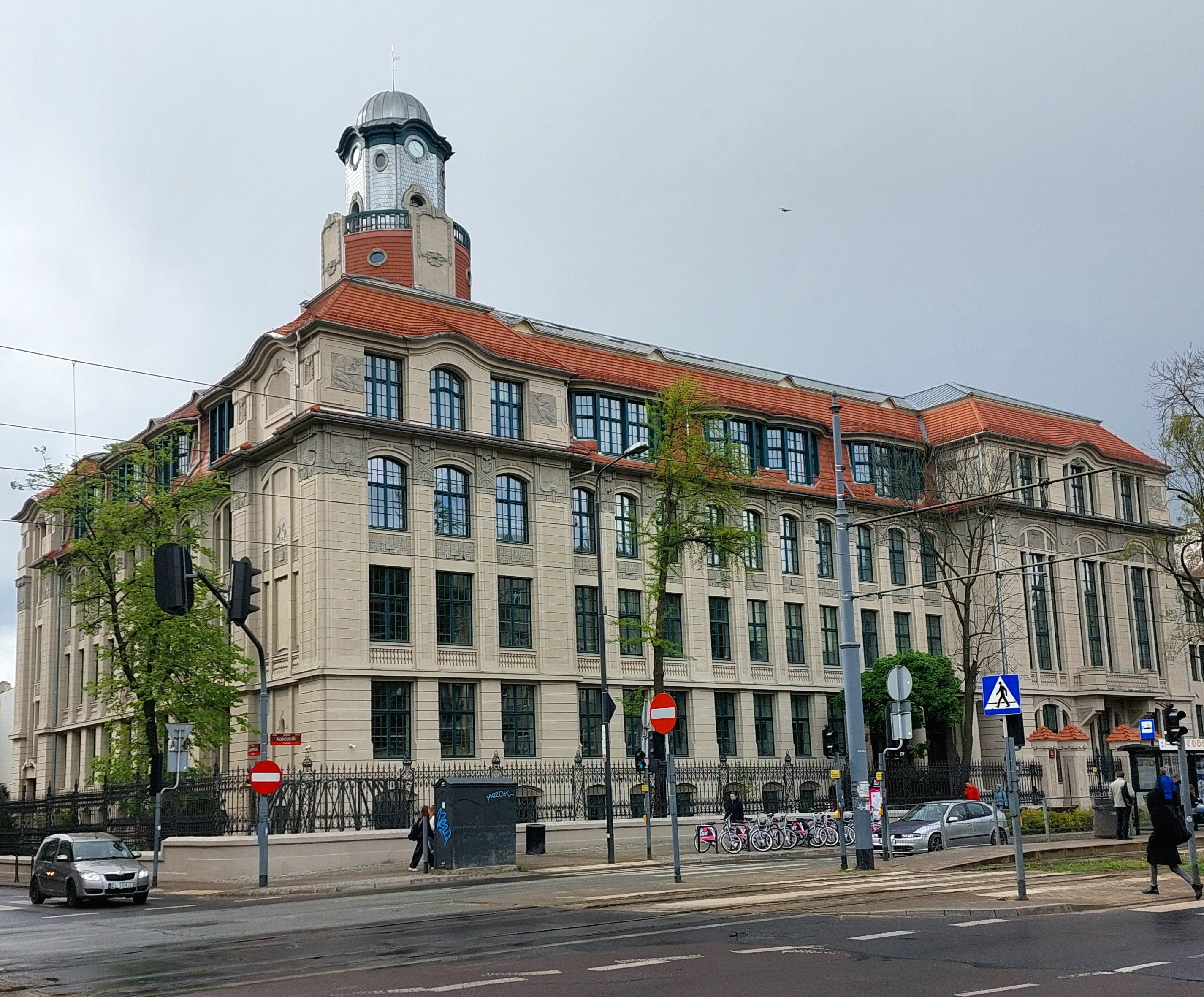
Budynek dawnego Niemieckiego Gimnazjum Reformowanego

- Łódzki Dom Kultury, dawniej Dom-Pomnik im. Marszałka Józefa Piłsudskiego, 1939 – ul. Traugutta 18
- Kino Gdynia, 1908 – ul. Tuwima 2
- Hotel Polonia Palast, 1912 – ul. Narutowicza 38
- Budynek Gimnazjum Polskiego, 1909 (obecnie I LO im. M. Kopernika) – ul. Więckowskiego 41
- III Liceum Ogólnokształcące im. Tadeusza Kościuszki, 1885 – ul. Henryka Sienkiewicza 46
- IV Liceum Ogólnokształcące im. Emilii Sczanieckiej, 1903 – ul. Pomorska 16
- Gmach Niemieckiego Gimnazjum Reformowanego, 1910 – al. Kościuszki 65
- Szkoła Zgromadzenia Kupców, 1907–1910 r., secesyjny, jeden z pierwszych betonowych budynków w Królestwie Kongresowym – ul. Narutowicza 68 (obecnie siedziba rektoratu Uniwersytetu Łódzkiego)

### Architektura modernistyczna

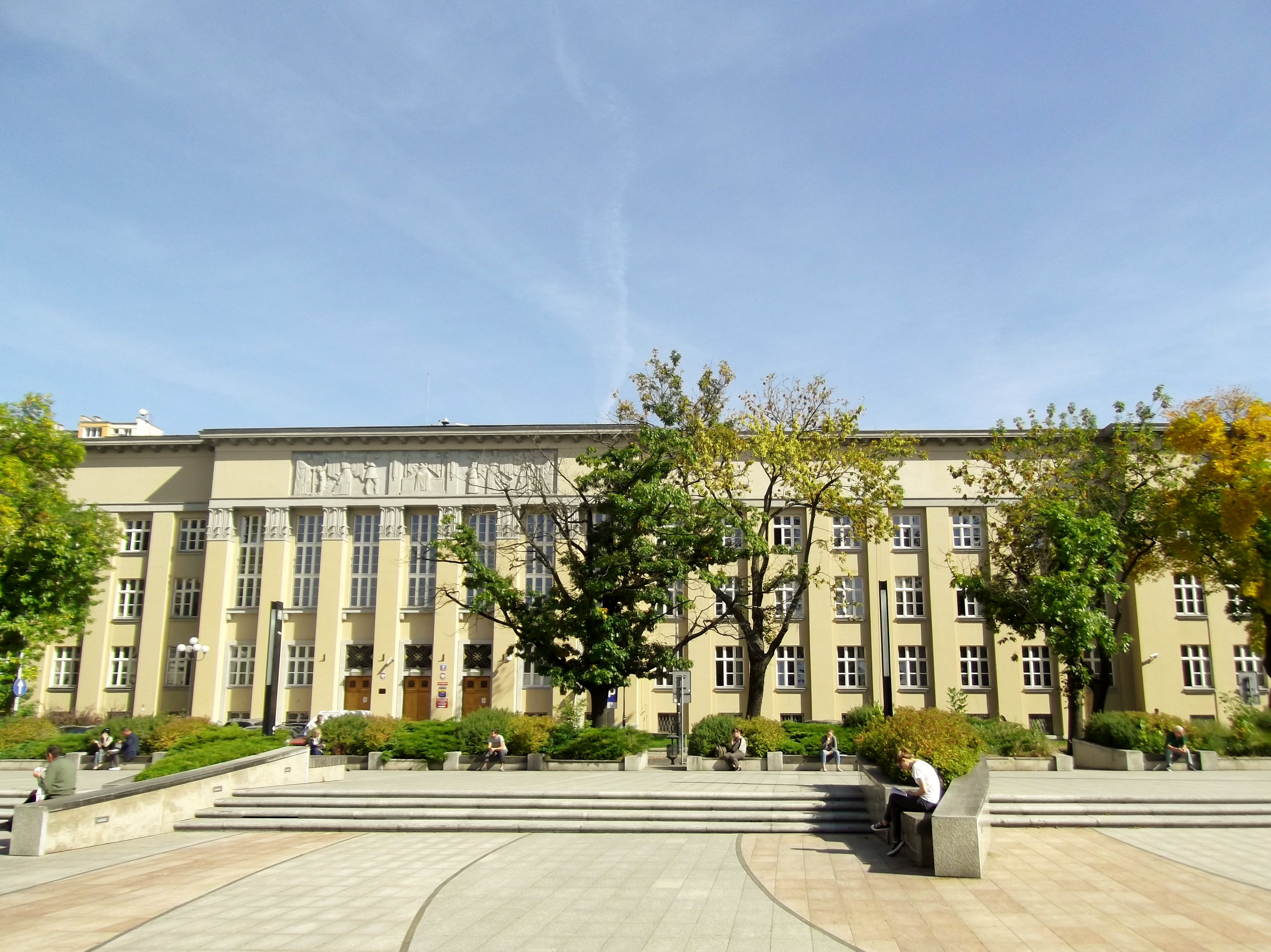
Budynek Sądu Okręgowego przy pl. Dąbrowskiego

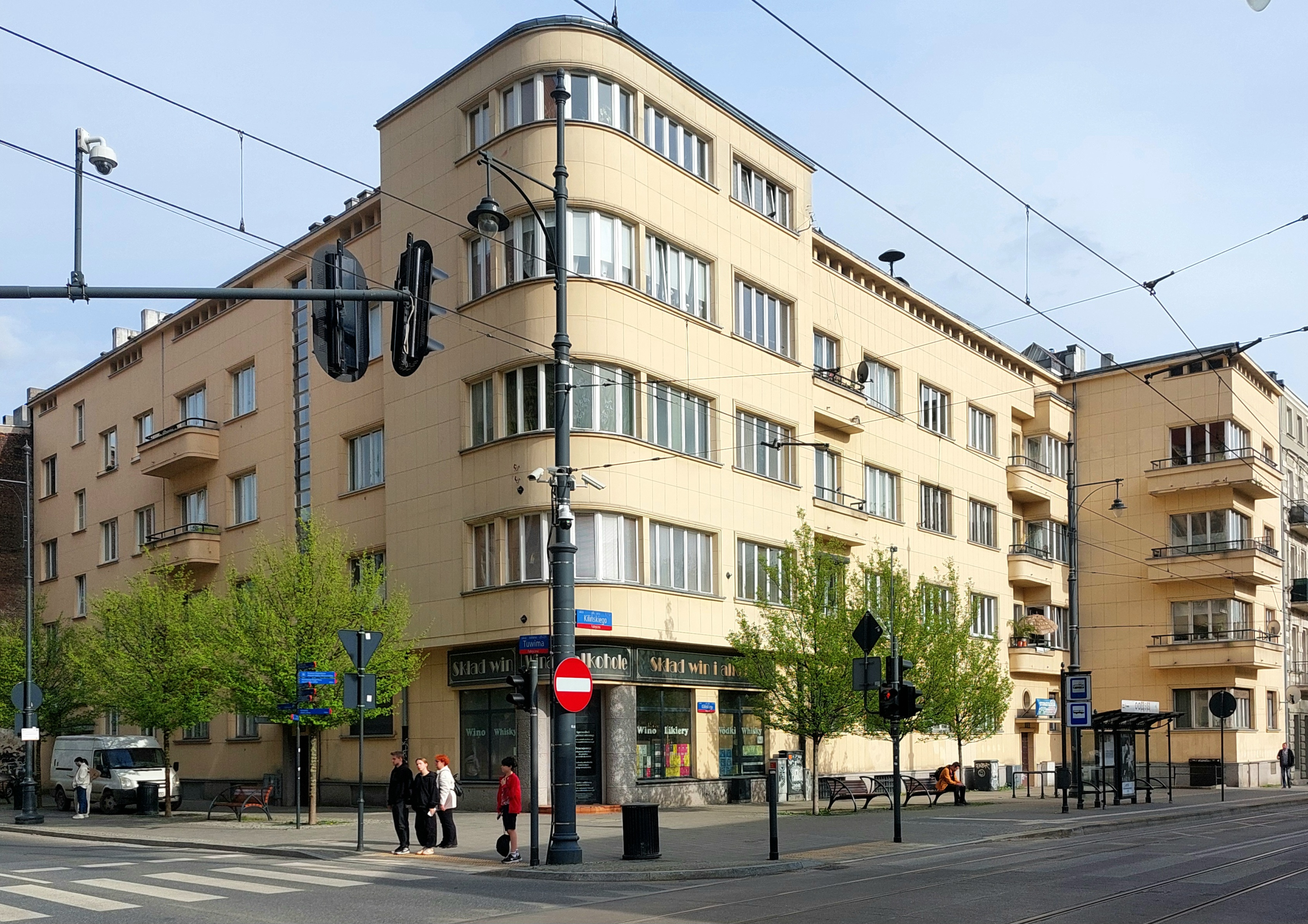
Kamienica czynszowa Mojżesza Szmula Bronowskiego przy ul. Kilińskiego 82

Od lat 20. XX wieku w Łodzi zaczęto wznosić budynki o cechach modernistycznych. Wiele z tych budynków uznano za zabytki. Przykładami budynków w tym stylu są:
- realizacje przedwojenne
  - budynek Sądu Okręgowego przy pl. Dąbrowskiego 5 (arch. Józef Kaban)[123]
  - Osiedle im. Józefa Montwiłła-Mireckiego przy al. Unii Lubelskiej[124]
  - budynek YMCA Łódź przy ul. Moniuszki 4a (arch. W. Lisowski)[125]
  - Gmach PZU przy al. Kościuszki 57 (arch. W. Ryttel)[126]
  - Łódzki Dom Kultury przy ul. gen. Romualda Traugutta 18
  - Przychodnia Miejska przy ul. Leczniczej
  - Kamienica czynszowa Mojżesza Szmula Bronowskiego przy ul. Kilińskiego 82
  - Kamienica wielkomiejska Jakuba Lando w Łodzi przy pl. Komuny Paryskiej 3
  - Kamienica Tomaszowskiej Fabryki Sztucznego Jedwabiu w Łodzi przy ul. Piotrkowska 203/205
- realizacje powojenne
  - Biblioteka Uniwersytetu Łódzkiego przy ul. Jana Matejki 32/38 (arch. E.R. Orlik, E. Budlewski)[127]
  - osiedle Doły w rejonie ul. Spornej (arch. K. Krygier, S. Krygier, R. Furmanek)[128]
  - Spółdzielczy Dom Handlowy „Central” przy ul. Piotrkowskiej 165/169 (arch. M. Gintowt, M. Krasiński)[129]
  - gmach Akademii Sztuk Pięknych im. Władysława Strzemińskiego przy ul. Wojska Polskiego 121 (arch. B. Kardaszewski, W. Nowakowski)[130]
  - Dom handlowy „Magda” przy ul. Piotrkowska 30/32

### Cmentarze

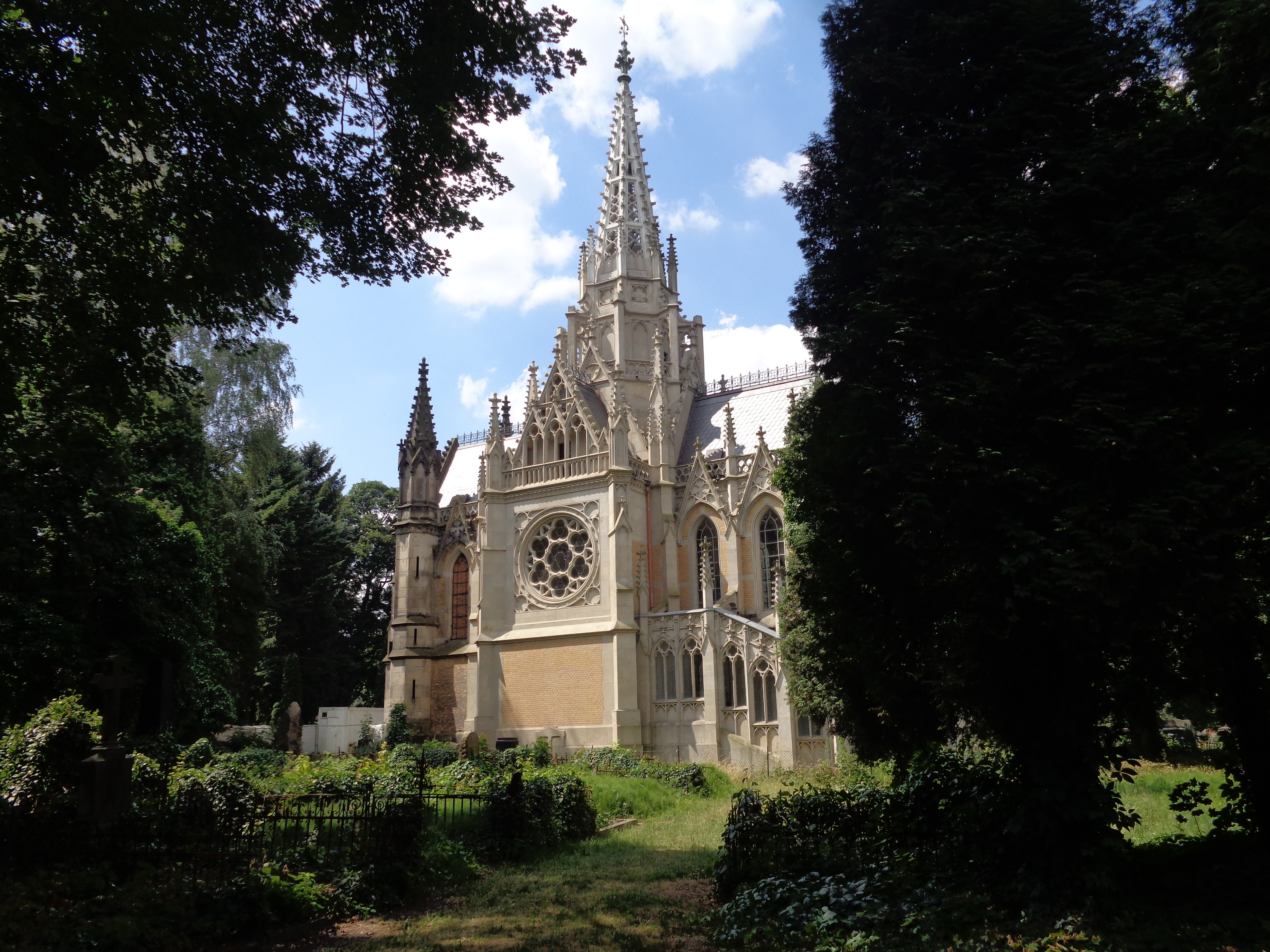
Kaplica Karola Scheiblerana Starym Cmentarzu

W Łodzi znajduje się wiele cmentarzy. Najstarsze, z dużą ilością cennej architektury sepulkralnej, to zespół cmentarzy przy ul. Ogrodowej (katolicki, prawosławny i ewangelicki) oraz położona w północnej części miasta nekropolia żydowska (42 ha, ponad 200 tys. pochowanych), z największą na świecie żydowską budowlą cmentarną jednego z czołowych łódzkich fabrykantów XIX wieku (Mauzoleum Izraela Poznańskiego).

### Zieleń miejska

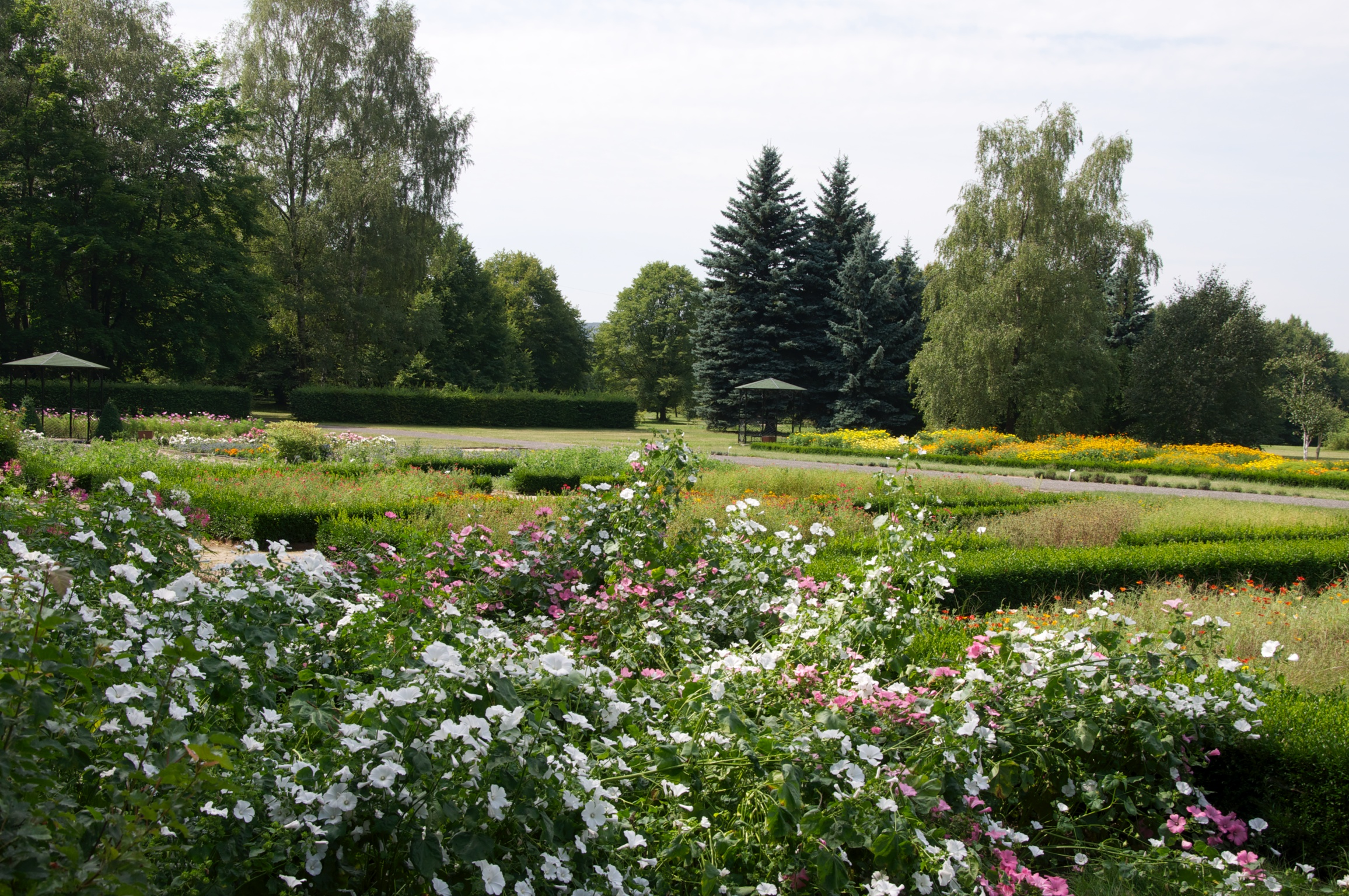
Łódzki Ogród Botaniczny

Najstarszym parkiem w Łodzi jest park Źródliska o powierzchni 17,2 ha, który założono w 1840 roku. Na terenie parku Źródliska zlokalizowana jest łódzka palmiarnia będąca organizacyjnie częścią Łódzkiego Ogrodu Botanicznego – położonego w pobliżu parku im. Józefa Piłsudskiego. Na terenie miasta znajdują się również lasy komunalne zarządzane przez „Leśnictwo Miejskie Łódź”, m.in. Las Łagiewnicki oraz lasy na Lublinku i w Rudzie Pabianickiej. Las Łagiewnicki jest częścią Parku Krajobrazowego Wzniesień Łódzkich. W Łagiewnikach istnieje jeden z dwóch łódzkich rezerwatów przyrody – rezerwat „Las Łagiewnicki”. Drugim rezerwatem jest leżący na Polesiu rezerwat „Polesie Konstantynowskie”.
Udział parków, zieleńców i terenów zieleni osiedlowej w powierzchni ogółem miasta wynosi 5,7% (wg stanu na 31.12.2019 r.).

## Turystyka
Łódź w 2022 znalazła się na liście Best of the World National Geographic w kategorii „zrównoważony rozwój”.
Funkcję lokalnej organizacji tustystycznej pełni Łódzka Organizacja Turystyczna, natomiast w latach 2000–2017 było to Centrum Informacji Turystycznej w Łodzi.

### Atrakcje turystyczne

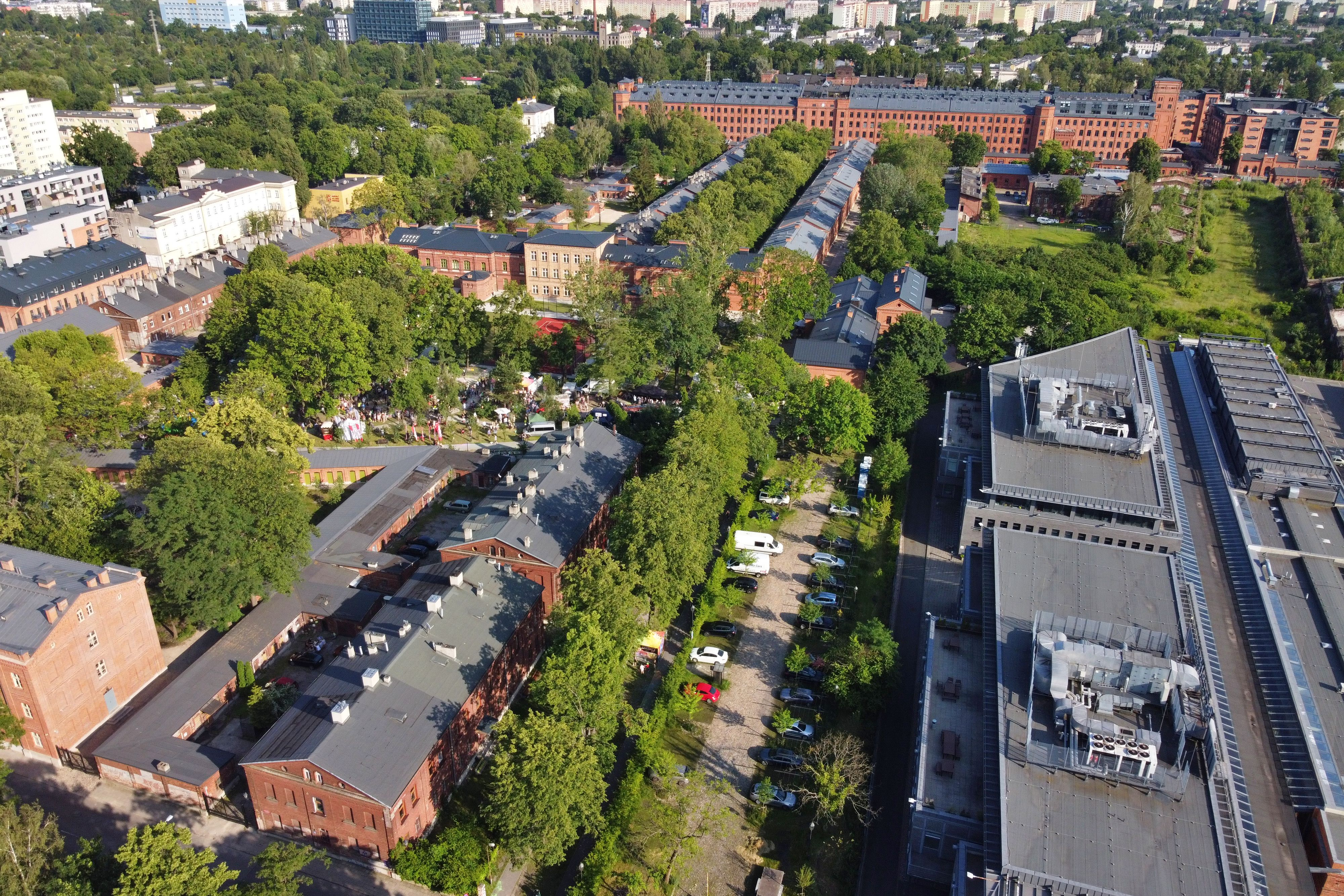
Część dzielnicy Księży Młyn w 2022 r.

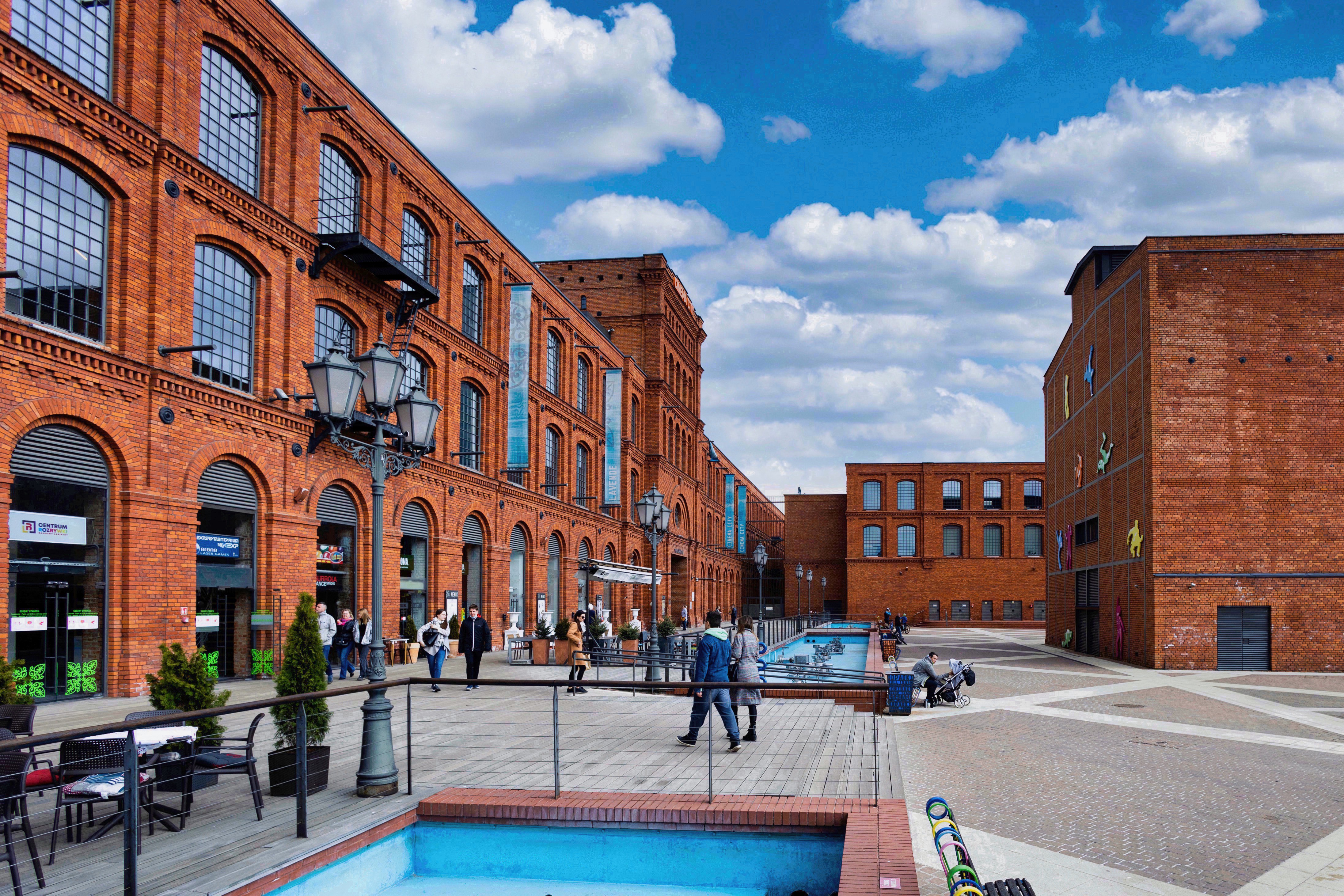
Fragment rynku w Manufakturze w 2022 r.

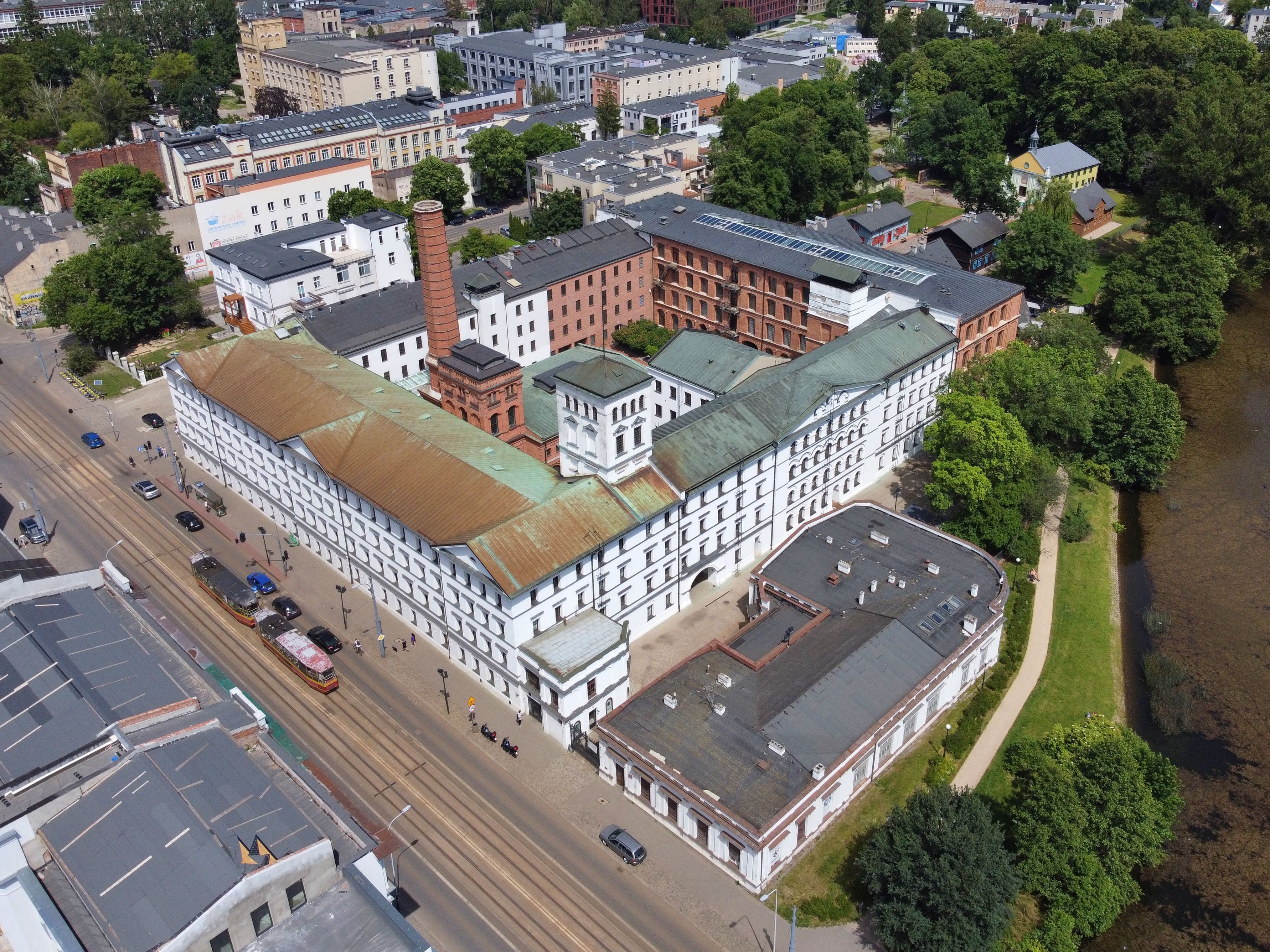
Biała Fabryka, w której funkcjonuje Centralne Muzeum Włókiennictwa

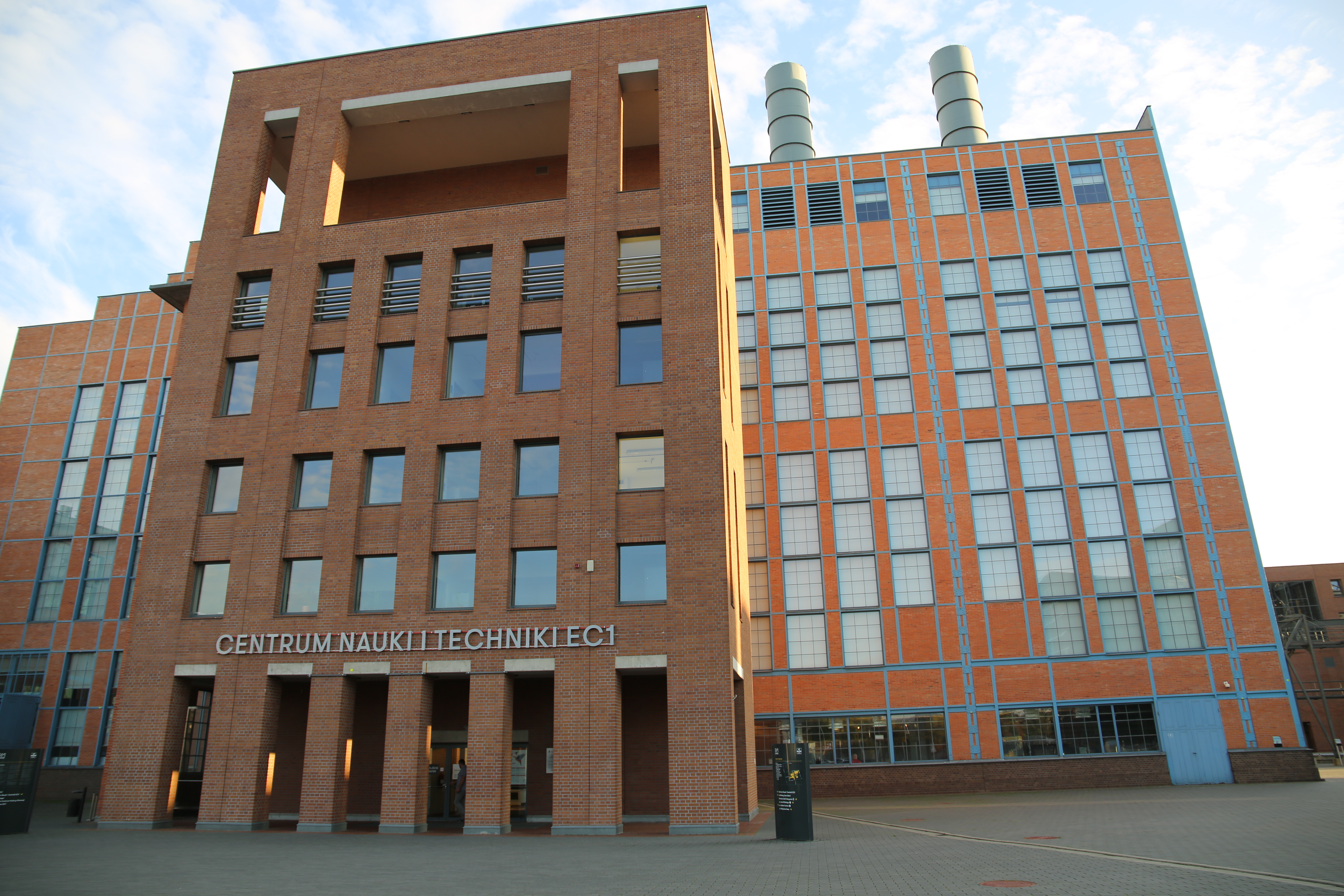
Centrum Nauki i Techniki EC1

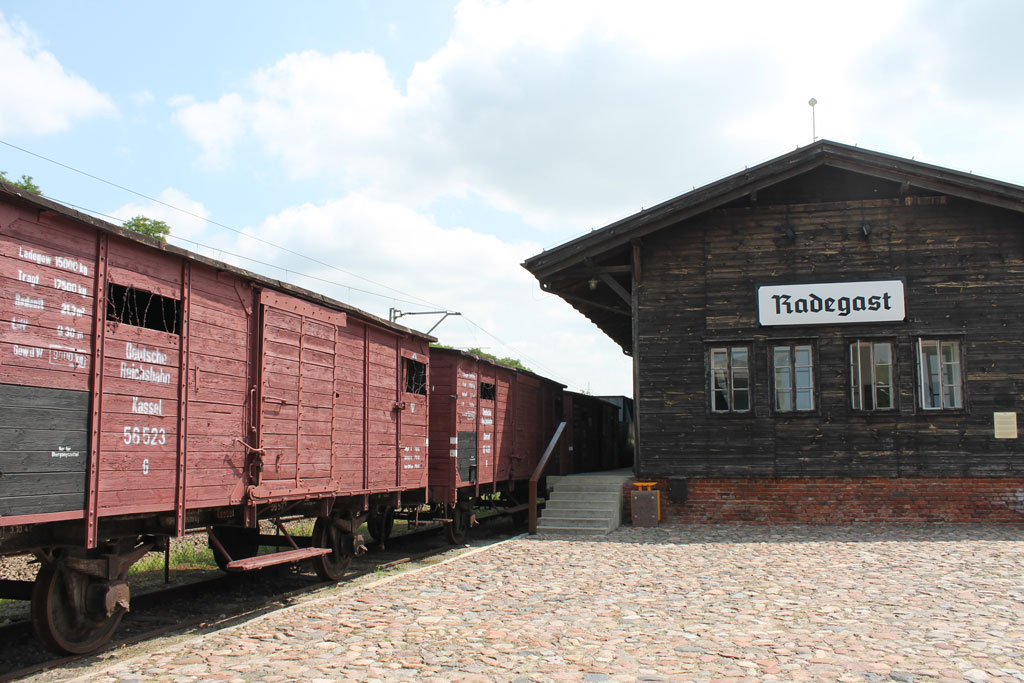
Fragment Stacji Radegast w 2013 r.

Poniżej lista przykładowych atrakcji turystycznych na terenie Łodzi:
- Ulica Piotrkowska (dług. 4,2 km), szczególnie na odcinku od pl. Wolności do skrzyżowania z al. J. Piłsudskiego. Układ urbanistyczny ulicy Piotrkowskiej jest wpisany do rejestru zabytków[135].
  - Znajdujące się przy Piotrkowskiej zabytkowe budynki, jak np.: kamienica pod Gutenbergiem, kamienica Gottlieba Beera (najstarsza kamienica w Łodzi), dawny biurowiec Siemensa, kamienica Helmuta Schwartza, pałac Juliusza Heinzla, kamienica Szai Goldbluma, kamienica Scheiblerów i wiele innych.
  - Odchodzące od Piotrkowskiej ulice, psiadajace często zróżnicowaną pod kątem stylu architekturę, a także instalacje artystyczne jak np.: ul. Moniuszki, ul. 6 sierpnia, ul. Rewolucji 1905 roku czy ul. Juliana Tuwima.
  - Off Piotrkowska (ul. Piotrkowska 138/140), które w 2019 otrzymało od Towarzystwa Urbanistów Polskich nagrodę w kategorii „Zrewitalizowana przestrzeń publiczna”[136].
  - Galeria Wielkich Łodzian – grupa plenerowych rzeźb z brązu w ciągu ul. Piotrkowskiej (pomiędzy pl. Wolności a al. J. Piłsudskiego), upamiętniających sławne osoby związane z Łodzią, według zamysłu i realizacji łódzkiego performera – Marcela Szytenchelma,
  - Aleja Gwiazd, na chodniku po obu stronach ul. Piotrkowskiej, pomiędzy ulicą 6 Sierpnia a pasażem Rubinsteina.
  - Pomnik Łodzian Przełomu Tysiącleci, w ciągu bruku fragmentu ul. Piotrkowskiej (od ul. J. Tuwima do al. J. Piłsudskiego).
  - Dworzec Tramwajowy Centrum na skrzyżowaniu z al. Mickiewicza, nazywany przez mieszkańców „Przesiadkowo” lub „Stajnia Jednorożców”[137][138].
  - Pomnik Jednorożca niedaleko Dworca Tramwajowego Centrum.

- Księży Młyn – dzielnica, która przetrwała w sposób niemal kompletny w stanie z okresu rozkwitu przemysłowej Łodzi; między ul. Tymienieckiego, Przędzalnianą, Fabryczną, Kilińskiego
- Centrum Manufaktura – największy obiekt handlowo-usługowo-rozrywkowo-kulturalny w PolscePrzykładowe łódzkie muraleNajwiększy mural w Polsce, przy ul. Piotrkowskiej 182.Mural przedstawiający bociana czarnego przy ul. Orlej 3Mural przedstawiający Artura Rubinsteina przy skrzyżowaniu ul. Sienkiewicza i ul. TrauguttaMural autorstwa Okudy na akademiku przy ul. Lumumby 12Mural autorstwa Aryza na rogu ul. Sterlinga i ul. PomorskiejMural autorstwa 3TTMAN przy ul. Rzgowskiej 52Mural autorstwa Nuncy przy ul. Narutowicza 25Mural autorstwa Daleasta przy ul. Łąkowej 10Mural autorstwa Remed przy ul. Próchnika 11Mural autorstwa Hyuro przy ul. Cmentarnej 3Mural autorstwa Midnight Lovers przy ul. Legionów 41
- Pałac Izraela K. Poznańskiego (Muzeum Miasta Łodzi) – największa rezydencja fabrykancka w Polsce
- Cmentarz Żydowski – jedna z największych nekropoli żydowskich w Europie
- Stary Cmentarz – największa nekropolia w mieście, podzielona na części: katolicką, ewangelicko-augsburską i prawosławną. Na jej terenie znajdują się zabytkowe grobowce i kaplice, spoczywają znane osoby.
- Muzeum Kanału „Dętka” – podziemny, owalny zbiornik na wodę, wybudowany w 1926 r. z myślą o płukaniu sieci kanalizacyjnej w centrum miasta
- Biała Fabryka L. Geyera (gdzie funkcjonuje Centralne Muzeum Włókiennictwa) oraz znajdujący się obok Skansen Łódzkiej Architektury Drewnianej
- Aquapark Fala – jeden z największych aquaparków w Polsce.
- Łódzkie ZOO – założone w 1938 r. na terenach będących pozostałością Puszczy Łódzkiej.
- Łódź Bajkowa – szlak spacerowy śladami małych pomników przedstawiających postaci z seriali dla dzieci Studia Małych Form Filmowych Se-ma-for.
- Łódzki Ogród Botaniczny – gdzie na powierzchni 64 ha rosną gatunki flory rodzimej oraz liczne rośliny obcego pochodzenia, zebrane w 9 działach tematycznych: flora polska, ogród japoński, systematyka roślin zielonych, alpinarium, arboretum, rośliny ozdobne, rośliny lecznicze i przemysłowe, biologia roślin i dział zieleni parkowej.
- Palmiarnia Łódzka – zlokalizowana w najstarszym parku miejskim w Łodzi (Źródliska). Spadkobierczyni kolekcji roślin – przede wszystkim palm – z oranżerii fabrykantów i carskich urzędników.
- Las Łagiewnicki – las miejski, położony na powierzchni 1205,45 ha, z wydzielonym fragmentem mającym status rezerwatu i ośrodkiem rekreacyjno-wypoczynkowym „Arturówek” oraz szlakami dla turystów. Jeden z największych kompleksów leśnych znajdującym się w granicach miasta w Europie.
- Parki w Łodzi – w Łodzi znajduje się ponad 30 parków, które pełnią wiele funkcji ekologicznych i społecznych i są nieocenionym elementem struktury miasta. Największe z nich to Park im. księcia Józefa Poniatowskiego, Park na Zdrowiu, Park im. Adama Mickiewicza, Park 3 Maja oraz Park Źródliska.
- Rudzka Góra – z trasami dla rowerów górskich, 800-metrowym torem saneczkowym i znajdującą się u jej podnóża stylową bacówką.
- Wiele ogólnodostępnych współczesnych dzieł sztuki ulicznej[139], zwłaszcza murali, których w 2023 ilość w Łodzi wynosiła około 200[140] w tym największy w Polsce mural przedstawiający Geralta z Rivii autorstwa Jakuba Rebelki[141], a także Galeria Urban Forms (wielkoformatowe murale[142]). Wśród innych dzieł sztuki ulicznej można wymienić: Pasaż Róży, instalacja „Narodziny Dnia” autorstwa Wojciecha Siudmaka[143], neony (m.in. „Wdech/Wydech”, „Każdy chce jakoś nie życ”[144], neon „ubierającej się pary”, „Gąska Balbinka”[145], „Mewa”[146]), rzeźby (m.in. „Sąsiedzi”, „Ciężar niewłaściwy”) czy płaskorzeźby (m.in. „towarto” czy „Cisza”[144]).
- Centrum Nauki i Techniki EC1 – interaktywna, różnorodna tematycznie ekspozycja zlokalizowana w budynkach dawnej Elektrowni Łódzkiej.
- Centrum Komiksu i Narracji Interaktywnej – instytucja kultury o charakterze edukacyjno-rozrywkowym, które jest w pełni poświęcone kulturze komiksu i gier wideo. W swoich zbiorach posiada m.in. oryginalne grafiki, obrazy, ilustracje i komiksy takich autorów jak Grzegorz Rosiński (prawie 5000 dzieł[147]), Henryk Chmielewski, Janusz Christa[148] czy Piotr Nowacki[149]. Znajduje się na terenie EC1 Łódź – Miasto Kultury[150].
- Liczne muze, jak np. Centralne Muzeum Włókiennictwa, Muzeum Miasta Łodzi, Muzeum Archeologiczne i Etnograficzne, Muzeum Kinematografii czy Se-ma-for Muzeum Animacji.

- Galerie sztuki, jak np. Muzeum Sztuki w Łodzi, Galeria Wschodnia, Atlas Sztuki, Galeria Willa, Ośrodek Propagandy Sztuki[151], Galeria 86, Galeria Manhattan, Galeria ASP Piotrkowska 68[152], Galeria Pop-up Ogrodowa8[153] czy Akademickie Centrum Designu[154].

- Radegast – zespół memoriałowy i niewielkie muzeum poświęcone miejscu i dziejom łódzkiego getta w oryginalnym byłym budynku magazynowym.

- Podmiejskie linie tramwajowe
  - 43 (łącząca Łódź z Konstantynowem Łódzkim i Lutomierskiem) – przebiegająca wśród pól i wzniesień, z przejazdem przez jeden z nielicznych w Polsce kratownicowy most tramwajowy z lat 30. XX w. na rzece Ner przed Lutomierskiem (zdjęcia), w letnie niedziele obsługiwana taborem zabytkowym[155],
  - 46 (łącząca Łódź ze Zgierzem i Ozorkowem) – najdłuższa w Polsce i druga z najdłuższych w Europie (długość 29 km), również ciekawy widokowo most tramwajowy w Ozorkowie.
- Kamień upamiętniający pierwszy mecz ligowy na ziemiach polskich (3 kwietnia 1927), rozegrany między ŁKS i Klubem Turystów przy ul. Wodnej 34, zakończony wynikiem 2:0 dla ŁKS.

### Hotele
- Hotel Grand *****

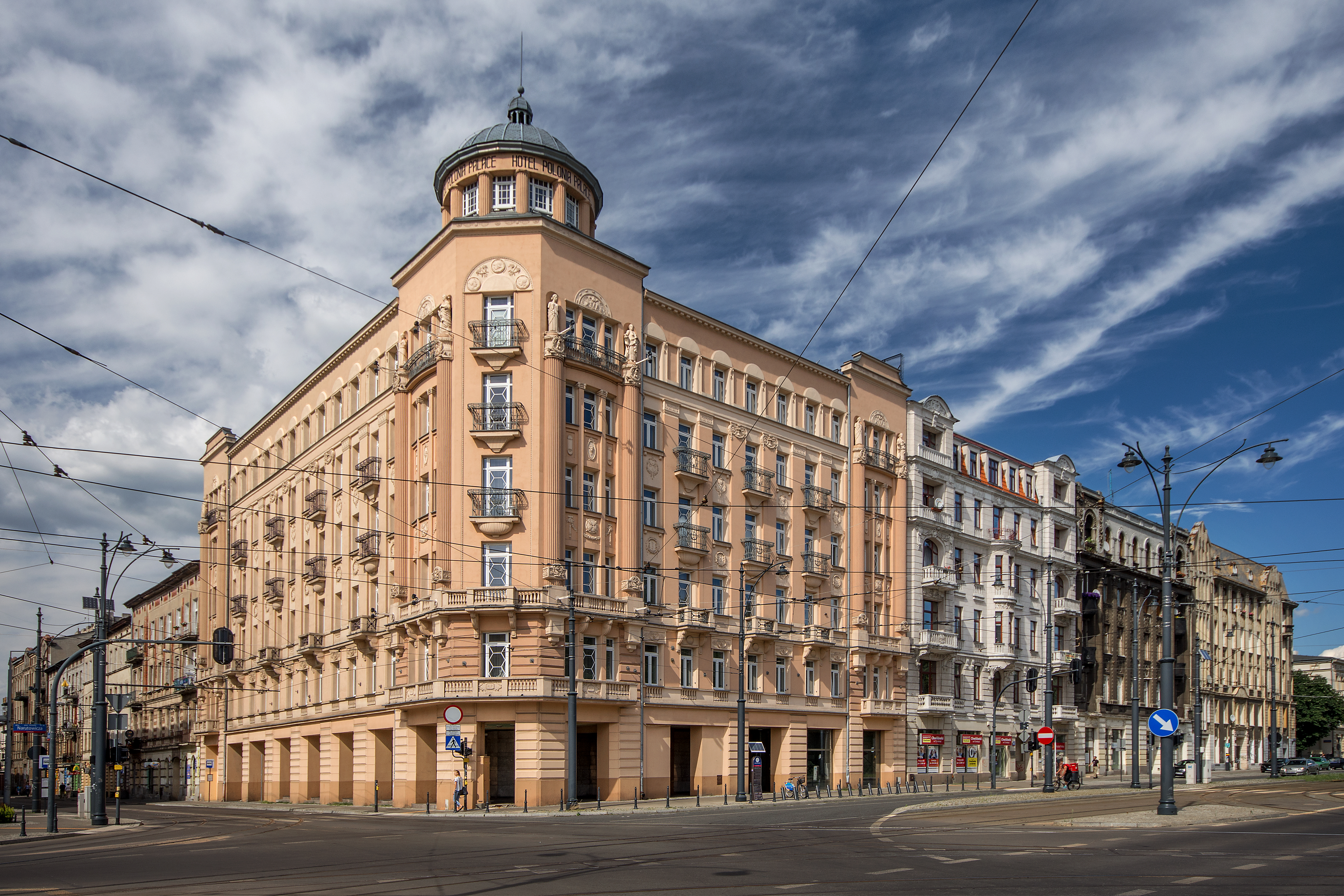
Hotel Polonia Palast, ul. G. Narutowicza 38

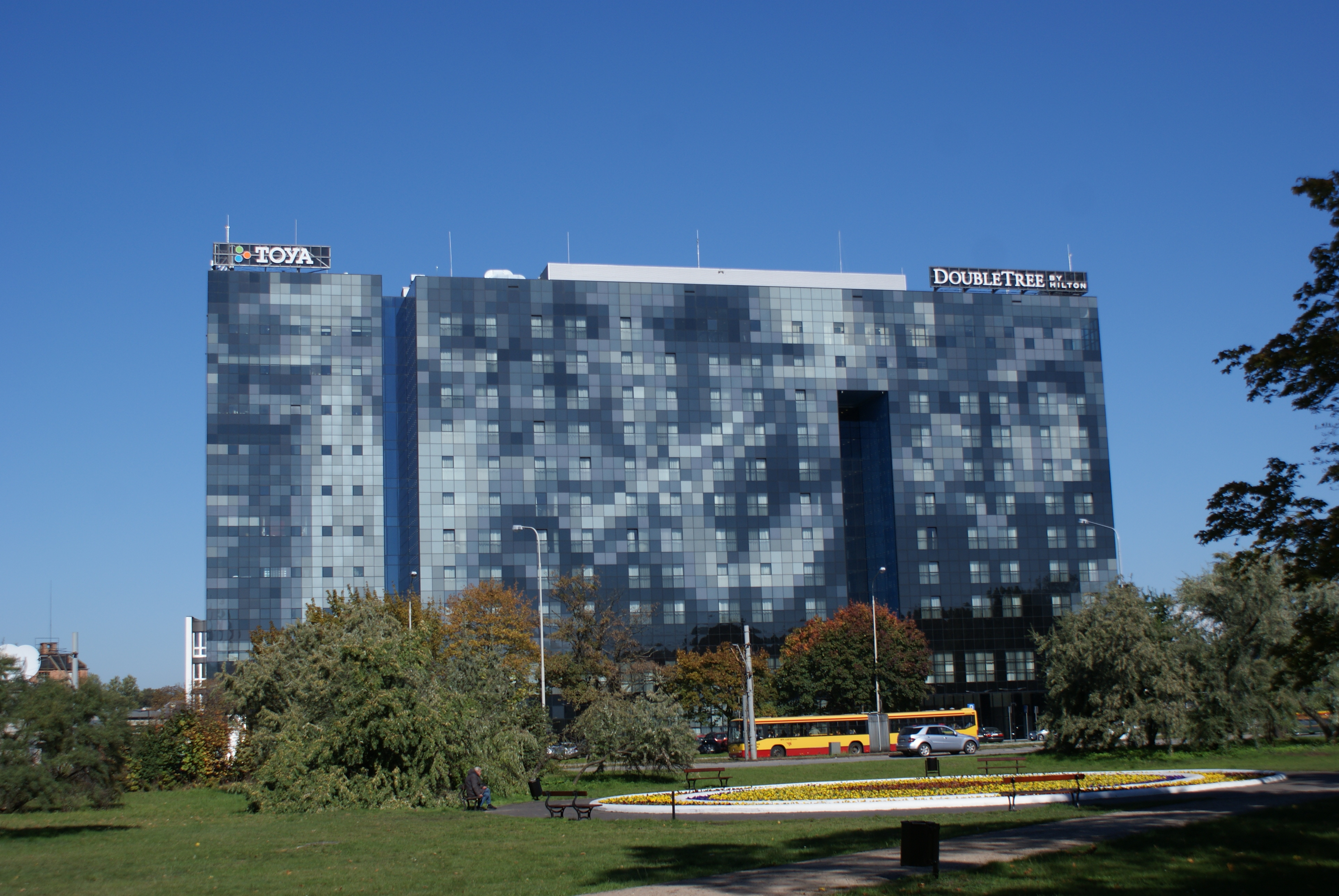
DoubleTree by Hilton

- Hotel Stare Kino Cinema Residence ****
- Ambasador Centrum ****
- andel’s Hotel Łódź ****
- DoubleTree by Hilton Hotel Łódź ****
- Good Time Aparthotel ****
- Hotel PURO Łódź ****
- Holiday Inn ****
- Hotel Ambasador Chojny Łódź ***
- Hotel Borowiecki ***
- Hampton by Hilton Łódź ***
- Hotel Focus ***
- B&B Hotel Łódź Centrum **
- Hotel Boss Łódź *
- Hotel Boutique – business
- Hotel Boutique – komfort
- Campanile Łódź **
- Hotel Eskulap **
- Hotel Ibis Łódź Centrum **
- Hotel Mazowiecki **
- mHotel ***
- Hotel Nikon
- NoBo Hotel ***
- Novotel Łódź ***
- Qubus Hotel Łódź ***
- Hotel Reymont ***
- Hotel Savoy **
- Hotel Tobaco ***

## Gospodarka

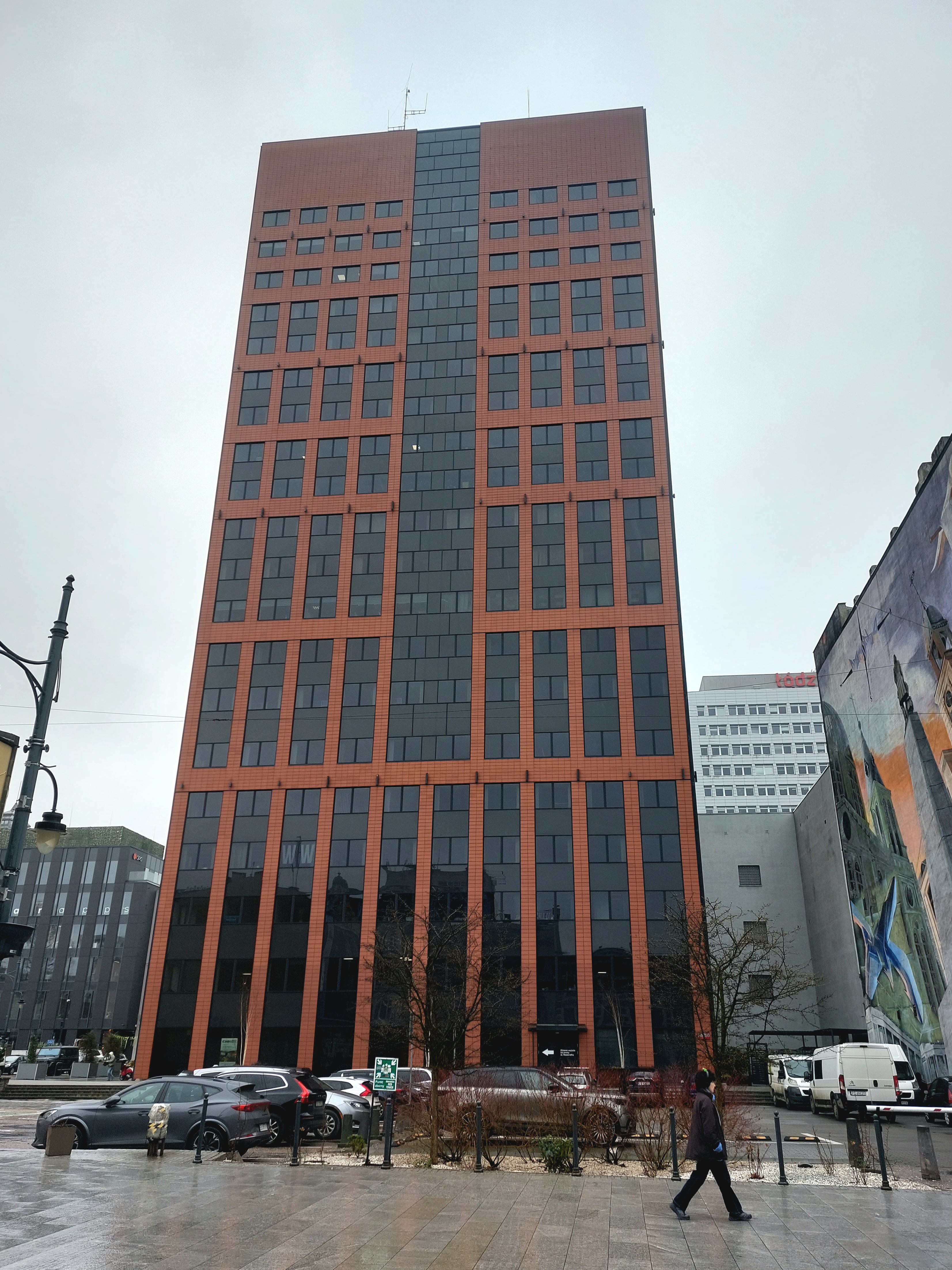
Red Tower – dawna siedziba mBanku w Łodzi

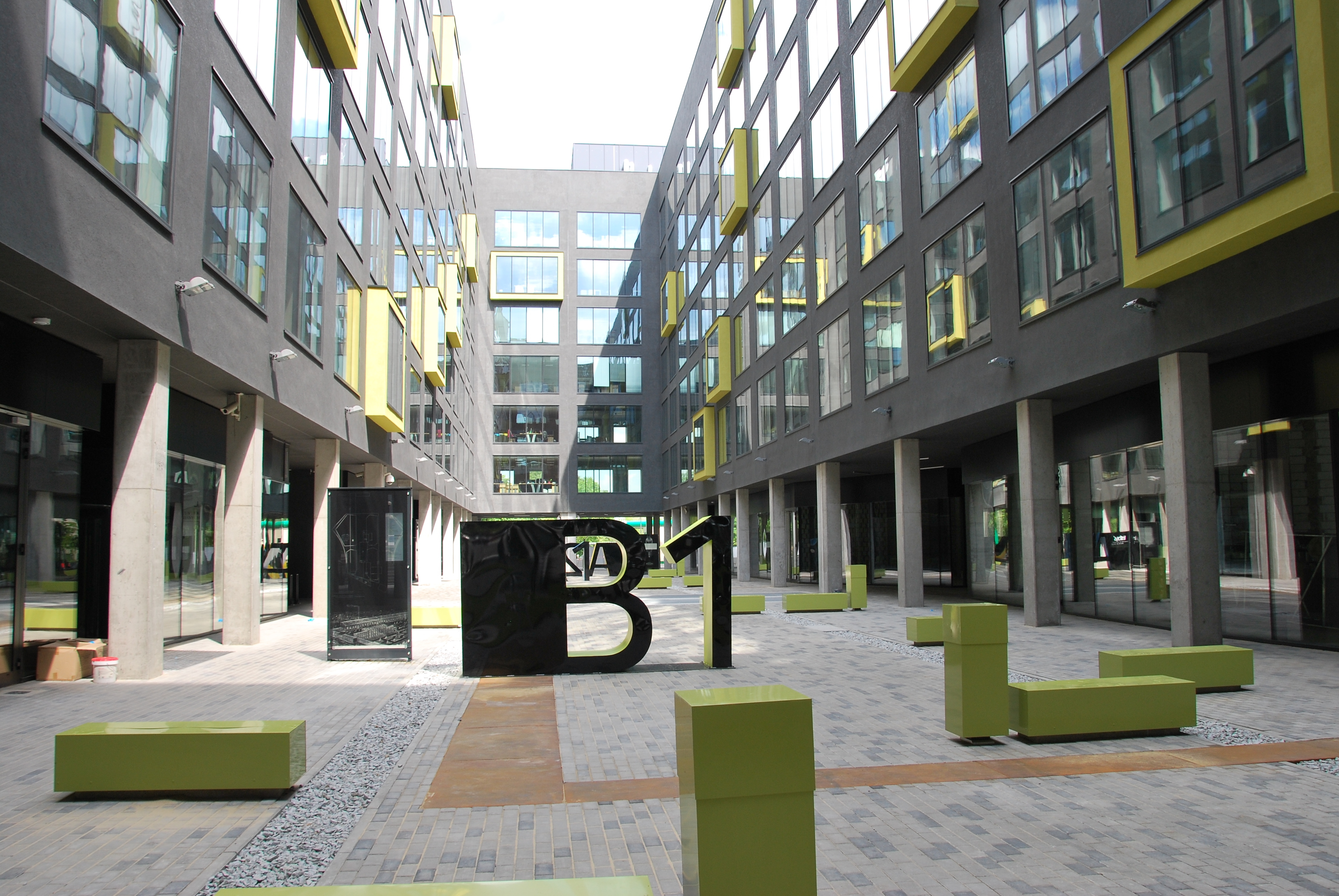
Biurowiec Infosys przy ulicy Pomorskiej

Przemysł włókienniczy, który stworzył potęgę Łodzi, ma coraz mniejsze znaczenie. Z liczących się w tej branży, pozostały m.in. Redan S.A., Monnari i Zakłady Tekstylno-Konfekcyjne Teofilów.
Obecnie szczególne znaczenie dla miasta mają rozwój nowych technologii, infrastruktury oraz pozyskiwanie inwestorów w trzech branżach: centra usług dla zaplecza biznesowego (tzw. BPO – Business Process Outsourcing), logistyka i AGD.
Swoje siedziby w Łodzi mają firmy należące do mBank, centra usług biurowych GE Money Bank i Infosys. W Łodzi powstała i działa Grupa Atlas.
Łódzką domeną stała się produkcja sprzętu AGD. W Łodzi zainwestowali m.in. Merloni Indesit i Bosch/Siemens oraz ich poddostawcy.
W ciągu ostatnich lat w Łodzi zainwestowali też: Gillette (największa na świecie fabryka tej firmy jest w Łodzi), VF Corporation, ABB, Pelion Healthcare Group (wcześniej działająca pod nazwą Polska Grupa Farmaceutyczna), Hutchinson, Ericpol, TP SA czy Comarch. Accenture utworzyło w Łodzi swoje centrum, a bank Citi Handlowy Centrum Operacji. W 2007 roku amerykańska firma informatyczna Dell wybudowała w mieście fabrykę.
Powstały też centra handlowo-rekreacyjne, m.in. „M1”, „Galeria Łódzka”, „Nowa Sukcesja” i „Manufaktura” (zajmująca powierzchnię 27 ha). W marcu 2010 roku otwarto centrum handlowe „Port Łódź”, którego głównym najemcą jest IKEA. „Manufaktura” i „Port Łódź” należą do największych centrów handlowych w Polsce.
- Łódzka Specjalna Strefa Ekonomiczna
- Łódzki Okręg Przemysłowy

## Transport

Docelowy układ dróg wokół Łodzi

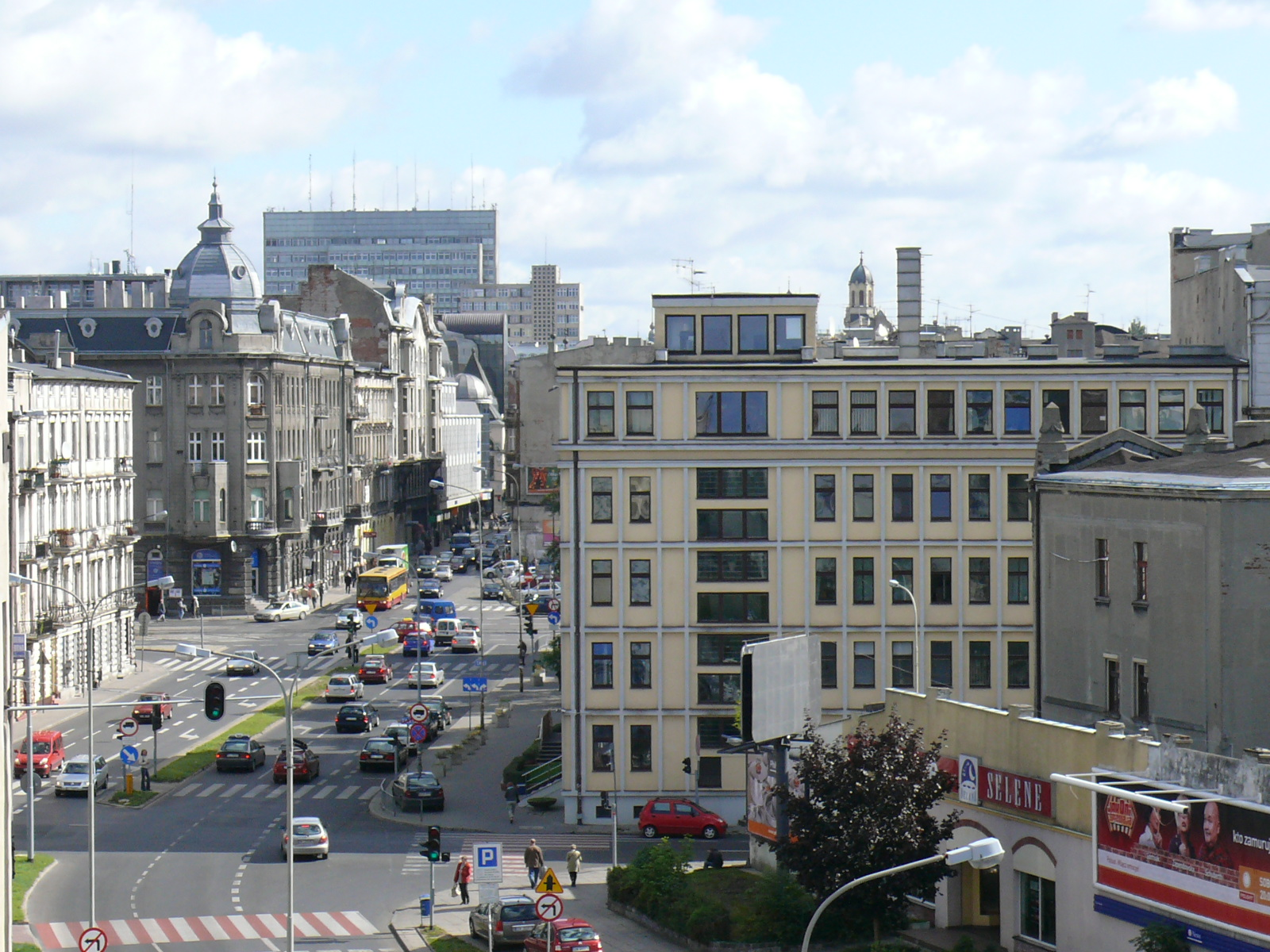
Ul. Andrzeja Struga; na pierwszym planie skrzyżowanie z ul. Wólczańską, w głębi skrzyżowanie z al. Kościuszki

### Transport drogowy
Łódź stanowi węzeł komunikacyjny. Przez miasto i w jego pobliżu przebiegają autostrady, drogi ekspresowe i drogi krajowe:
- A1: Gdańsk – Toruń – Łódź – Częstochowa – GOP – Rybnik – granica państwa (Gorzyczki)
- A2: granica państwa (Świecko) – Poznań – Konin – Łódź – Warszawa – Mińsk Mazowiecki
- S8: Wrocław – Łódź – Warszawa – Białystok
- S14: Pabianice – Konstantynów Łódzki – Aleksandrów Łódzki – Zgierz
- DK14: Łowicz – Stryków – Łódź – Zduńska Wola – Sieradz – Złoczew – Walichnowy
- DK72: Konin – Turek – Poddębice – Łódź – Brzeziny – Rawa Mazowiecka
- DK91: Gdańsk – Toruń – Łódź – Piotrków Trybunalski – Częstochowa – Podwarpie

W 2024 roku Łódź uplasowała się na 6. miejscu w Rankingu Miast Przyjaznych Kierowcom, opracowanym przez firmy Oponeo.pl i Yanosik. Mimo poprawy pozycji względem poprzedniej edycji, miasto wciąż boryka się z wyzwaniami, takimi jak korki, niska średnia prędkość jazdy oraz ograniczona liczba stacji ładowania pojazdów elektrycznych. Na plus oceniono jednak dostępność i koszty stref płatnego parkowania, a także stosunkowo niskie ceny paliw.
Dworce autobusowe
- Dworzec Autobusowy Centralny (nieistniejący, obecnie zastępuje go dworzec kolejowo-autobusowy Łódź Fabryczna)
- Dworzec Autobusowy Łódź Kaliska
- Dworzec Autobusowy Północny

### Transport kolejowy
Pierwszą „łódzką” stacją były Rokiciny na Drodze Żelaznej Warszawsko-Wiedeńskiej otwarte w 1846 roku. Była to najbliższa stacja kolejowa w okolicach Łodzi. Komunikację z oddalonymi o 30 km Rokicinami zapewniały wozy konne. Na terenie miasta pociągi pojawiły się w 1866 roku, na tak zwanej linii fabryczno-łódzkiej – odnodze Drogi Żelaznej Warszawsko-Wiedeńskiej od stacji w Koluszkach. W Łodzi znajduje się 19 stacji i przystanków kolejowych. Jedynym łódzkim dworcem czołowym jest Łódź Fabryczna, pozostałe to przelotowo-czołowe lub przelotowe. Od 16 października 2011 roku do 11 grudnia 2016 roku dworzec Łódź Fabryczna, w związku z przebudową na stację podziemną, był zamknięty.
Stacje i przystanki kolejowe

- Łódź Fabryczna
- Łódź Kaliska
- Łódź Widzew
- Łódź Żabieniec
- Łódź Chojny
- Łódź Lublinek
- Łódź Andrzejów
- Łódź Andrzejów Szosa
- Łódź Arturówek
- Łódź Dąbrowa
- Łódź Marysin
- Łódź Niciarniana
- Łódź Olechów
- Łódź Olechów Wiadukt
- Łódź Olechów Wschód
- Łódź Olechów Zachód
- Łódź Pabianicka
- Łódź Radogoszcz Wschód
- Łódź Radogoszcz Zachód
- Łódź Retkinia
- Łódź Stoki
- Łódź Warszawska
- Łódź Zarzew

Na terenie województwa łódzkiego działa Łódzka Kolej Aglomeracyjna (ŁKA). Przewoźnik rozpoczął swoją działalność w 2014 r. Linie ŁKA są obsługiwane przez składy typu Flirt 3 i Newag Impuls.

### Transport miejski

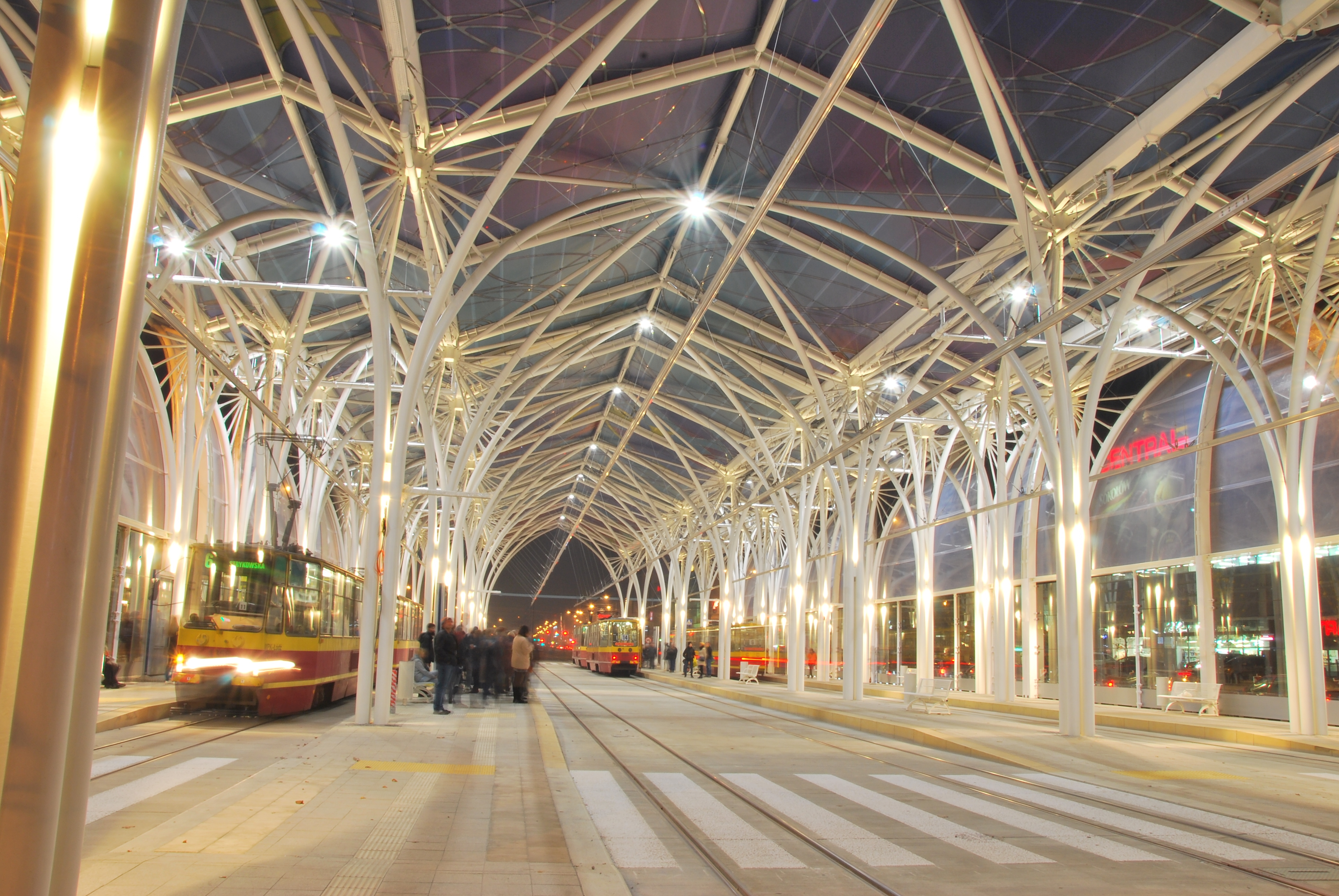
Dworzec Tramwajowy Centrum

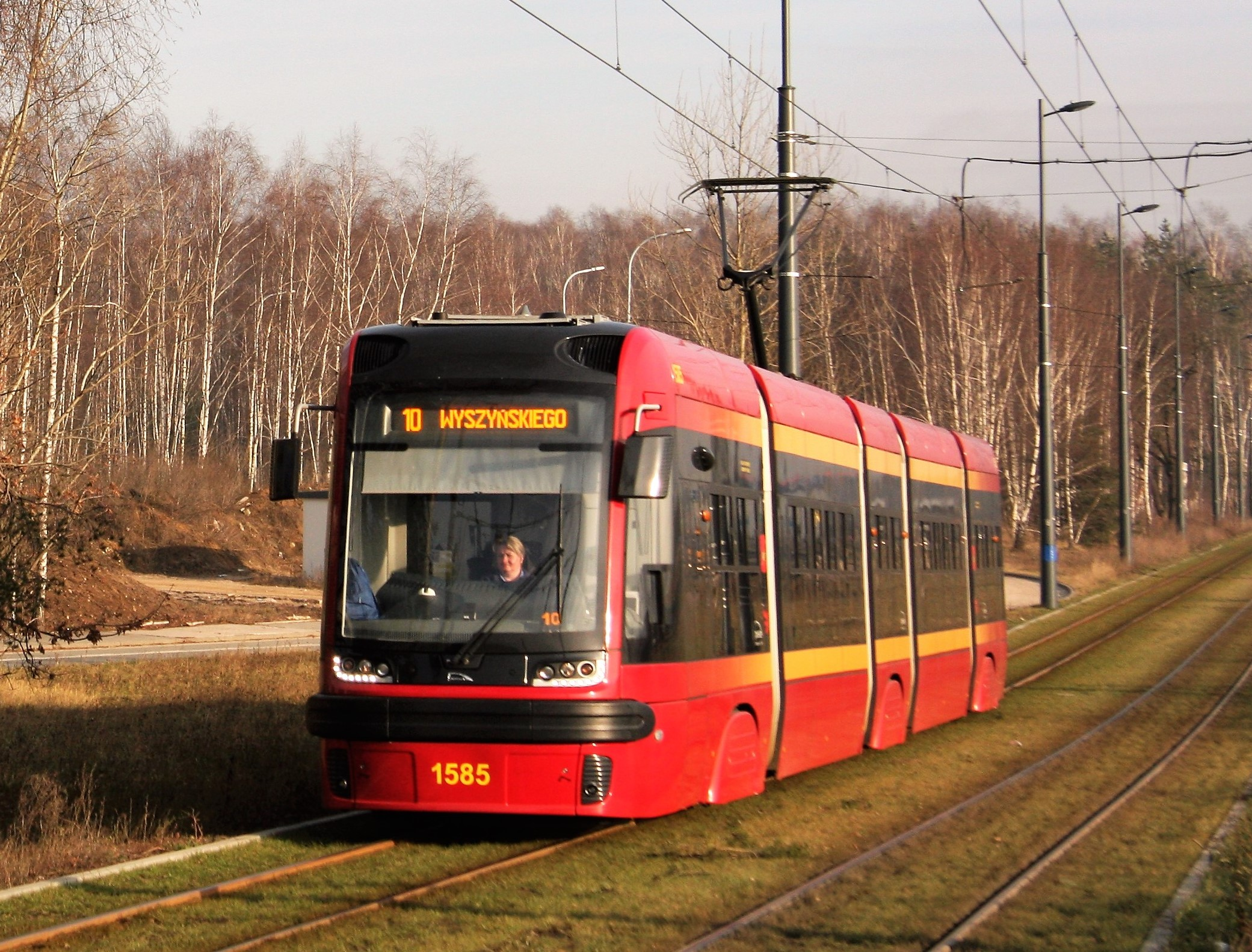
Pesa 122NaL

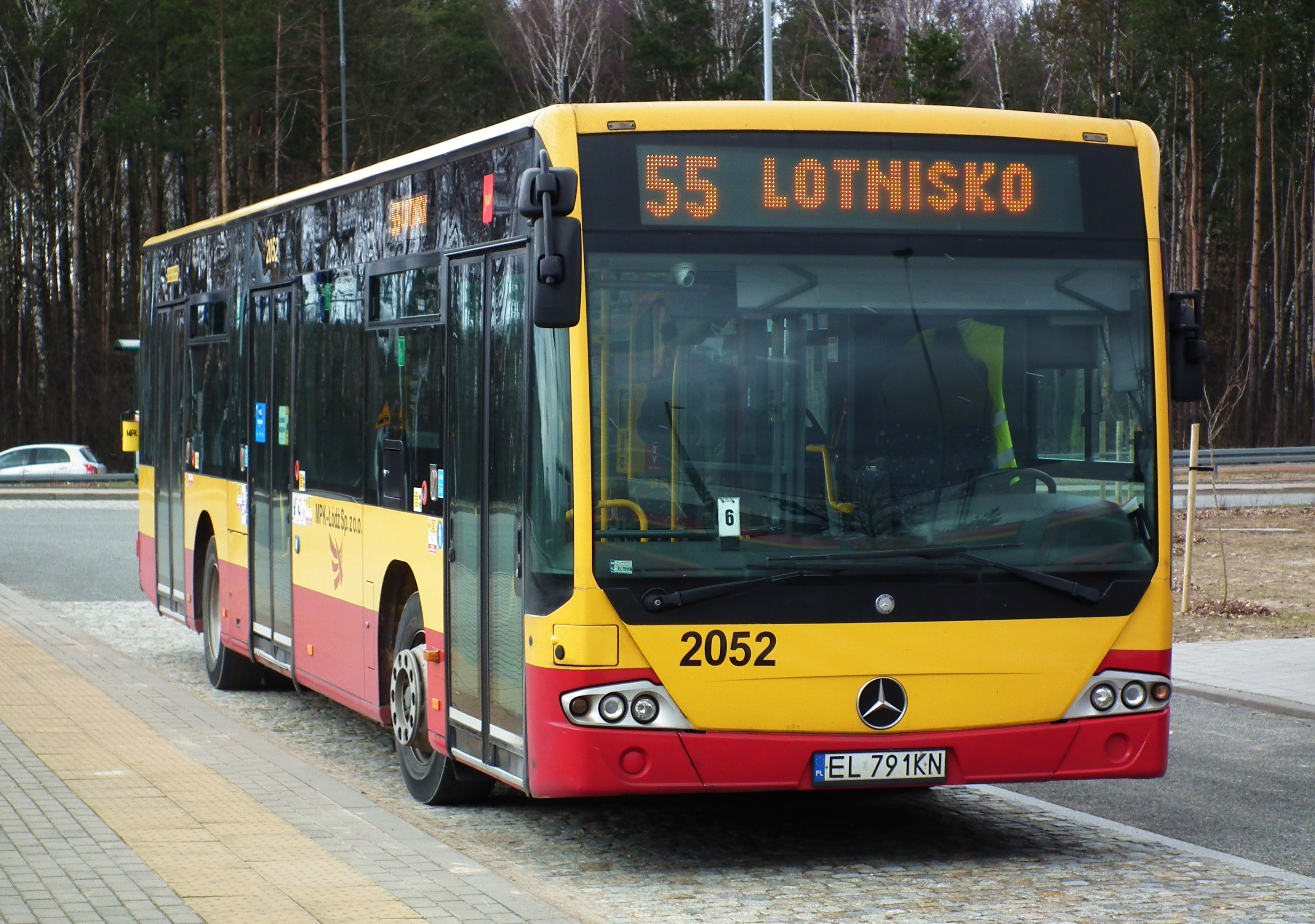
Mercedes Conecto LF

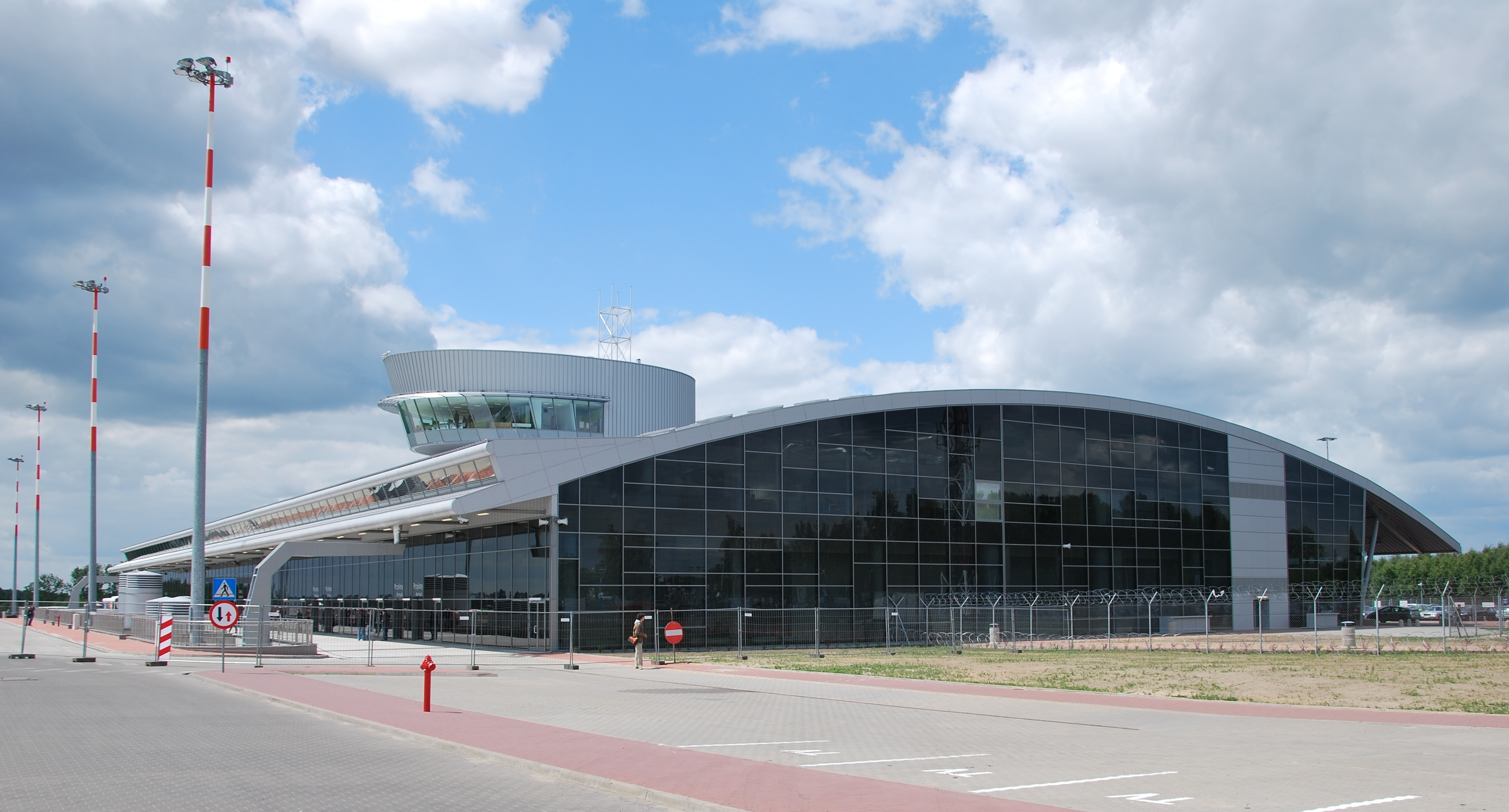
Terminal I lotniska Łódź-Lublinek (rok 2012)

Głównym przewoźnikiem komunikacji miejskiej w Łodzi jest MPK Łódź Sp. z o.o. Jednak część linii jest obsługiwana przez ZPK Markab i BP Tour.
Podstawą komunikacji miejskiej jest 58 linii autobusowych (w tym 7 nocnych) i 19 linii tramwajowych (w tym 3 podmiejskie). Tabor autobusowy jest w 100% niskopodłogowy, w dodatku relatywnie nowy – w zasadzie co roku dochodzi do wymiany części pojazdów co sprawia, że autobusy jeżdżące w barwach MPK Łódź są jednymi z najmłodszych w Polsce (średni wiek wszystkich pojazdów to ca. 7 lat). Coraz większy procent autobusów wyposażonych jest w klimatyzację. Po ulicach Łodzi jeżdżą niskopodłogowe tramwaje typu Bombardier Cityrunner, Pesa Tramicus 122N Pesa Swing 122NaL Duewag NF6D i Moderus Gamma.Większość taboru tramwajowego stanowią pojazdy Konstal 805Na, z których część przeszła modernizację w Zakładzie Techniki MPK-Łódź (najświeższy projekt i wzór wagonu zaprezentowano w czerwcu 2011 roku).
Łódzkie tramwaje należą do najstarszych w Polsce. W momencie ich uruchomienia 23 grudnia 1898 r. były pierwszymi elektrycznymi na obszarze zaboru rosyjskiego i dziesiątymi na obszarze całego Cesarstwa Rosyjskiego. W Łodzi nigdy nie kursowały tramwaje konne, choć były takie plany.
Od 1 lipca 2008 roku kursuje Łódzki Tramwaj Regionalny (na osi północ-południe), który działa w granicach miasta, a docelowo miał połączyć Zgierz, Łódź i Pabianice. Ze względów finansowych sąsiednie gminy wycofały się z inwestycji. Całkowity jej koszt może przekroczyć 265 mln zł – połowę tej sumy wyłożył Europejski Fundusz Rozwoju Regionalnego, jednak nadal pozostałe koszty okazały się zbyt duże dla budżetów Zgierza, Pabianic i gminy Ksawerów. Drugą osią jest Trasa W-Z (wschód-zachód). Punktem przesiadkowym dla obu ciągów tramwajowych jest Dworzec Tramwajowy Centrum.

### Transport lotniczy
Miasto posiada lotnisko międzynarodowe – port lotniczy Łódź-Lublinek im. Władysława Reymonta.
W 1991 przy ul. Rzgowskiej oddano do użytku sanitarne pierwsze lądowisko przy szpitalu Centrum Zdrowia Matki Polki, w 2008 przy ul. Pabianickiej lądowisko przy szpitalu im. Mikołaja Kopernika, a w 2020 drugie lądowisko przy szpitalu Centrum Zdrowia Matki Polki.

### Drogi i szlaki rowerowe
Długość dróg rowerowych w Łodzi wynosi około 190 km, a długość ścieżek dla rowerzystów na terenach parków i w lasach miejskich około 14 km (1 stycznia 2019). Przez obszar miasta przebiegają trasy ośmiu szlaków rowerowych, m.in. szlaku po Parku Krajobrazowym Wzniesień Łódzkich i Łódzkiej Magistrali Rowerowej.

## Bezpieczeństwo publiczne

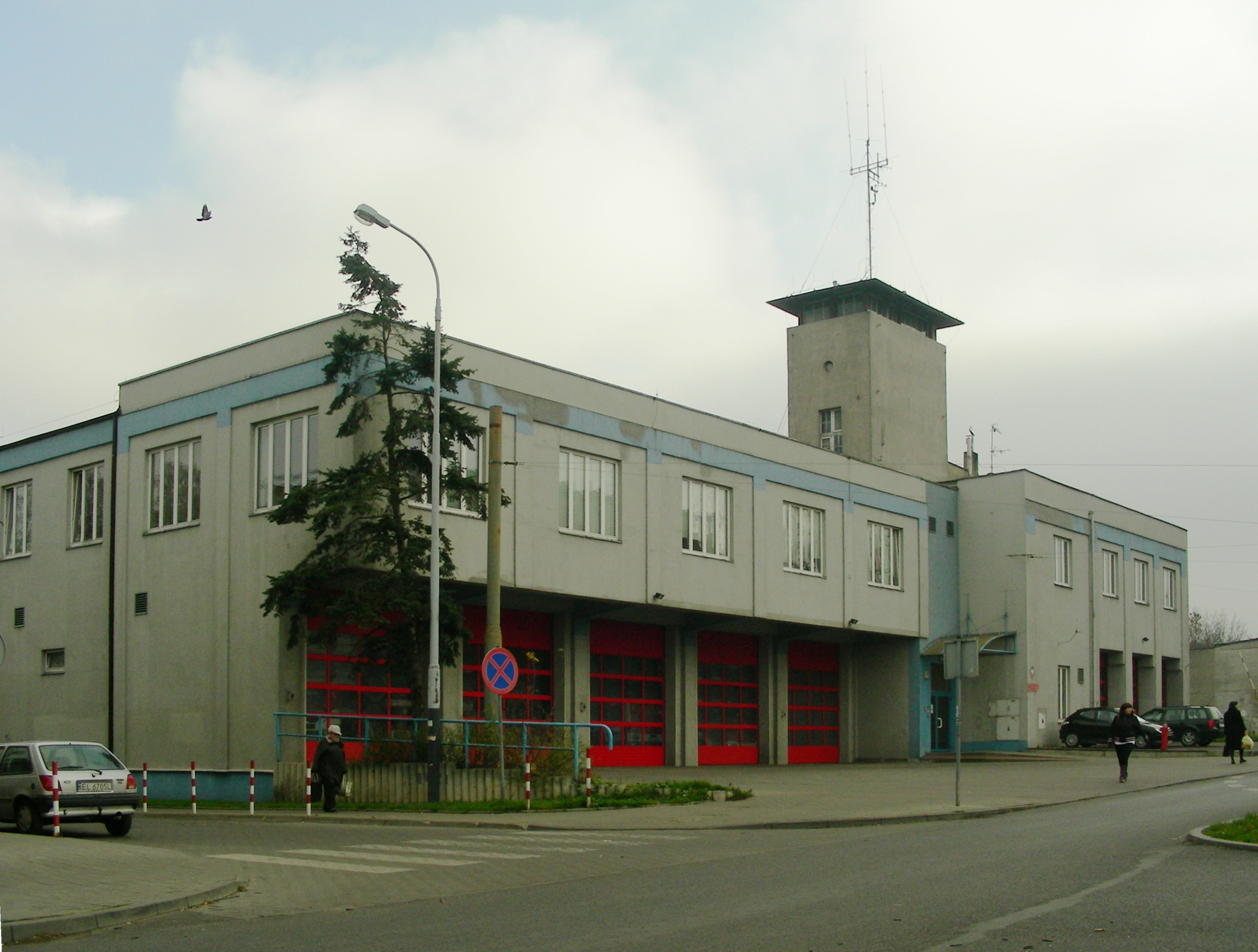
Jednostka Ratowniczo-Gaśnicza nr 1 i Komenda Miejska Państwowej Straży Pożarnej w Łodzi

W Łodzi znajduje się centrum powiadamiania ratunkowego, które obsługuje zgłoszenia alarmowe kierowane do numerów alarmowych 112, 997, 998 i 999.

### Opieka zdrowotna

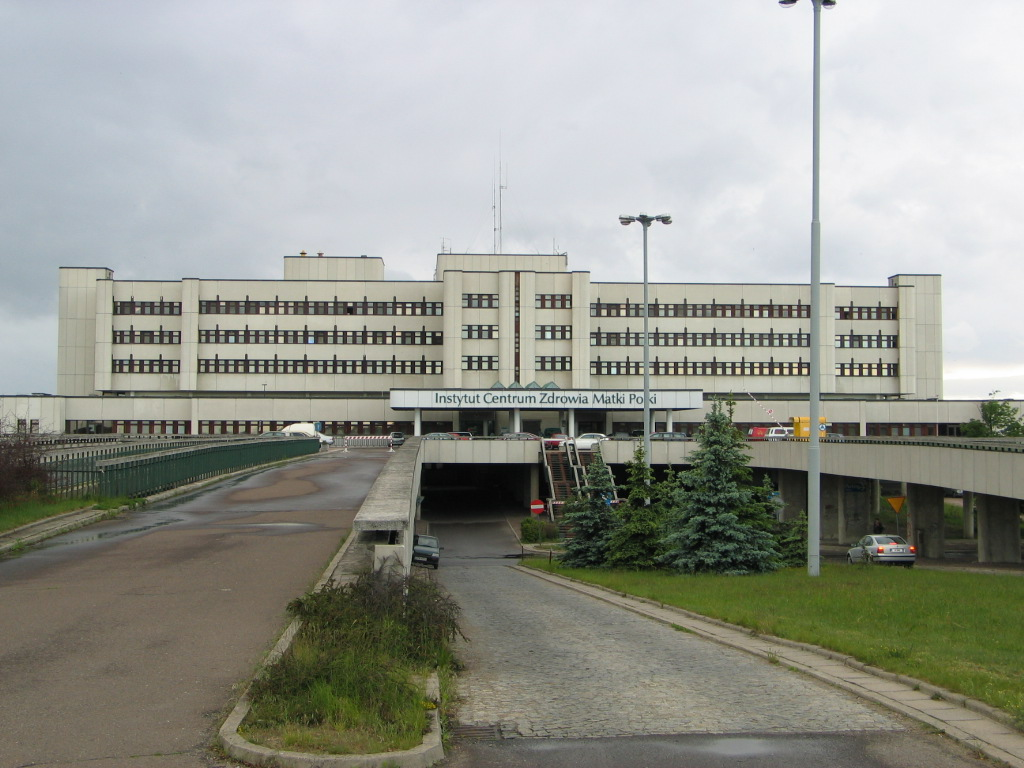
Instytut „Centrum Zdrowia Matki Polki”, ul. Rzgowska 281/289

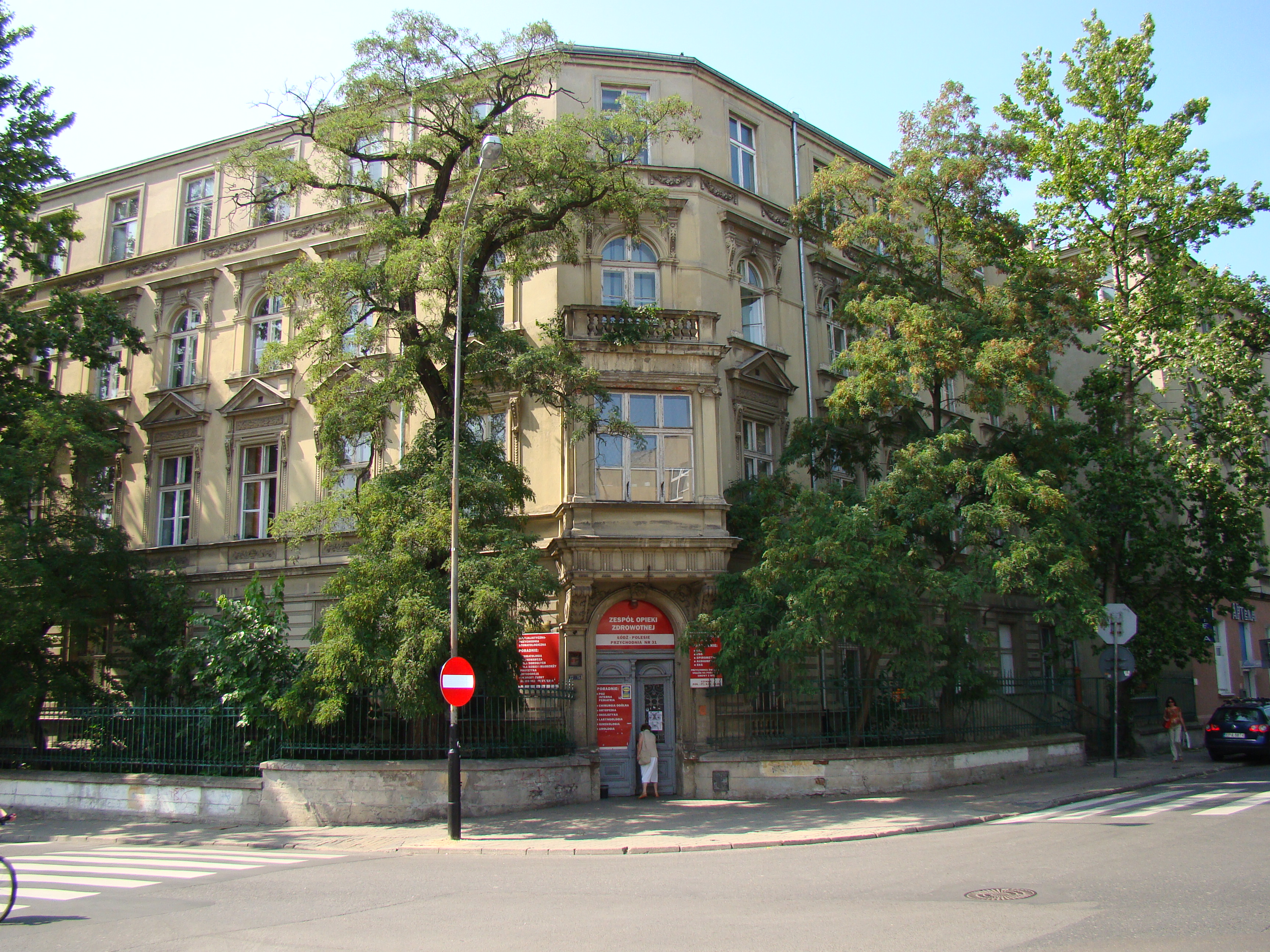
Przychodnia zdrowia
przy ul. Curie-Skłodowskiej
(dawn. Szpital Betlejem)

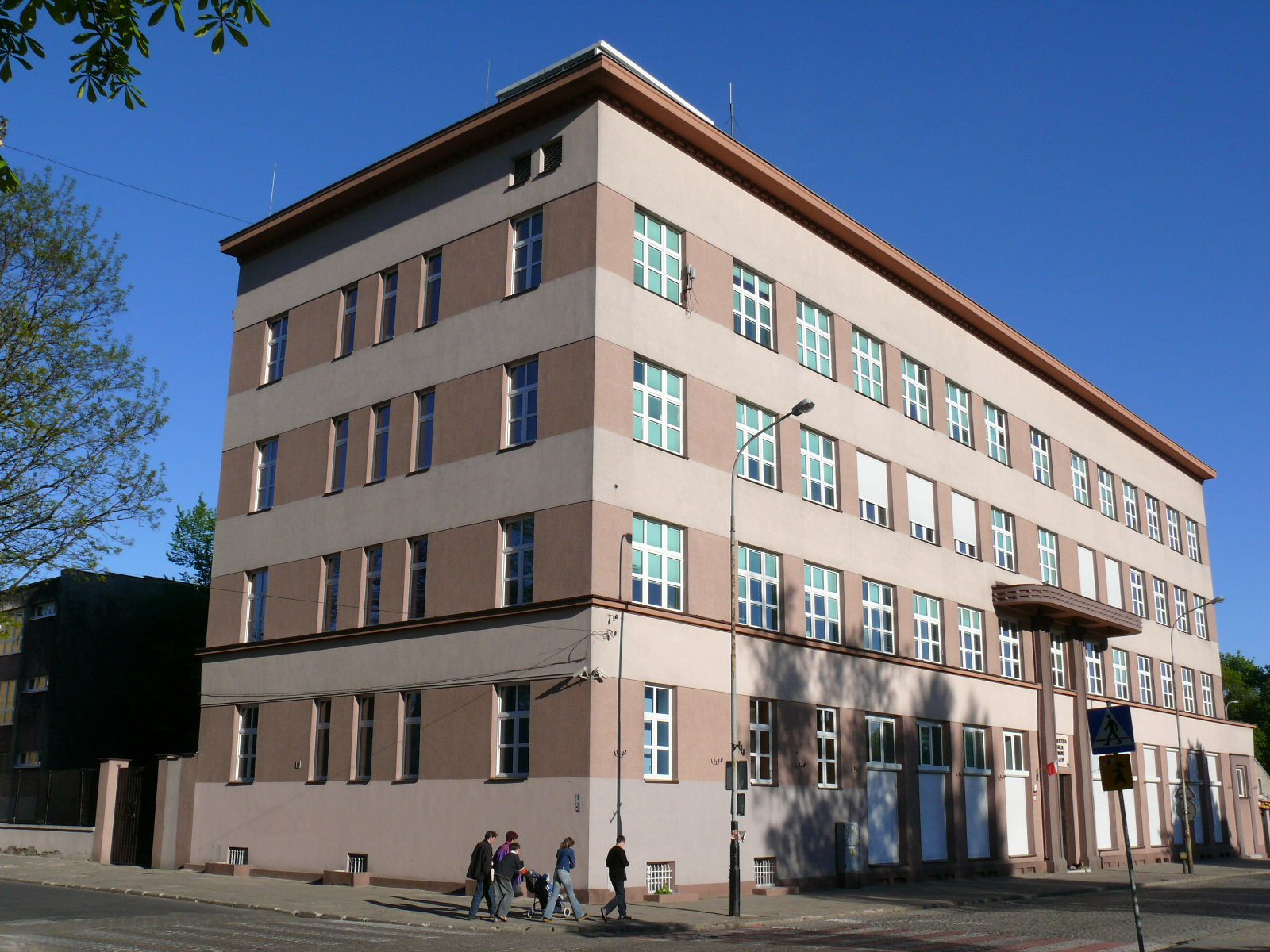
Wojewódzka Stacja Sanitarno-Epidemiologiczna przy ul. Wodnej

Łódź jest jednym z większych ośrodków medycznych w Polsce. Posiada szpitale i kliniki o znaczeniu krajowym (w tym Instytut Centrum Zdrowia Matki Polki oraz kierowany przez UM Centralny Szpital Weteranów) oraz znaczną liczbę państwowych i prywatnych przychodni i ośrodków zdrowia.
Wykaz szpitali państwowych i publicznych (2015):
- Instytut „Centrum Zdrowia Matki Polki”, ul. Rzgowska 281/289
  - Szpital Ginekologiczno-Położniczy
  - Szpital Pediatryczny
- Instytut Medycyny Pracy imienia prof. dra med. Jerzego Nofera w Łodzi, ul. św. Teresy od Dzieciątka Jezus 8
  - Szpital Instytutu Medycyny Pracy
- Szpital MSWiA, ul. Północna 42
- Centralny Szpital Kliniczny Uniwersytetu Medycznego w Łodzi, ul. Czechosłowacka 8/10
  - Instytut Stomatologii (d. Uniwersytecki Szpital Kliniczny nr 6), ul. Pomorska 251
- Uniwersytecki Szpital Kliniczny Nr 1 im. Norberta Barlickiego, ul. Kopcińskiego 22
- Uniwersytecki Szpital Kliniczny nr 2 im. WAM w Łodzi – Centralny Szpital Weteranów, ul. Żeromskiego 113
  - Szpital Kliniczny im. gen. dyw. B. Szareckiego (d. Uniwersytecki Szpital Kliniczny nr 5 im. gen. dyw. Szareckiego), pl. Hallera 1
  - Szpital Kliniczny im. dr. Seweryna Sterlinga (d. Uniwersytecki Szpital Kliniczny nr 3 im. dr. Sterlinga), ul. Sterlinga 1/3
- Uniwersyteckie Centrum Pediatrii im. Marii Konopnickiej (d. Uniwersytecki Szpital Kliniczny Nr 4 im. Marii Konopnickiej), ul. bł. Anastazego Pankiewicza 16
- Wojewódzki Specjalistyczny Szpital im. dr. Władysława Biegańskiego, ul. Kniaziewicza 1/5
- Wojewódzki Specjalistyczny Szpital im. Mikołaja Pirogowa, ul. Wólczańska 195
  - ul. Wileńska 37 (dawny szpital im. Maurycego Madurowicza)
- Wojewódzkie Wielospecjalistyczne Centrum Onkologii i Traumatologii im. Mikołaja Kopernika, ul. Pabianicka 62
  - Ośrodek Pediatryczny im. Janusza Korczaka, al. Piłsudskiego 71
  - Regionalny Ośrodek Onkologiczny, ul. Paderewskiego 4
- Specjalistyczny Psychiatryczny Zespół Opieki Zdrowotnej, ul. Aleksandrowska 159
- Wojewódzki Zespół Zakładów Opieki Zdrowotnej Centrum Leczenia Chorób Płuc i Rehabilitacji w Łodzi, ul. Okólna 181 (zob. Las Łagiewnicki)
- Wojewódzkie Centrum Ortopedii i Rehabilitacji Narządu Ruchu im. dr. Z. Radlińskiego, ul. Drewnowska 75 – działające od 2014 w strukturach Centralnego Szpitala Klinicznego Uniwersytetu Medycznego w Łodzi
- I Szpital Miejski im. dr. Emanuela Sonnenberga, ul. Pieniny 30 – włączony w strukturę USK nr 2 im. WAM w Łodzi
- Uniwersyteckie Centrum Ginekologiczno-Położnicze im. dr. Ludwika Rydygiera w Łodzi (dawn. II Szpital Miejski im. dr. Ludwika Rydygiera), ul. Sterlinga 13
- Miejskie Centrum Medyczne im. dr. Karola Jonschera w Łodzi, ul. Milionowa 14
  - ul. Przyrodnicza 7/9 dawny IV Szpital Miejski im. dr. Henryka Jordana w Łodzi
- ZOZ dla Szkół Wyższych PaLMA, ul. Lumumby 14

## Kultura

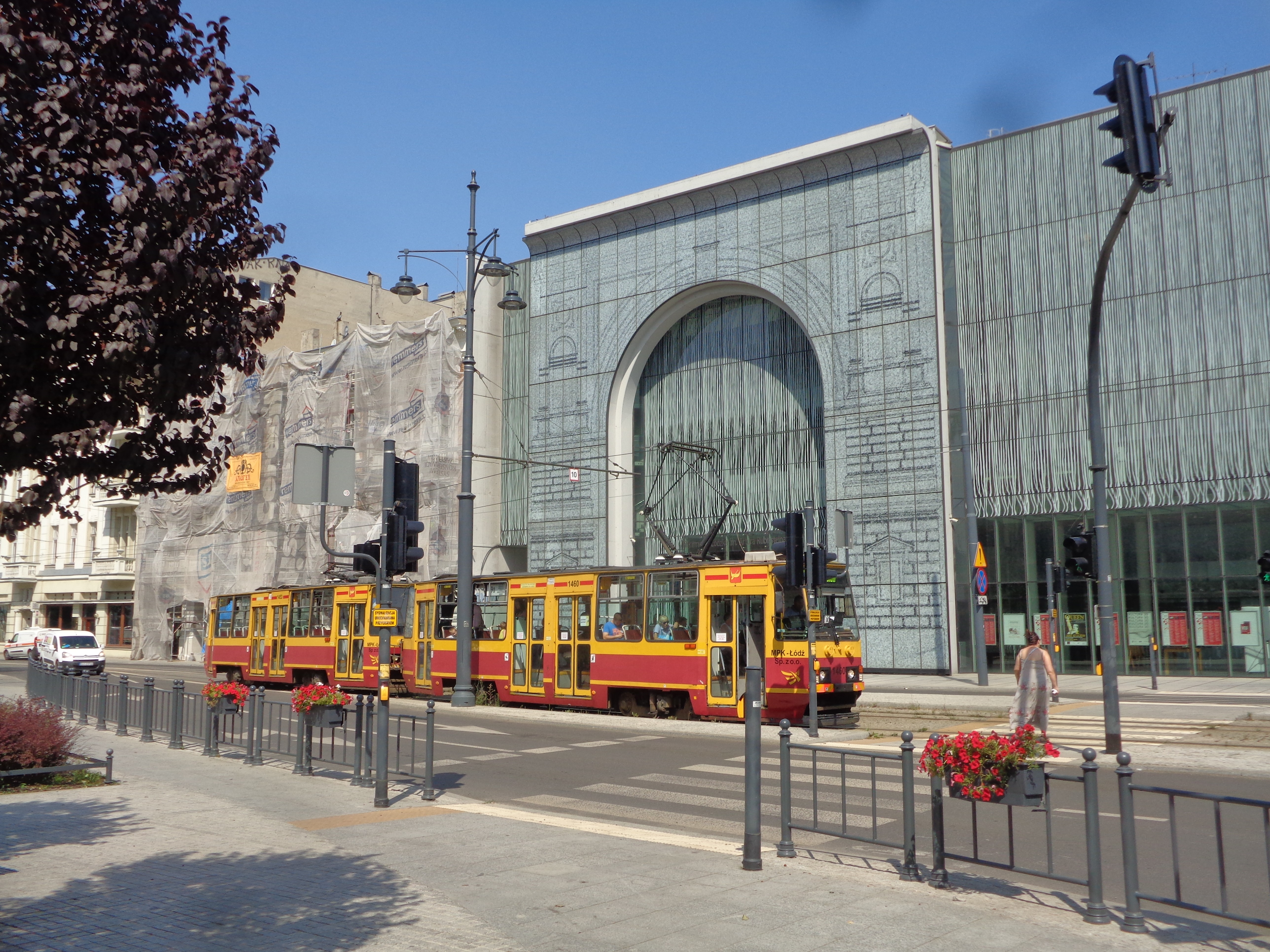
Filharmonia Łódzka, ul. G. Narutowicza 20

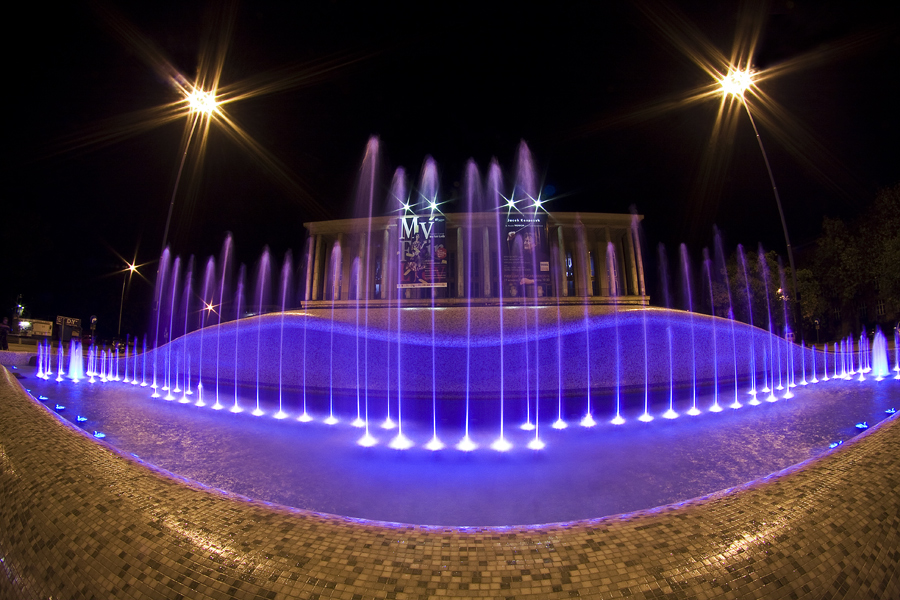
Fontanna na pl. Dąbrowskiego

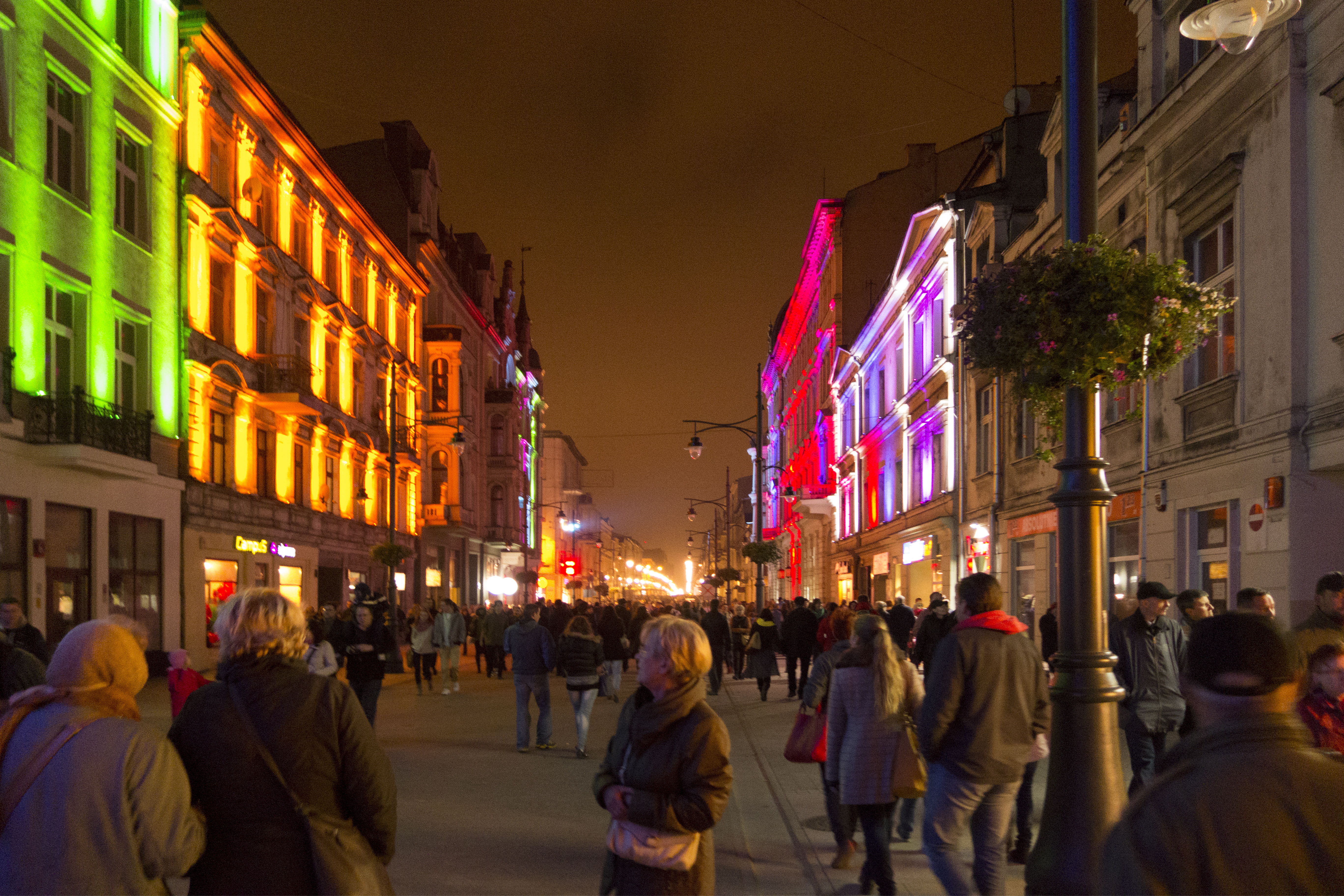
Ulica Piotrkowska w czasie festiwalu kinetycznej sztuki światła „Light Move Festival”

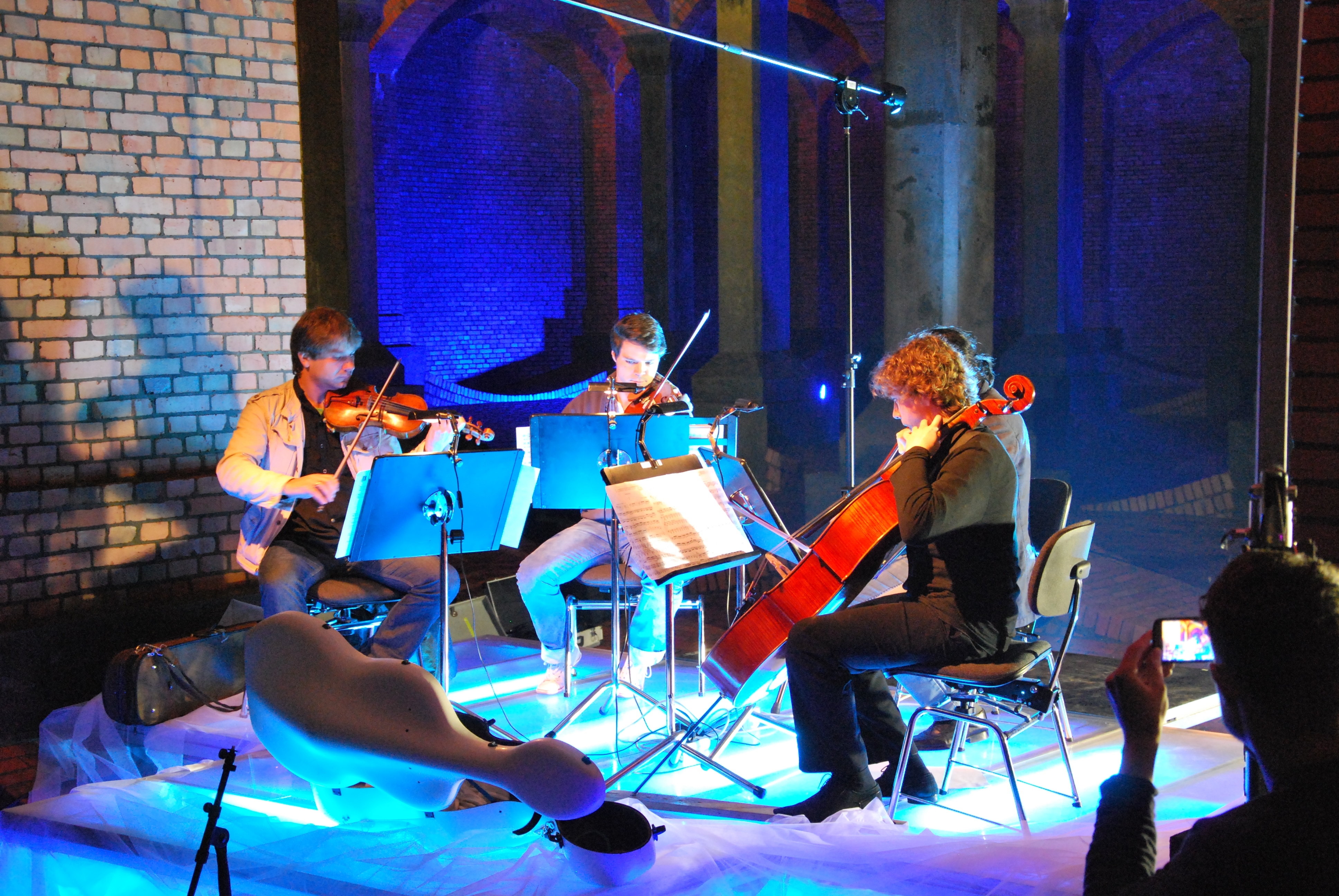
Koncert w „podziemnej katedrze” – „Festiwal Łódź Czterech Kultur”

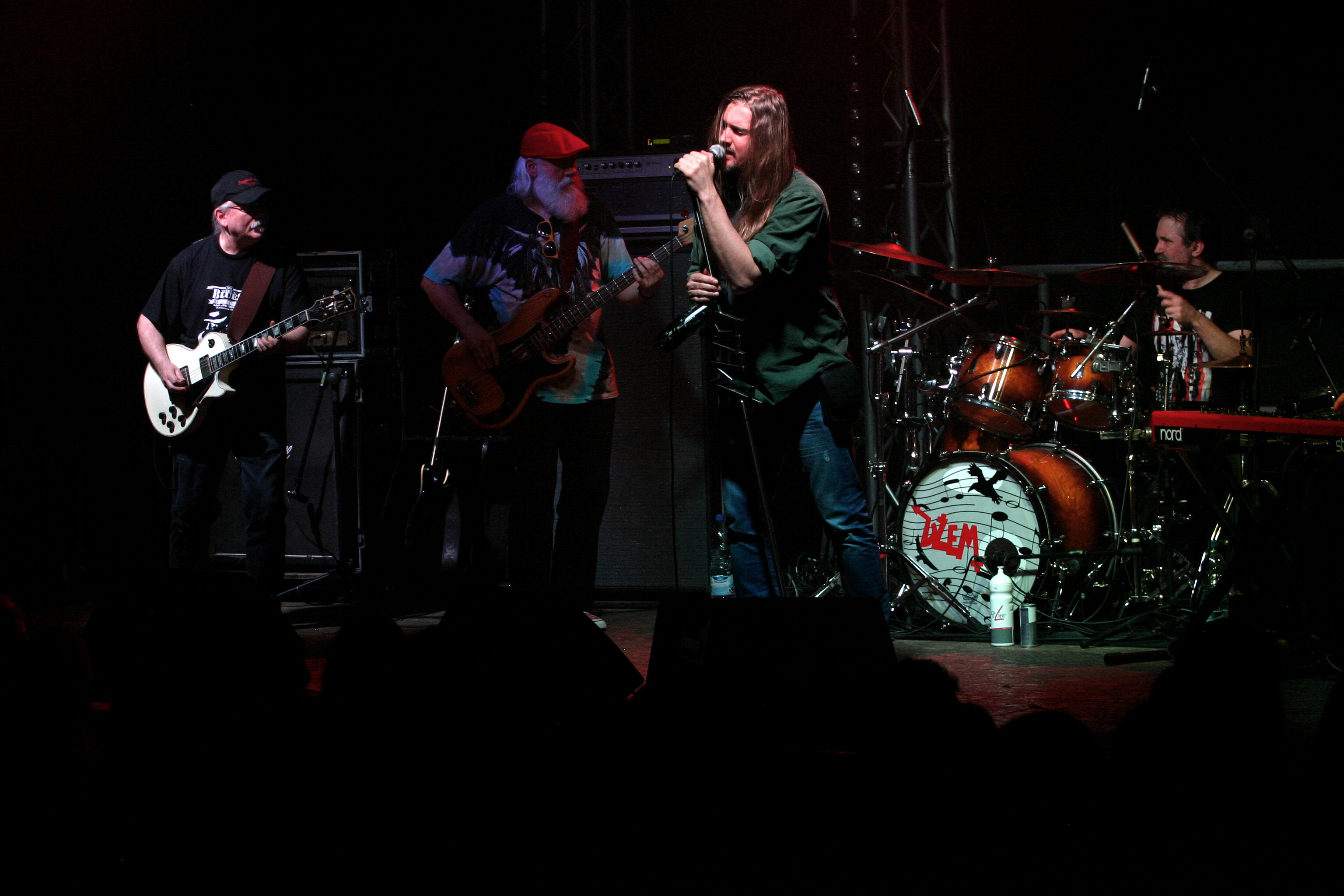
Zespół Dżem podczas koncertu w łódzkim klubie muzycznym „Dekompresja”

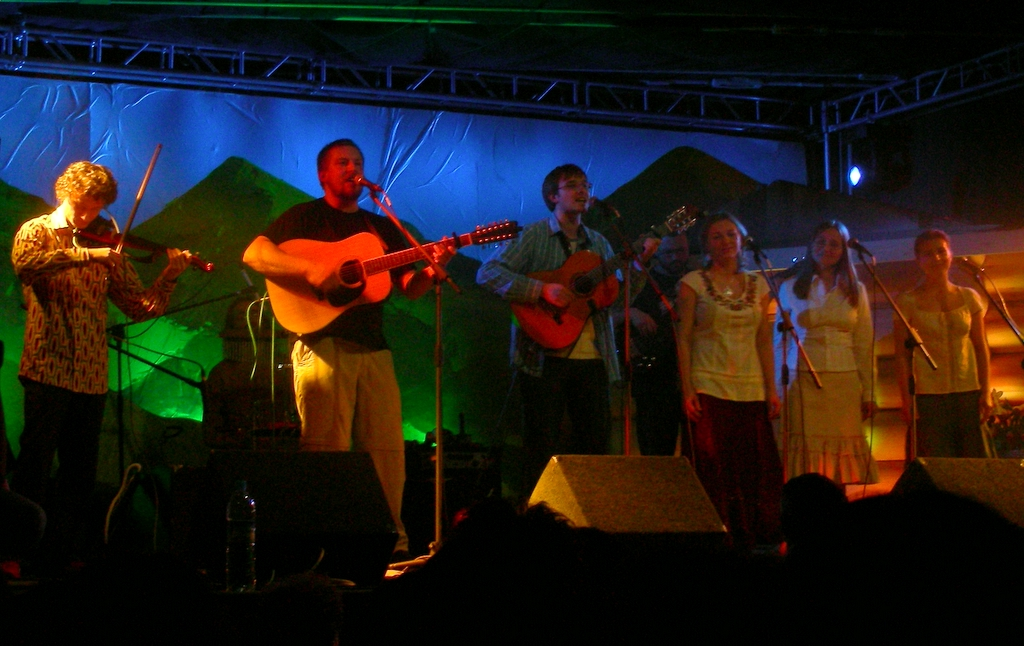
Koncert podczas festiwalu Yapa

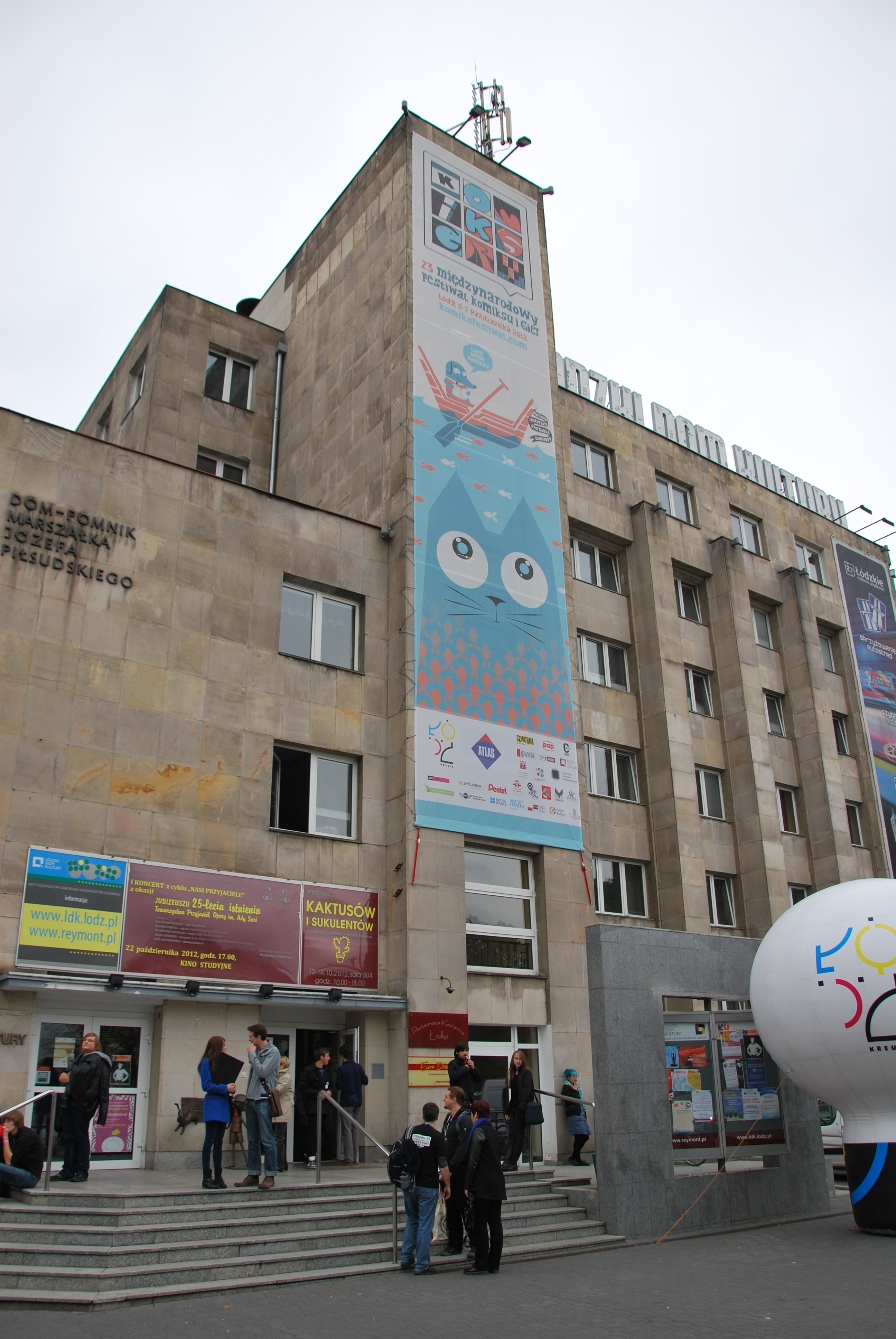
Międzynarodowy Festiwal Komiksu i Gier w Łódzkim Domu Kultury

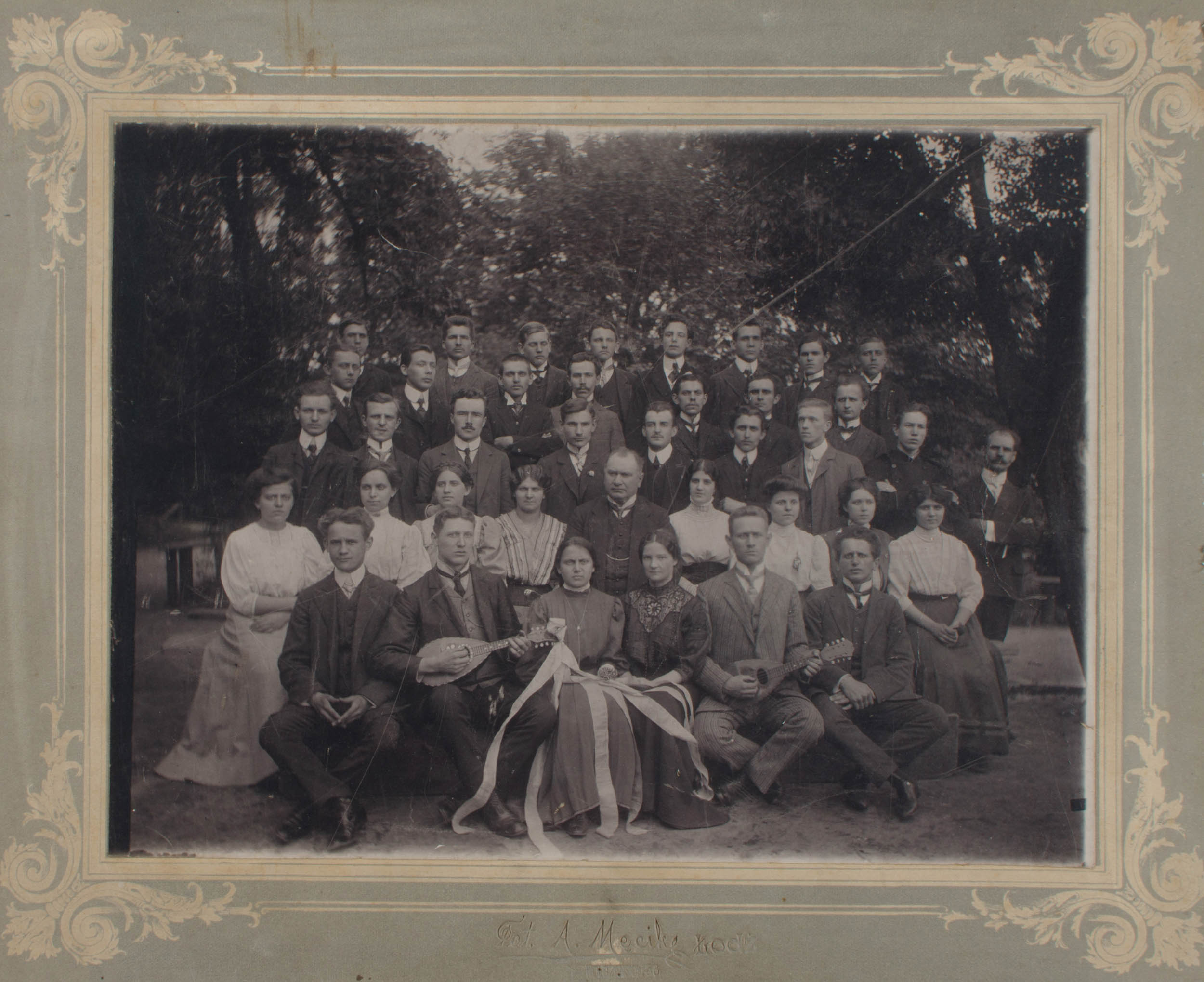
Członkowie Stowarzyszenia Śpiewaczego „Echo”

Łódź to również ośrodek kulturalny, pełen różnego rodzaju imprez muzycznych, teatralnych, literackich, plastycznych i filmowych. Tu rokrocznie odbywa się kilkadziesiąt festiwali i przeglądów (m.in. Explorers Festiwal czy Festiwal Nauki, Techniki i Sztuki).
W mieście funkcjonuje 20 placówek muzealnych, z unikalnym w Europie Centralnym Muzeum Włókiennictwa, oraz Muzeum Sztuki – posiadającym najbogatsze w Polsce zbiory sztuki współczesnej. Działa też wiele teatrów (m.in. Teatr Wielki, Teatr Muzyczny, teatry dramatyczne, teatry dla dzieci), Filharmonia (w wybudowanym w 2004 futurystycznym gmachu, nawiązującym jednak fasadą do dawnego budynku filharmonii), kina i galerie.
Licznie odwiedzanym przez publiczność wydarzeniem artystycznym są Łódzkie Spotkania Baletowe. Co dwa lata – na scenie łódzkiego Teatru Wielkiego – prezentowane są najnowsze trendy w światowym balecie.
Centrum kulturalnym miasta jest linia ulic Piłsudskiego – Piotrkowska – Kościuszki/Zachodnia, aż do Pałacu Poznańskiego i usytuowanej tuż za nim – na terenach dawnego imperium włókienniczego fabrykanta Izraela Poznańskiego – „Manufaktury”. W tych starych budynkach z czerwonej cegły powstało centrum handlu, usług, biznesu, nauki, mody, kultury i sztuki.
Na Piotrkowskiej, wraz z przecinającymi ją ulicami, obok dużej liczby małych pubów i restauracji, a latem ogródków piwnych, których tradycje sięgają XIX w., znajdują się salony mody, kina, teatry, filharmonia, galerie sztuki, muzea. Coraz więcej jest także luksusowych sklepów i banków.
Łódź kandydowała do tytułu Europejskiej Stolicy Kultury 2016 (w 2010 nie została zakwalifikowana do II etapu konkursu).
Łódzkie galerie sztuki (np. Galeria Wschodnia, Atlas Sztuki, Galeria Willa lub Ośrodek Propagandy Sztuki) prezentują sztukę różnych dyscyplin, m.in. sztukę akcji, performance, instalacje, sztukę wideo, multimedia, fotografie, film, sztukę obiektu.

### Łódź w kulturze i sztuce
Łodzi swoją twórczość poświęciło wielu polskich poetów i pisarzy, m.in.:
- Miastu Łodzi swoje wiersze z cyklu Kwiaty polskie poświęcił poeta Julian Tuwim,
- Władysław Broniewski wiersz „Łódź”,
- Mieczysław Jastrun wiersze „Łódź” oraz „Radogoszcz”,
- Jarosław Iwaszkiewicz wiersz „Zamieć w Łodzi”,
- Wiktor Dłużniewski poświęcił wiersz pt. „Paweł Łodzia Kubowicz”,
- Tadeusz Chróścielewski poświęcił miastu wiersze „Narodziny miasta”, „Młodość miasta” oraz „Wywód o ziemi obiecanej”,
- Jan Sztaudynger zadedykował jej wiersze „Łódzka mitologia”, „Do Łodzi”, „Łódzkie gorzkie powietrze”, „Łódź czeka kogoś”, „O rachityczna Łodzi”,
- Konrad Frejdlich poświęcił miastu wiersz „Łódź”,
- Marian Piechal wiersze „Do Łodzi”, „Plac wolności w Łodzi”, „Radogoszcz”,
- Tadeusz Peiper wiersz „Kronika dnia”,
- Konstanty Dobrzyński wiersze „Łódź w nocy”, „Na Chojnach” oraz „Dwa miasta”,
- Grzegorz Timofiejew wiersz „Łódź”.

Łodzi poświęconych zostało także wiele powieści. Najsłynniejszą jest Ziemia obiecana Władysława Reymonta. Z kolei Israel Joszua Singer przedstawił Łódź z perspektywy żydowskiej w powieści Bracia Aszkenazy.

### Łódzkie legendy
- Legenda o Januszu Piotrowicu – legenda o powstaniu Łodzi[169]
- Legenda o rycerzu pustelniku – legenda o powstaniu herbu Łodzi[170]
- Legenda o Janie Mulinowiczu – legenda związana z ulicą Kolumny[171]

### Muzyka
Duże koncerty muzyczne urządza się głównie w Atlas Arenie, Klubie Wytwórnia czy na obszarze Off Piotrkowska. Mniejsze koncerty odbywają się natomiast w wielu klubach muzycznych, pubach lub w plenerze (np. na ul. 6 Sierpnia). Przez wiele lat, w okresie 2001–2014, jednym z najbardziej znaczących klubów muzycznych była znajdująca się przy ul. Limanowskiego Dekompresja.
Od roku 1886 do dziś funkcjonuje Stowarzyszenie Śpiewacze „Harmonia”, które reprezentuje Łódź na wielu koncertach w Polsce, jak i na świecie (np. w czerwcu 2007 wyjechali na koncerty do Austrii, w listopadzie 2009 do Czech).
Od 1915 na terenie Łodzi działała Łódzka Orkiestra Symfoniczna, następnie przekształcona w 1949 w Filharmonię Łódzką im. Artura Rubinsteina.
Na terenie Łodzi odbywa się rocznie wiele konkursów i festiwali muzycznych, do większych można zaliczyć:
- Rubinstein Piano Festival
- Letnia Akademia Jazzu
- Soundedit
- Domoffon Festiwal
- Vena Festival
- Międzynarodowy Konkurs i Festiwal Indywidualności Muzycznych im. Aleksandra Tansmana
- Festiwal Muzyki w Starym Klasztorze
- Ogólnopolski Studencki Przegląd Piosenki Turystycznej Yapa
- Łódzkie Spotkania z Piosenką Żeglarską „Kubryk”

#### Zespoły muzyczne
Z Łodzi pochodzi wiele znanych zespołów muzycznych, między innymi:

- Kamp!
- Blue Café
- Coma
- Dreadsquad
- Dwa Sławy
- L.Stadt
- Ich Troje
- Varius Manx
- Normalsi
- Bakflip
- Rezerwat
- Trubadurzy
- Psychocukier
- Cool Kids of Death
- Wieże Fabryk
- Melomani
- Kontrola W.
- Pandemonium
- 19 Wiosen
- Moskwa
- Tabasko
- Power of Trinity
- Samokhin Band

##### Chóry
- Akademicki Chór Politechniki Łódzkiej
- Chór Uniwersytetu Medycznego
- Akademicki Chór Uniwersytetu Łódzkiego
- Akademicki Chór Kameralny Społecznej Akademii Nauk
- Chór Żydowski CLIL
- Chór diecezji śląsko-łódzkiej kościoła mariawitów
- Con Vigore
- Chór All’antico
- Chór kameralny Vivid Singers
- Chór Good News Singers
- Chór Nauczycielski w Łodzi
- Młodzieżowy Chór Żeński Iuvenales Cantores Lodzienses
- Chór Dziecięcy Miasta Łodzi
- Mały Chór Wielkich Serc
- Chór 8 dzień
- Schola Gregoriańska Studium Muzyki Kościelnej Archidiecezji Łódzkiej
- Stowarzyszenie Śpiewacze „Harmonia”
- Stowarzyszenie Śpiewacze im. Stanisława Moniuszki w Łodzi
- Chór kameralny Stowarzyszenia Śpiewaczego „Canto Sonoro” im. Zygmunta Gzelli
- Verdiana – Łódzki Chór Teatralny
- Chłopięcy Chór Kameralny „Chcemy śpiewać”
- Chór młodzieżowy ogólnokształcącej szkoły muzycznej I i II st. im. Henryka Wieniawskiego
- Chór dla (nie)opornych przy Filharmonii Łódzkiej

### Literatura
W mieście działa Dom Literatury w Łodzi, który regularnie organizuje spotkania z autorami, spotkania poetyckie, warsztaty pisarskie, spotkania dyskusyjne, koncerty muzyczne i podobne. Wydaje również książki, głównie tomiki poezji młodych, jak i również bardziej znanych poetów. Przy czym, publikacje ukazują się w większości w języku polskim, ale także w języku angielskim. Dom Literatury ściśle współpracuje z łódzkim oddziałem Stowarzyszenia Pisarzy Polskich.
W Łodzi odbywa się regularnie wiele festiwali i konkursów związanych z literaturą, m.in. Ogólnopolski Konkurs Poetycki im. Jacka Bierezina, Puls Literatury, Salon Ciekawej Książki czy Ogólnopolski Konkurs na Prozę Poetycką im. Witolda Sułkowskiego. Co roku wręczana jest Nagroda Literacka im. Juliana Tuwima.

### Festiwale i przeglądy
Rokrocznie w Łodzi odbywa się kilkadziesiąt festiwali i przeglądów, m.in.: Łódzkie Spotkania Baletowe, Festiwal Łódź Czterech Kultur, Międzynarodowy Festiwal Fotografii, Light Move Festival, Międzynarodowy Festiwal Sztuk Przyjemnych i Nieprzyjemnych, Międzynarodowy Festiwal Komiksu i Gier, Łódź Design Festival, Forum Kina Europejskiego „Cinergia”, Transatlantyk Festival.

### Kinematografia

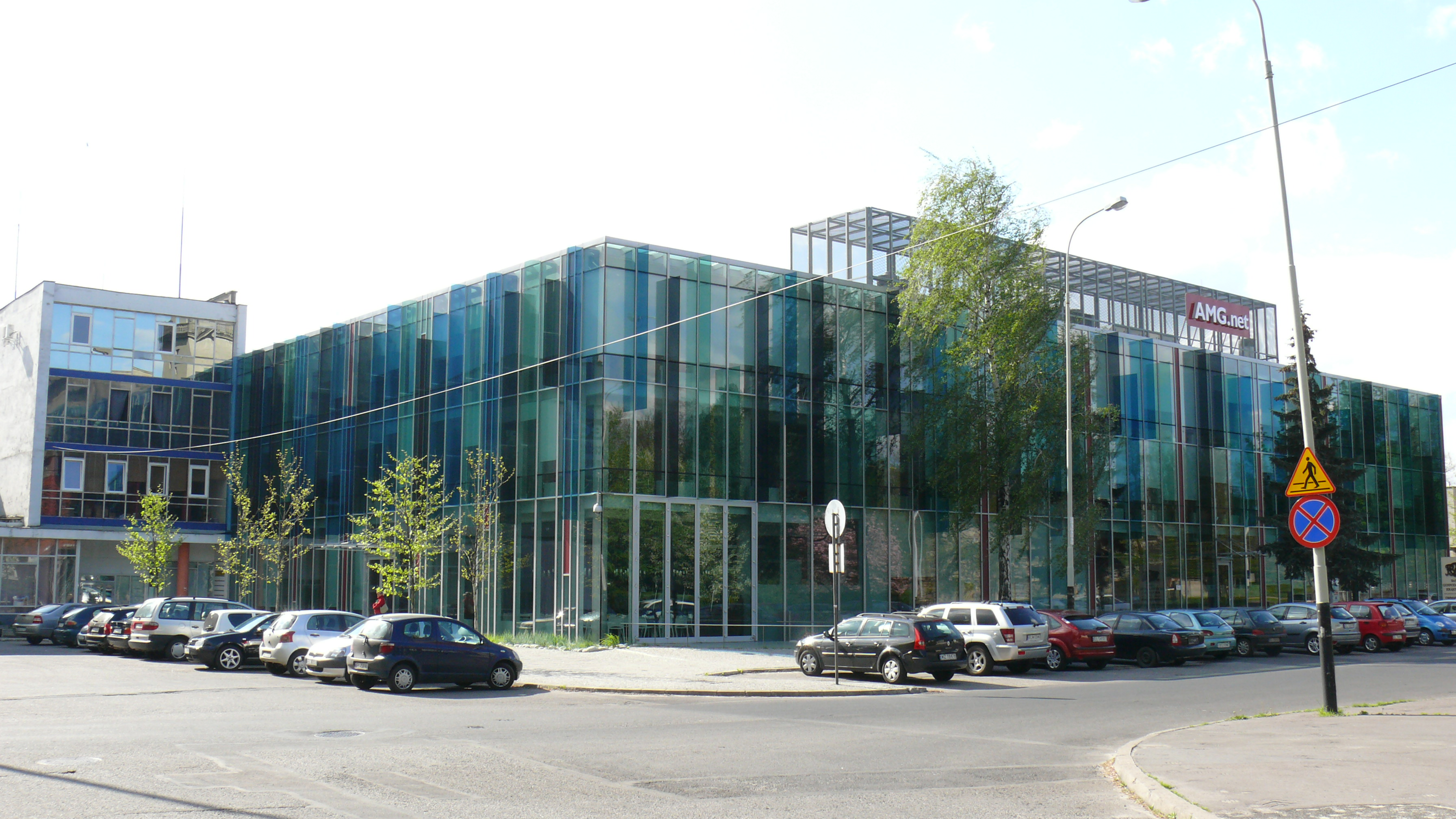
Siedziba Opus Film przy ulicy Łąkowej

Miasto było określane mianem „HollyŁódź”. W łódzkiej Wytwórni Filmów Fabularnych zrealizowano w drugiej połowie XX w. większość polskich filmów fabularnych. Tradycje, tej zlikwidowanej wytwórni, z powodzeniem kontynuuje studio Opus Film. W Wytwórni Filmów Oświatowych powstają filmy edukacyjne i znakomite dokumenty np. nagrodzony Europejską Nagrodą Filmową Felix Usłyszcie mój krzyk Macieja Drygasa. W słynnym Studio Małych Form Filmowych Se-ma-for powstawały znakomite animowane seriale dla dzieci Miś Uszatek, Przygody Misia Colargola, Zaczarowany ołówek, Kot Filemon, a także Plastusiowy pamiętnik czy Opowiadania Muminków. W Se-ma-forze Zbigniew Rybczyński zrealizował film Tango, za który otrzymał Oscara. Po likwidacji państwowego Semafora, jego tradycje przejęła spółka realizatorów Se-ma-for Produkcja Filmowa. Powstał tu między innymi znakomicie przyjęty na całym świecie lalkowy film Piotruś i wilk. Film ten zdobył Oscara w kategorii animowanego krótkiego metrażu za rok 2007.
Tu istnieje Państwowa Wyższa Szkoła Filmowa, Telewizyjna i Teatralna, gdzie pierwsze swoje zawodowe kroki stawiali m.in. Andrzej Wajda, Roman Polański, Krzysztof Kieślowski, Jan Machulski i Jerzy Antczak.
31 października 2017 dyrektor generalny UNESCO Irina Bokowa ogłosiła listę 64 miast przyjętych do Sieci Miast Kreatywnych UNESCO (UCCN), wśród których znalazła się Łódź, otrzymując tym samym tytuł Miasta Filmu. Razem z nią tytuł Miasta Filmu otrzymały również Bristol, Yamagata, Qingdao i Terrassa.
Łódź wielokrotnie użyczała swoich ulic jako planów filmowych, które zostały zidentyfikowane i opisane w publikacji M. Kronenberga, M. Wawrzyniak i A. Jonas pt. Przewodnik po filmowej Łodzi.

#### Kina

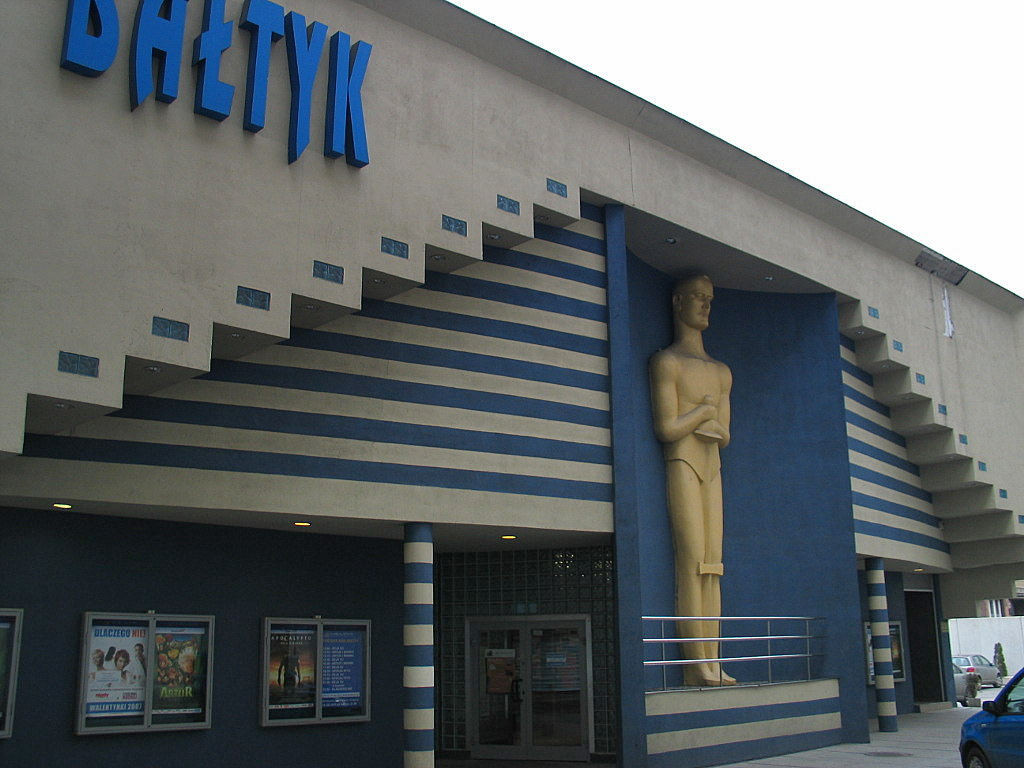
Dawne kino Bałtyk, ul. G. Narutowicza 20 (w poprzecznej oficynie)

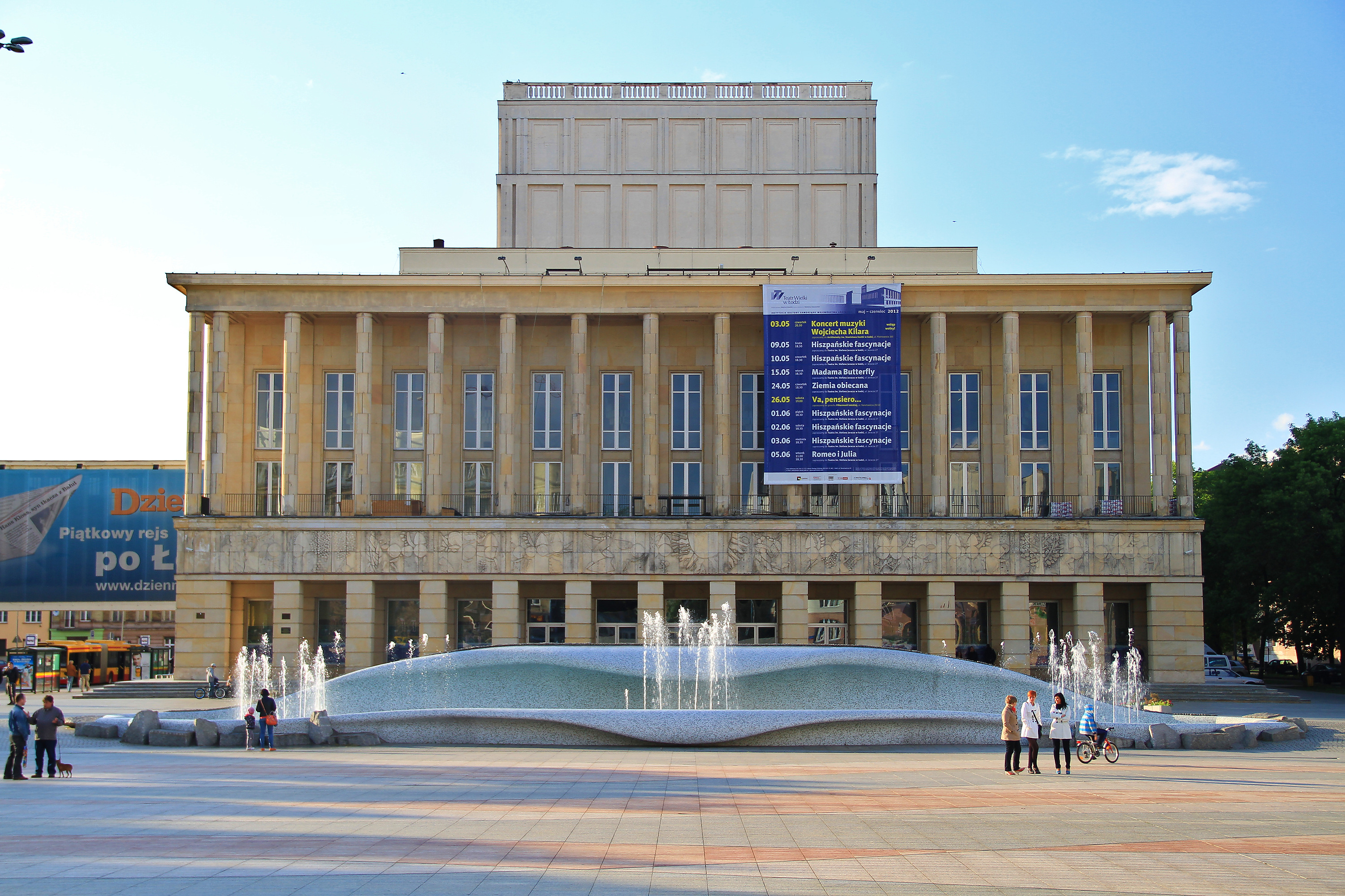
Teatr Wielki na pl. H. Dąbrowskiego

1 sierpnia 1896 na terenie parku Helenów miał miejsce pierwszy łódzki pokaz filmowy. W 1899 w kamienicy przy ul. Piotrkowskiej 120 powstało pierwsze stałe łódzkie kino. W 1908 zbudowano pierwszy obiekt od początku przeznaczony dla potrzeb pokazów filmowych – kino Odeon. W 1913 w parku Helenów otworzono pierwsze kino „w plenerze”, a w 1929 Splendid został pierwszym w Łodzi stałym kinem dźwiękowym. W 1914 było w Łodzi siedemnaście stałych kin, pod koniec okresu międzywojennego trzydzieści, a w roku 1973 trzydzieści pięć. W 1960 powstał Miejski Zarząd Kin w Łodzi. W 1967 oddano do użytku, po modernizacji, kino Bałtyk, które było wówczas najnowocześniejszym kinem w Polsce. Pierwszy łódzki multipleks rozpoczął działalność w 2001 (Silver Screen).

- Kino Bałtyk 3D (2 sale), ul. Narutowicza 20. Kino zakończyło działalność w 2015 roku.
- Kino Bodo, ul. Rewolucji 1905 roku 78/80
- Kino Charlie (3 sale), ul. Piotrkowska 203/205; Sieć Kin Studyjnych
- Cinema City i IMAX 3D (14 sal + IMAX 1 sala), ul. Drewnowska 58
- Helios Sukcesja (9 sal), al. Politechniki 1
- Kino Kinematograf, pl. Zwycięstwa 1; Sieć Kin Studyjnych
- ŁDK 3D (2 sale), ul. Traugutta 18; Sieć Kin Studyjnych
- Multikino 3D (10 sal), al. Piłsudskiego 5
- Kino Narodowego Centrum Kultury Filmowej, ul. Targowa 1/3
- Kino Pionier, ul. Franciszkańska 31
- Kino Polonia, ul. Piotrkowska 67
- Kino Szkolne PWSFTviT, ul. Targowa 61/63
- Stare Kino, ul. Piotrkowska 120
- Kino Tatry, ul. Sienkiewicza 40
- Kino Wytwórnia 3D, ul. Łąkowa 29

### Teatry

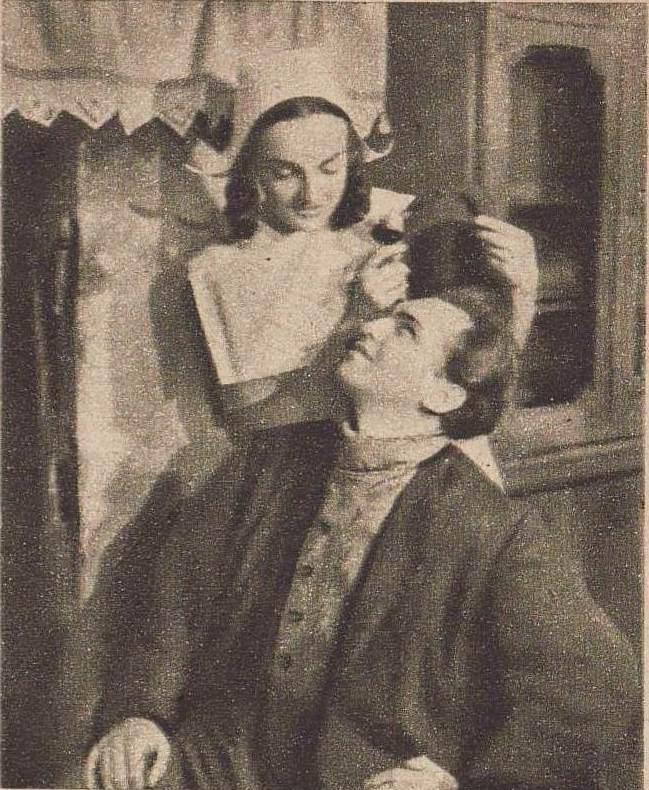
Antoni Żuliński i Tamara Pasławska na scenie Teatru Powszechnego (1948)

W Łodzi w wielu miejscach można obcować ze sztuką teatralną. Działają tu teatry dramatyczne, muzyczne, eksperymentalne, lalkowe. Znajduje się tu także Teatr Wielki, będący drugim pod względem wielkości gmachem operowym w kraju i jednym z największych w Europie – ponad 1300 miejsc na widowni. Zainaugurował on swoją działalność w 1967 r. i do tej pory przygotował ponad 240 premier. W bieżącym repertuarze Teatru Wielkiego znajduje się kilkanaście oper, baletów, operetek – od klasyki po dzieła współczesne.

### Muzea

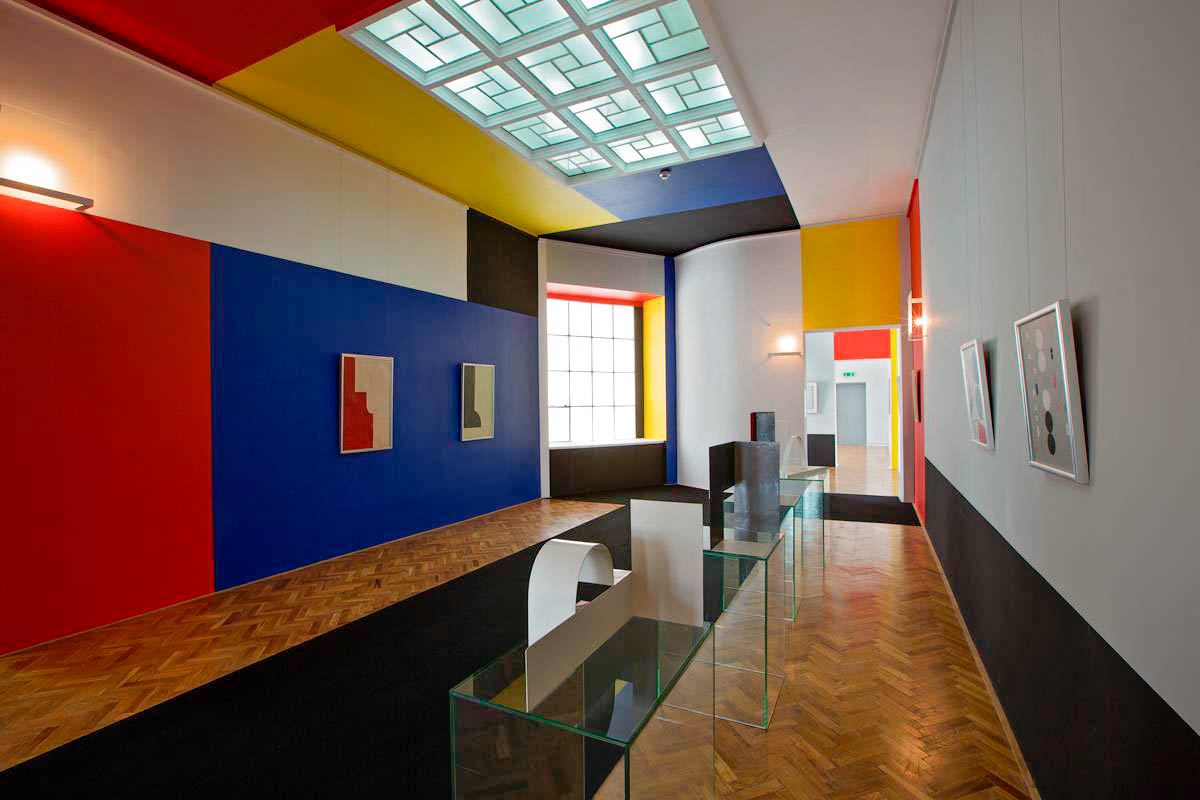
Muzeum Sztuki – Sala Neoplastyczna Władysława Strzemińskiego

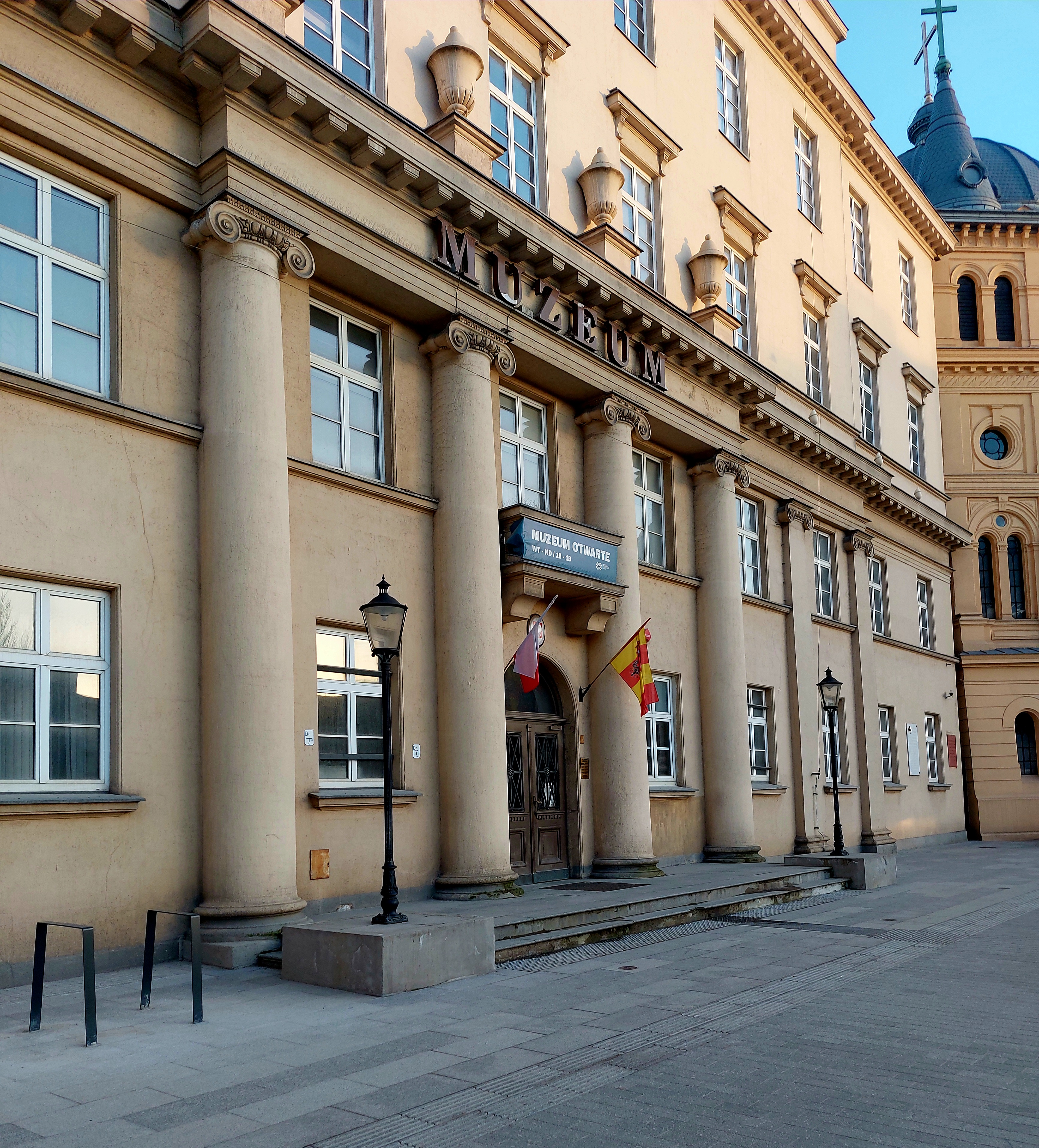
Muzeum Archeologiczne i Etnograficzne

Wśród licznych placówek muzealnych, które znajdują się w Łodzi, są m.in.:
- Muzeum Sztuki – z unikatową w skali Europy, gromadzoną od lat 30. XX w. kolekcją sztuki nowoczesnej
- Centralne Muzeum Włókiennictwa – posiadające (w zabytkowym gmachu Białej Fabryki Ludwika Geyera) największą w Polsce kolekcję tkaniny artystycznej
- Muzeum Miasta Łodzi (w pałacu Izraela Poznańskiego, jednego ze współtwórców XIX-wiecznej potęgi przemysłowej miasta)
- Muzeum Archeologiczne i Etnograficzne – z zabytkami regionu łódzkiego oraz kolekcją numizmatyczną – z monetami, wśród których wiele prezentowanych ocalało tylko w kilku lub kilkunastu egzemplarzach na świecie
- jedyne w Polsce Muzeum Kinematografii, prezentujące na wystawie stałej zabytkowy sprzęt filmowy, rekwizyty ze słynnych filmów oraz lalki i rysunki montażowe znanej polskiej wytwórni filmów rysunkowych i lalkowych – Se-ma-fora; samym w sobie jest ciekawe miejsce funkcjonowania tego muzeum – pałac Karola Scheiblera
- Narodowe Centrum Kultury Filmowej – instytucja prowadzi wystawy stałe: „Kino Polonia” – przedstawiająca historię polskiej kinematografii od przełomu XIX i XX wieku do współczesności oraz „Materia kina” – przedstawiająca proces realizacji filmu[190].
- działające przy studiu filmowym Se-ma-for Muzeum Animacji, w którym można obejrzeć lalki, dekoracje, sprzęt zdjęciowy, aranżację planów filmowych lalkowych i rysunkowych oraz pójść na projekcję filmową[191]
- jedno z nielicznych w Polsce muzeum komunikacji miejskiej, posiadające liczny zabytkowy tabor oraz bogate zbiory zdjęć i dokumentów; część zabytkowego taboru jest eksploatowana w przejazdach turystycznych
- dla zainteresowanych dziejami Łodzi podczas II wojny światowej, Holocaustu łódzkich Żydów i Romów, są trzy oddziały Muzeum Tradycji Niepodległościowych – oddział „Radogoszcz”, w okupacyjnym więzieniu policyjnym, miejscu największej zbrodni nazistowskiej podczas przechodzenia wojsk rosyjskich przez obszar Polski (styczeń 1945), oddział „stacja Radegast”, miejsce, które spełniało tę samą rolę co warszawski Umschlagplatz, oraz „Kuźnia Romów”, pozostałość po obozie „Cyganów” z pogranicza austro-węgierskiego (tzw. Burgenland) krótko funkcjonującego na terenie łódzkiego getta, których po kilku miesiącach wywieziono do miejsca zagłady w Chełmnie nad Nerem (Kulmhof an Nehr).
- Centrum Nauki i Techniki EC1 – interaktywna ekspozycja umieszczona w oryginalnych wnętrzach elektrowni cieplnej z początku lat 30. XX w.
- Centrum Komiksu i Narracji Interaktywnej znajduje się na terenie EC1 Łódź – Miasto Kultury i jest instytucją kultury o charakterze edukacyjno-rozrywkowym, które jest w pełni poświęcone kulturze komiksu i gier wideo[150].

## Oświata i nauka

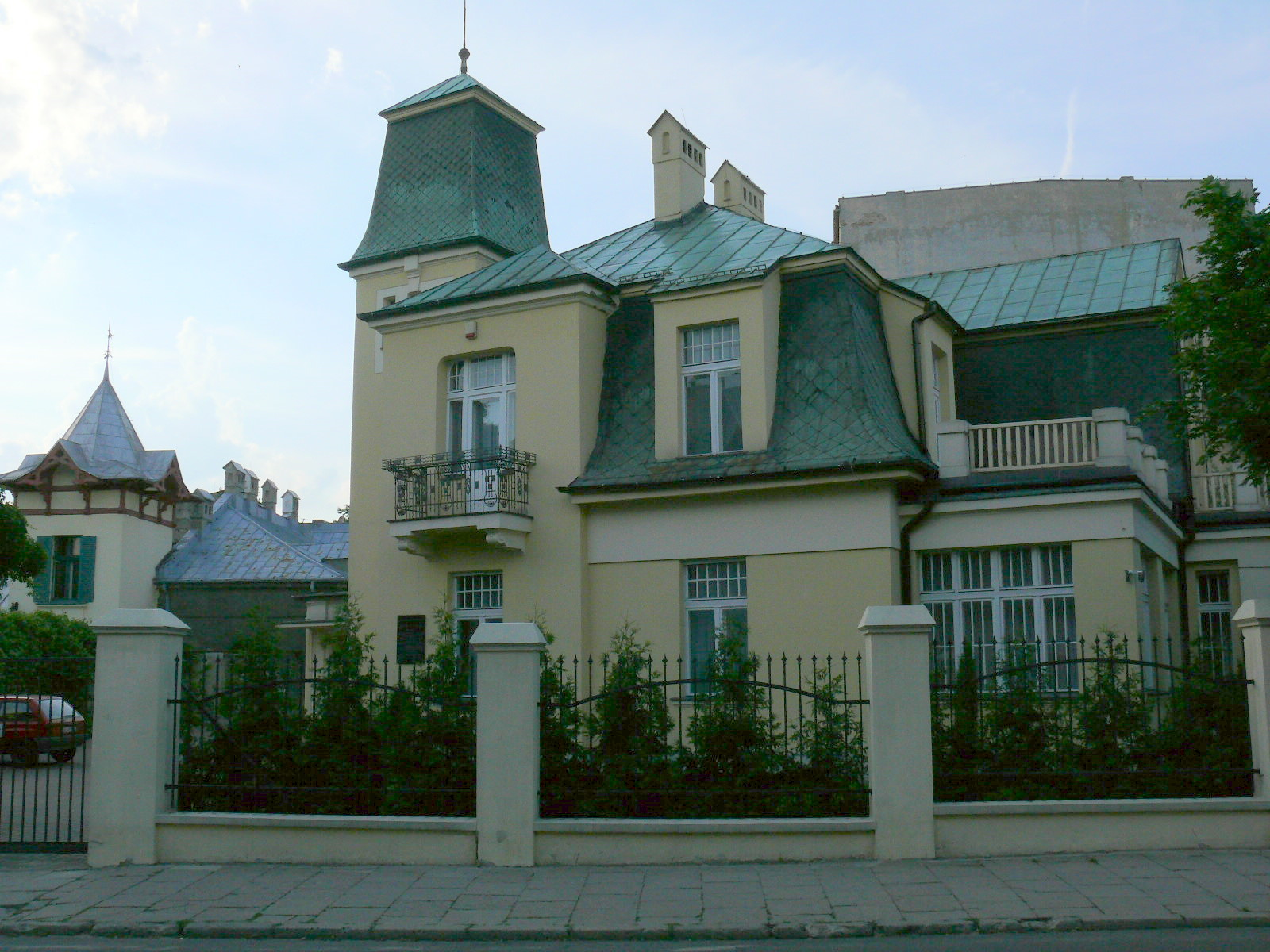
Willa Oskara Zieglera – siedziba Łódzkiego Towarzystwa Naukowego

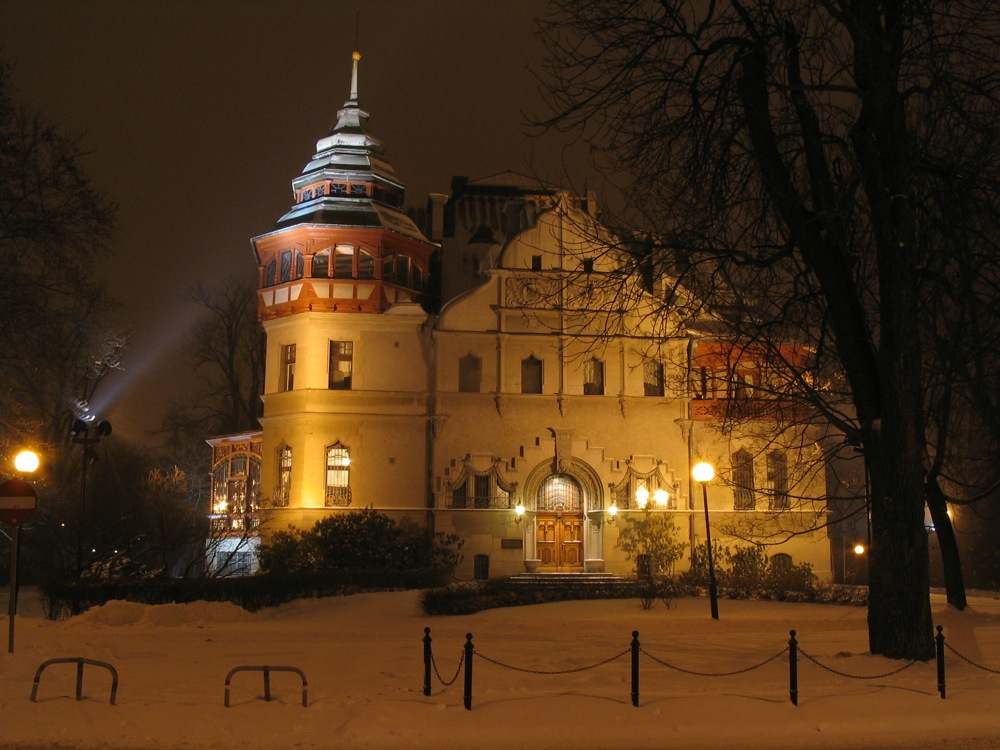
Willa Reinholda Richtera – obecnie rektorat Politechniki Łódzkiej

W Łodzi funkcjonuje oddział Polskiej Akademii Nauk. W mieście istnieje obecnie (2012) 28 uczelni (6 państwowych i 22 niepubliczne) oraz szereg instytutów badawczo-naukowych.
- Centrum Badań Molekularnych i Makromolekularnych PAN
- Instytut Biologii Medycznej PAN
- Instytut Archeologii i Etnologii PAN – Ośrodek Badań nad Dawnymi Technologiami
- Instytut „Centrum Zdrowia Matki Polki”
- Instytut Medycyny Pracy imienia prof. dra med. Jerzego Nofera
- Europejskie Regionalne Centrum Ekohydrologii – placówka PAN pod auspicjami UNESCO
- Centralny Ośrodek Badawczo-Rozwojowy Przemysłu Gastronomicznego i Artykułów Spożywczych
- Instytut Biopolimerów i Włókien Chemicznych
- Instytut Biotechnologii Przemysłu Rolno-Spożywczego – Zakład Jakości Żywności i Zakład Technologii i Techniki Chłodnictwa
- Instytut Energetyki – Oddział Techniki Cieplnej
- Instytut Przemysłu Skórzanego
- Instytut Technologii Bezpieczeństwa „Moratex”
- Centralny Ośrodek Badawczo-Rozwojowy Maszyn Włókienniczych „Polmatex-Cenaro”
- Instytut Włókiennictwa
- Wojskowy Ośrodek Badawczo-Wdrożeniowy Służby Mundurowej
- Narodowy Instytut Samorządu Terytorialnego
- Zakład Astrofizyki Narodowego Centrum Badań Jądrowych (Pracownia Fizyki Promieniowania Kosmicznego)
- Oddział Instytutu Pamięci Narodowej
- Łódzki Regionalny Park Naukowo-Technologiczny („Bionanopark Łódź”)

### Biblioteki

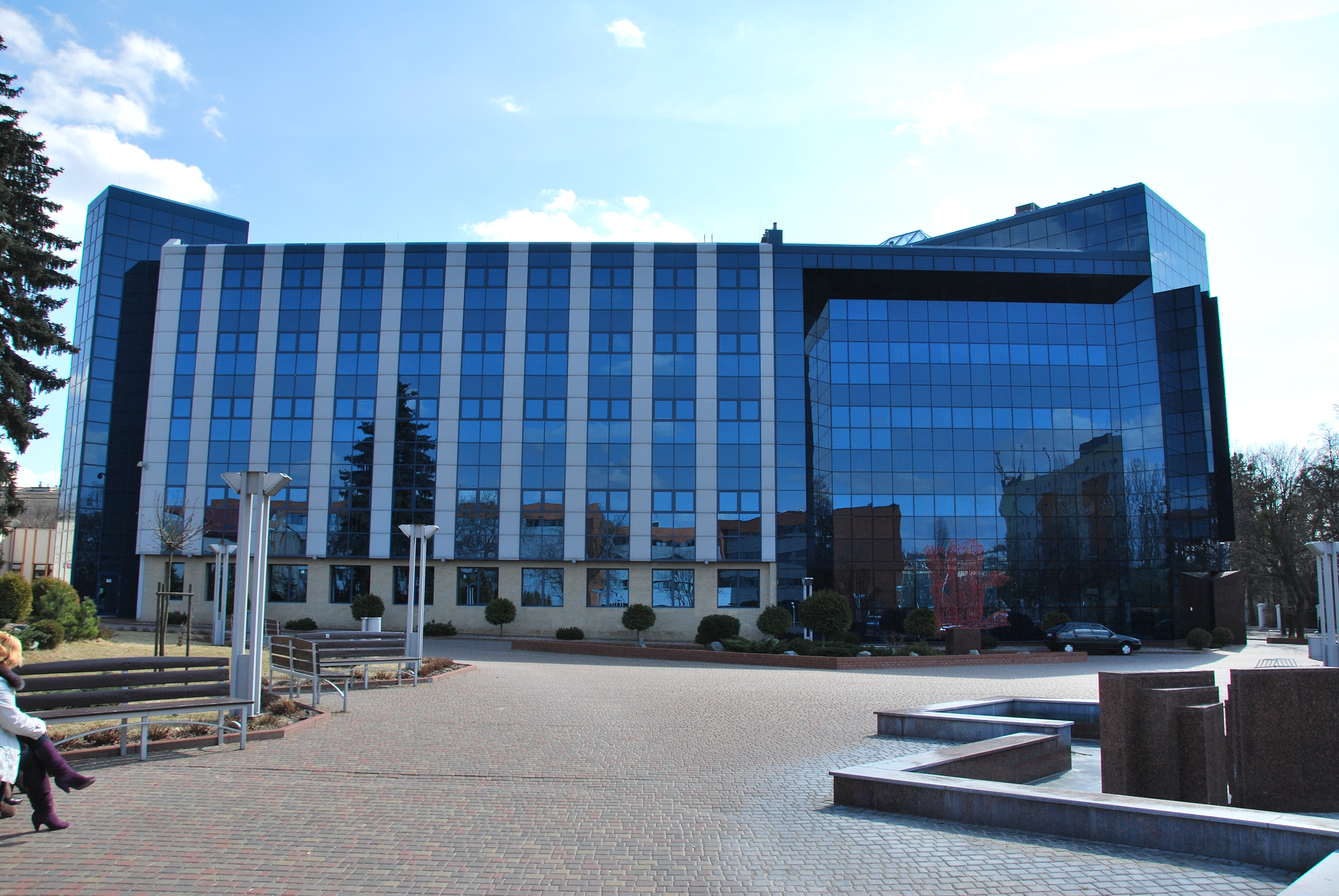
Biblioteka Uniwersytetu Łódzkiego

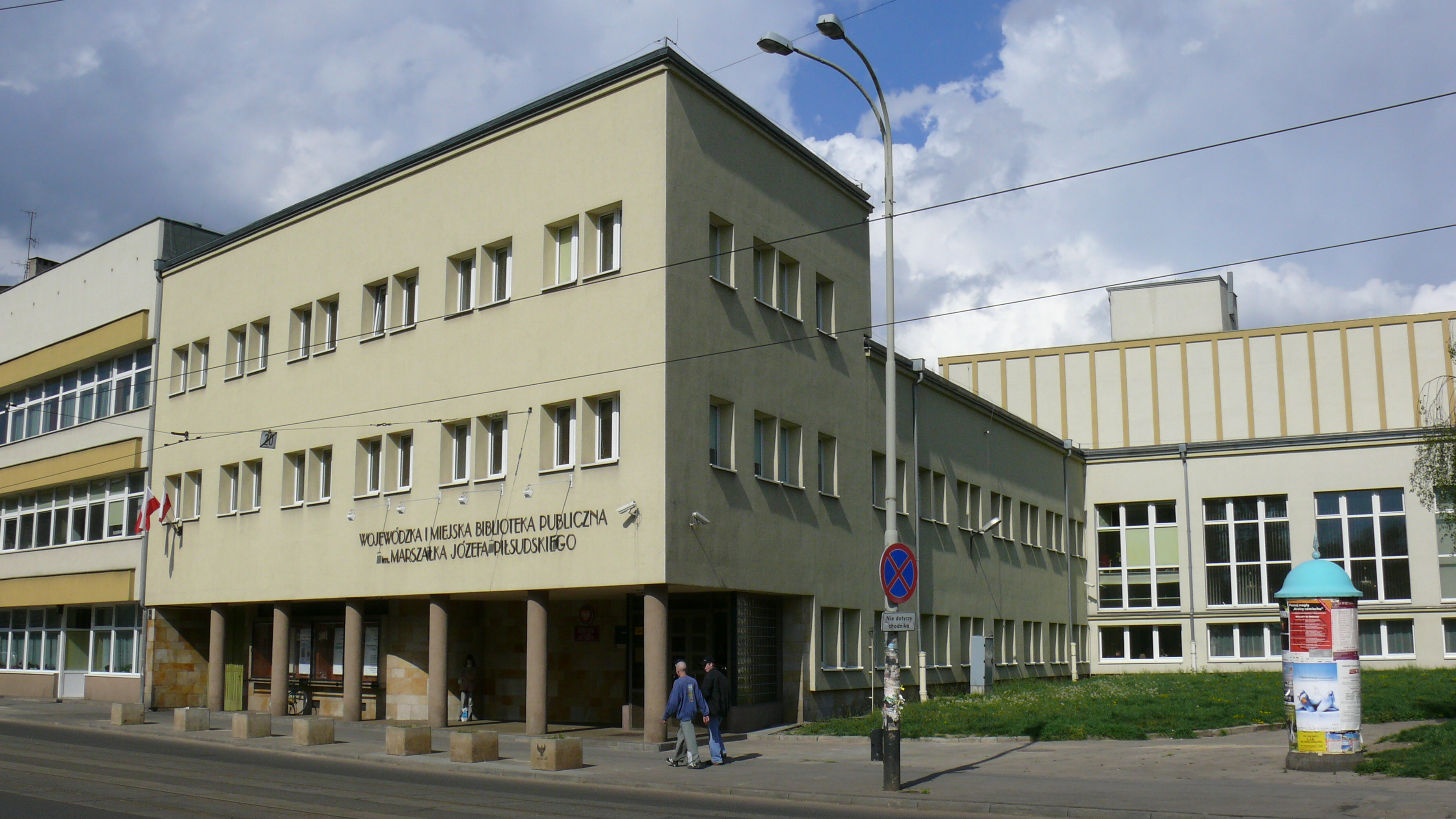
Wojewódzka Biblioteka Publiczna im. Marszałka Józefa Piłsudskiego

Na terenie miasta działają biblioteki prowadzone przez szkoły, instytucje naukowe, samorząd województwa łódzkiego, a także samorząd Łodzi. Część łódzkich bibliotek tworzy Łódzką Akademicką Sieć Biblioteczną.
Lista bibliotek szkół wyższych:
- Biblioteka Uniwersytetu Łódzkiego,
- Biblioteka Politechniki Łódzkiej,
- Biblioteka Uniwersytetu Medycznego,
- Biblioteka Akademii Humanistyczno-Ekonomicznej,
- Biblioteka Akademii Muzycznej,
- Biblioteka Akademii Sztuk Pięknych,
- Biblioteka i Ośrodek Informacji Filmowej PWSFTviT; prowadzi internetową bazę danych poświęconą kinematografii polskiej – filmpolski.pl,
- Biblioteka Wyższego Seminarium Duchownego.

Lista innych bibliotek:
- Wojewódzka Biblioteka Publiczna im. Marszałka Józefa Piłsudskiego w Łodzi,
- Pedagogiczna Biblioteka Wojewódzka w Łodzi,
- Biblioteka Centrum Badań Molekularnych i Makromolekularnych PAN,
- Biblioteka Instytutu Medycyny Pracy im. prof. Jerzego Nofera,
- Biblioteka Miejska w Łodzi[195].

## Religia
Pierwszym łódzkim biskupstwem była powstała w 1910 kustodia łódzka Kościoła Katolickiego Mariawitów, jej ordynariuszem był bp Leon Maria Andrzej Gołębiowski. Od 10 grudnia 1920 r. istnieje rzymskokatolicka diecezja łódzka. Erygowana została przez papieża Benedykta XV bullą „Christi Domini”. Jan Paweł II 25 marca 1992 r. bullą „Totus Tuus Poloniae Populus” podniósł Łódź do rangi archidiecezji podległej bezpośrednio Stolicy Apostolskiej. 24 lutego 2004 r. ustanowiona została metropolia łódzka Kościoła rzymskokatolickiego.
W Łodzi swoją siedzibę ma również diecezja łódzko-poznańska Kościoła prawosławnego – jedna z 6 diecezji w Polsce, utworzona w 1948 roku (zajmuje największą powierzchnię). W Łodzi znajduje się także siedziba diecezji śląsko-łódzkiej Kościoła Starokatolickiego Mariawitów.
Oprócz tego na terenie miasta znajdują się także parafie i zbory innych wyznań katolickich i protestanckich (w tym dwa zbory Kościoła Adwentystów Dnia Siódmego), siedziba gminy żydowskiej, ośrodki zen szkoły Kwan Um, buddyzmu Diamentowej Drogi oraz innych związków wyznaniowych. W mieście działalność kaznodziejską prowadzi również 30 zborów Świadków Jehowy.
Wiele kościołów zostało wpisanych do rejestru zabytków nieruchomych Łodzi.

## Sport
Pierwsze organizacje sportowe w Łodzi tworzyły się już w XIX wieku. 2 czerwca 1824 powstało Łódzkie Towarzystwo Strzeleckie, założone przez niemieckich majstrów i rzemieślników – w 1845 w parku Źródliska w 1859 otworzono stałą strzelnicę z siedzibą organizacji. W 1887 miłośnicy jazdy na welocypedach stworzyli Towarzystwo Cyklistów, a w 1892 w parku helenowskim zbudowano tor kolarski. W 1906 powstał tam tor o długości 400 m, który zaczął konkurować z podobnym obiektem na Dynasach, stając się szybko czołowym centrum sportów rowerowych. Wkrótce został uznany za najnowocześniejszy i największy tor kolarski w zaborze rosyjskim (z tego względu zorganizowano tam 8 września 1912 międzynarodowe zawody kolarskie z udziałem rowerzystów z Niemiec, Francji, Stanów Zjednoczonych i Związku Południowej Afryki). W latach 90. XIX wieku powstały również kluby gimnastyczne (Towarzystwo Gimnastyczne „Siła” w 1896, Stowarzyszenie Sportowe „Union” w 1897) oraz Towarzystwo Zachęty Wyścigów Konnych (od 1907 w Rudzie Pabianickiej – w pobliżu obecnej ulicy Konnej – istniał tor wyścigów konnych). W 1903 założono Łódzkie Towarzystwo Zwolenników Gry Szachowej. Do pionierów łódzkiej gimnastyki należał Aleksander Surowiecki, który prowadził lekcje w prywatnym zakładzie gimnastyki mieszczącym się przy ówczesnej ul. Mikołajewskiej, a obecnie Sienkiewicza. Jedną z pierwszych organizacji sportowych, Towarzystwo Gimnastyczne „Sokół” w Łodzi założyli członkowie Towarzystwa Krzewienia Oświaty 20 grudnia 1905 roku. Jej celem była popularyzacja sportu oraz aktywności fizycznej wśród szerokich kręgów społeczeństwa polskiego. W dwudziestoleciu międzywojennym wychowankami łódzkiego Sokoła byli m.in. mistrz Europy w boksie z 1937 roku Henryk Chmielewski oraz Józef Pisarski, wielokrotny mistrz Polski w boksie i wicemistrz Europy z 1939, olimpijczyk.
16 maja 1912 został otwarty nowy stadion Łódzkiego Klubu Sportowego, na którym zorganizowano masową imprezę sportową pd nazwą „Igrzyska Olimpijskie w Łodzi”. Wybuch I wojny światowej nie ograniczył rozwoju sportu w Łodzi. W marcu 1915 środowisko kupieckie niemieckich mieszkańców miasta powołało Towarzystwo Sportowe „Sturm”, w ramach którego działały sekcje lekkiej atletyki i piłki nożnej. W czerwcu 1916 niemieckie mieszczaństwo zorganizowało również Łódzkie Towarzystwo Gimnastyczne „Polonia” z sekcjami gimnastyczną i piłki nożnej. Dużą aktywność na polu sportu przejawiała też łódzka społeczność żydowska. 1 kwietnia 1915 założone zostało Żydowskie Towarzystwo Sportowo-Gimnastyczne „1913 Roku”, liczące ok. 800 członków – głównie młodzież. Uprawiano tam gimnastykę, piłkę nożną, kolarstwo i tenis ziemny. W dniach 25–26 grudnia 1916 w hali Hazomir odbył się I Zjazd Żydowskich Towarzystw Gimnastycznych, podczas którego powołano Centralny Związek Żydowskich Towarzystw Gimnastyczno-Sportowych z siedzibą w Łodzi. Środowisko polskie natomiast zorganizowało 7 sierpnia 1916 Polskie Towarzystwo Gimnastyczne, w ramach którego uprawiano gimnastykę, lekkoatletykę, kolarstwo, łyżwiarstwo, szermierkę i tenis.
W listopadzie 2023 roku Łódź została wybrana najbardziej sportowym miastem Polski. Pierwsze miejsce w rankingu Łódź zajęła głównie przez działania Widzew, ŁKS, ŁKS II (piłka nożna mężczyzn), SMS (piłka nożna kobiet), ŁKS (siatkówka kobiet) i Grot Budowlani (siatkówka kobiet). W 2022 roku Łódź w tym samym rankingu zajęła 3 miejsce.
Kluby sportowe działające w Łodzi:

- Klub Rowerowy Adventure Łódź – kolarstwo górskie
- KS Anilana Łódź – piłka ręczna
- KB Arturówek Łódź – biegi długodystansowe, biegi przełajowe
- AZS Łódź – lekkoatletyka, badminton, curling, judo, piłka ręczna, pływanie, siatkówka, taekwondo, tenis, żeglarstwo
- BBRC Łódź – rugby
- Berserkers Team Łódź – bjj, mma, karate
- Blokers Łódź – siatkonoga
- KS Budowlani Łódź – rugby, siatkówka, zapasy, hokej na trawie
- UPKS Bula Łódź – pétanque
- BSCC Łódź – piłka nożna plażowa
- ChKS Łódź – piłka ręczna, piłka nożna
- Delfin Łódź – pływanie
- KS Dragon Łódź – szermierka
- Elta Łódź – piłka nożna, tenis stołowy
- KS Energetyk Łódź – tenis stołowy
- Frame Łódź – snooker, bilard, futbol stołowy
- Gentelmen’s Rugby Club – rugby
- Grembach Łódź – piłka nożna plażowa
- KS Gwardia Łódź – judo, boks
- Hetman Łódź – piłka nożna
- Hornets Łódź – baseball
- Instytut Kettlebell Sport Polska – kettlebell
- Kolejarz Łódź – piłka nożna
- KP Łódź – piłka nożna plażowa
- ŁKKS – karate
- MKS Łodzianka – piłka nożna
- Łódzki Klub Hokejowy – hokej na lodzie
- Łódzki Klub Karate Kyokushin – karate
- Łódzki Klub Jeździecki – jeździectwo
- Łódzki Klub Wysokogórski – wspinaczka wysokogórska,
wspinaczka sportowa
- Łódzki Klub Sportowy – boks, koszykówka, piłka nożna, siatkówka, podnoszenie ciężarów, tenis ziemny, rugby, zapasy
- Łódzkie Sportowe Towarzystwo Waterpolowe – piłka wodna
- Łódzkie Towarzystwo Łyżwiarstwa Figurowego – łyżwiarstwo figurowe
- MKS Metalowiec Łódź – piłka nożna, orientacja sportowa
- Miejski Klub Łyżwiarski w Łodzi – łyżwiarstwo figurowe
- MKT Łódź – tenis ziemny
- Ner Łódzki – piłka nożna
- Neptun Łódź – piłka wodna
- KS Nowosolna – piłka nożna
- Orzeł Łódź – sport żużlowy, piłka nożna
- LKS Polonia Andrzejów Łódź – piłka nożna, szachy, tenis stołowy
- POS Łódź Curling – curling
- Ravens Łódź – lacrosse
- RKS Łódź – lekkoatletyka, boks, piłka nożna
- SAN AZS Łódź – futsal, piłka nożna plażowa, narciarstwo, squash
- Sparta Łódź – piłka nożna
- Społem Łódź – kolarstwo, łucznictwo, strzelectwo, siatkówka, kulturystyka
- Start Łódź – siatkówka, piłka nożna, pięciobój nowoczesny, koszykówka
- Torpedy Łódź – futbol amerykański
- MKS Trójka Łódź – pływanie
- UKS SMS Łódź – piłka nożna kobiet, piłka nożna mężczyzn, siatkówka
- Victoria Łódź – piłka nożna
- Widzew Łódź – boks, piłka nożna, koszykówka
- Wifama Łódź – siatkówka
- Wilki Łódzkie – futbol amerykański

## Ludzie związani z Łodzią

### Prezydenci Łodzi
Zob. sekcję #Administracja samorządowa

### Laureaci Nagród Miasta Łodzi
Nagroda Miasta Łodzi jest przyznawana od 1927 roku.

### Łodzianie –Sprawiedliwi wśród Narodów Świata
(lista niepełna)
- Andrzeja Górska
- Jan Karski
- Zofia Libich
- Michał Lityński
- Władysław Stańczykowski

## Współpraca międzynarodowa

### Miasta partnerskie
Spis miast, które zawarły porozumienie o partnerstwie z Łodzią:
| Miasto        | Kraj       | Data podpisania umowy |
| ------------- | ---------- | --------------------- |
| Barreiro      | Portugalia | 1996-09-03            |
| Chemnitz      | Niemcy     | 2003-04-11            |
| Chengdu       | Chiny      | 2015-06-29            |
| Kanton        | Chiny      | 2014-08-20            |
| Lwów          | Ukraina    | 2003-11-28            |
| Lyon          | Francja    | 1991-07-18            |
| Murcja        | Hiszpania  | 1999-10-14            |
| Odessa        | Ukraina    | 1993-05-07            |
| Puebla        | Meksyk     | 1996-07-11            |
| Rustawi       | Gruzja     | 1995-06-27            |
| Segedyn       | Węgry      | 2008-05-19            |
| Stuttgart     | Niemcy     | 1988-09-26            |
| Tampere       | Finlandia  | 1996-10-28            |
| Tel Awiw-Jafa | Izrael     | 1994-09-13            |
| Tiencin       | Chiny      | 1994-10-11            |
| Wilno         | Litwa      | 1991-01-22            |
| Tainan        | Tajwan     | 2025-06-06            |